# Palais des Beaux-Arts de Lille

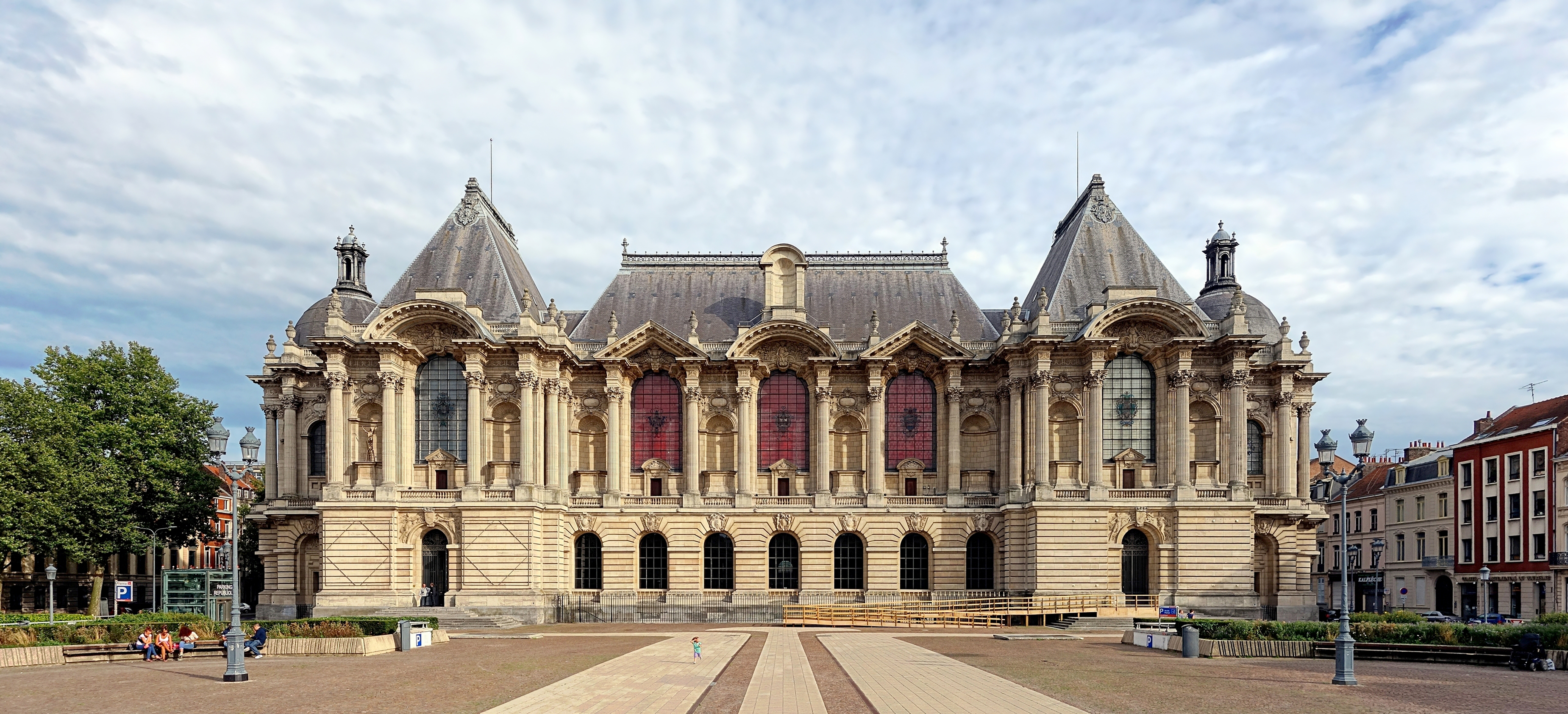
Hauptfassade des Palais des Beaux-Arts de Lille

Das Palais des Beaux-Arts de Lille (Palast der Schönen Künste von Lille), auch Musée des Beaux-Arts de Lille, ist ein Kunstmuseum in der nordfranzösischen Stadt Lille. Das 1809 eröffnete Museum beherbergt Sammlungen zur Frühgeschichte, Antike und zur bildenden Kunst vom Mittelalter bis zur Gegenwart. Es zeigt Werke der Malerei und Bildhauerei, Zeichnungen, Fotografien, Kunstgewerbe, Münzen und Stadtmodelle. Das Palais des Beaux-Arts befindet sich seit 1892 am Place de la République in einem eigenen Museumsgebäude, das seither mehrfach erneuert und erweitert wurde. Das Gebäude ist seit 1975 denkmalgeschützt und als Monument historique gelistet.

## Geschichte

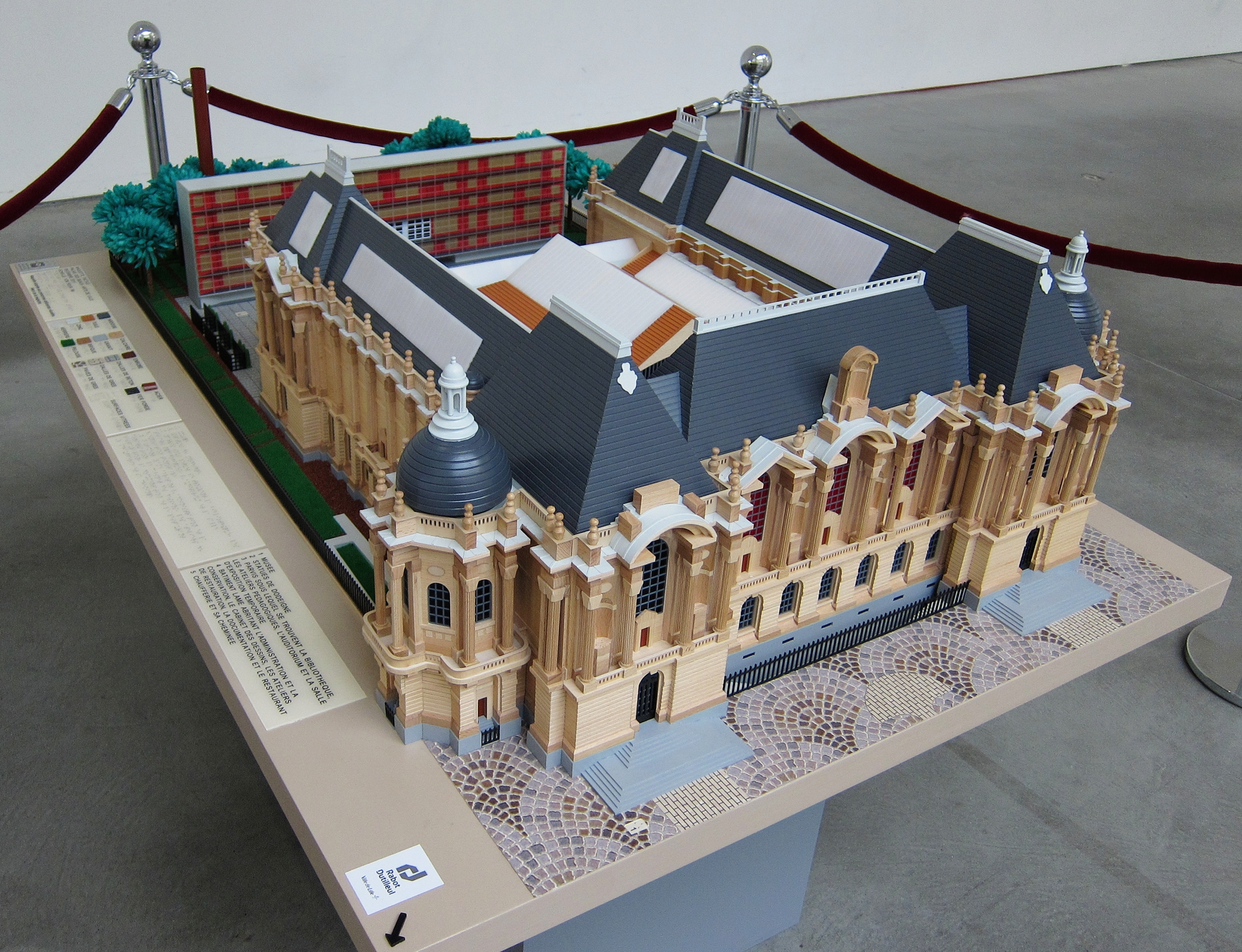
Modell des Palais des Beaux-Arts

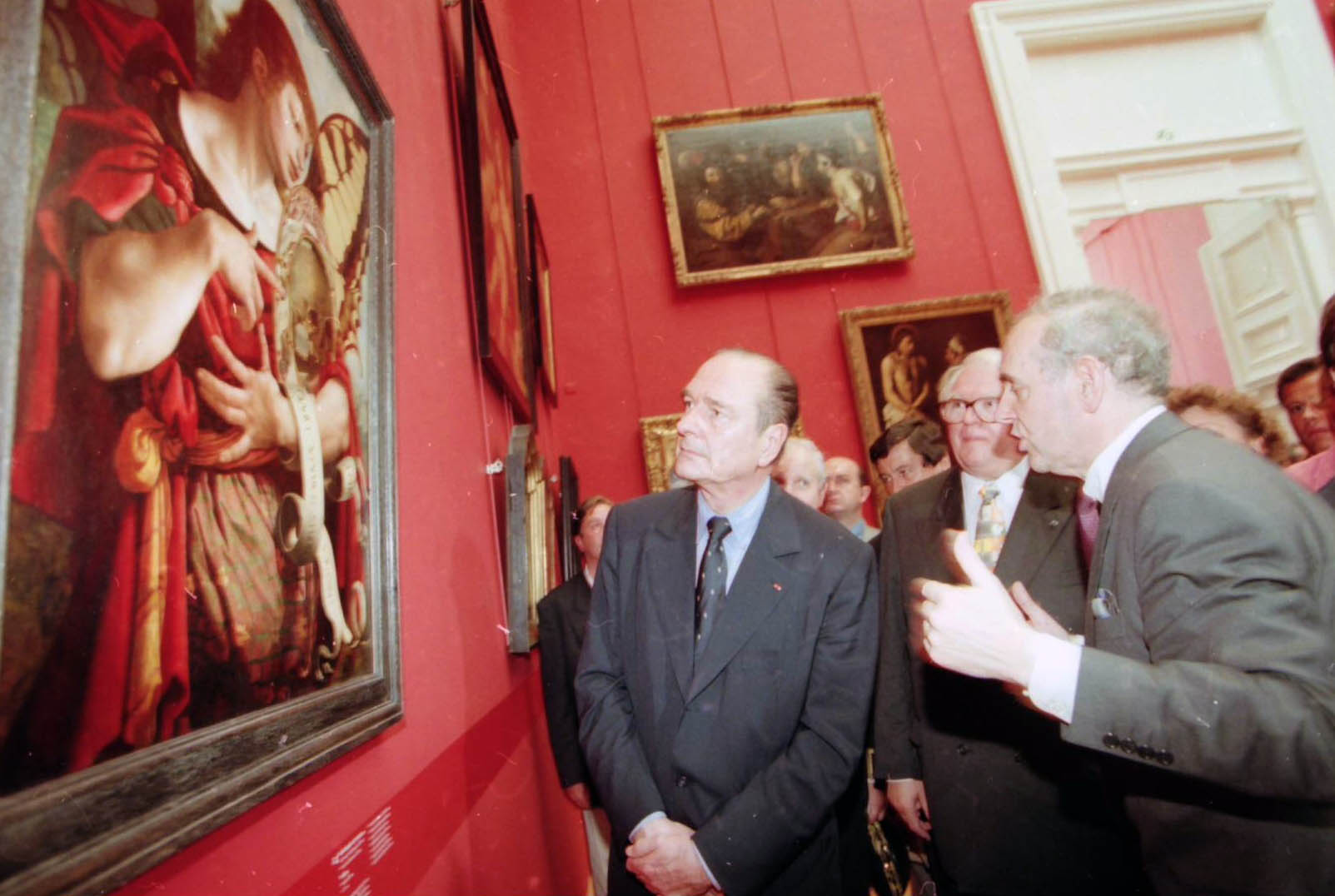
Präsident Jacques Chirac bei der Wiedereröffnung des Museums 1997

Als 1775 in Lille eine Académie des Arts eröffnet wurde, kam zugleich die Idee auf, ein Kunstmuseum zu begründen. Die Eröffnung eines Museums erfolgte jedoch erst mehrere Jahrzehnte später im Zusammenhang mit der Französischen Revolution. Nach der Beschlagnahmung von Kunstwerken bei Adeligen und aus kirchlichem Besitz wurde für den Raum Lille ein zentrales Lager im ehemaligen Klostergebäude des Couvent des Récollets eingerichtet. 1792 schlug der örtliche Maler Louis Joseph Watteau vor, diesen Bestand der Öffentlichkeit als Museum zur Verfügung zu stellen. 1793 wurden 20 Gemälde aus dem Lager des Couvent des Récollets, aus weiteren Klöstern, Adelspalästen und fünf Bilder aus der Kirche Sainte-Marie-Madeleine im großen Saal der Académie des arts ausgestellt. Diese Ausstellung war jedoch nicht für die Öffentlichkeit zugänglich, sondern nur für den Unterricht der Akademiestudenten vorgesehen. Unter der Regierung von Napoleon Bonaparte erfolgte 1801 mit dem Chaptal-Erlass der Beschluss zur Gründung von 15 Museen in der Provinz. Zu den hierbei genannten Städten gehörte auch Lille. Diese Museen erhielten in der Folge Kunstwerke aus verstaatlichtem Besitz zugewiesen. Das Museum in Lille wurde 1803 von der Stadt begründet, eröffnete allerdings erst 1809 für die Öffentlichkeit in der Kapelle des Couvent des Récollets.
1850 zog das Museum in das nach Plänen von Charles Benvignat erbaute neue Rathaus der Stadt um. Hier stand dem Museum die komplette zweite Etage zur Verfügung. Unter der Leitung des Kurators Édouard Reynart wuchs der Bestand des Museums von 188 Werken im Jahr 1841 auf 715 Arbeiten im Jahr 1875. Der Bestand stieg nicht nur quantitativ an; Reynart gelang es beispielsweise 1873 mit dem Ankauf von zwei Gemälden von Francisco de Goya zwei Spitzenstücke für die Sammlung zu sichern. Da der Platz für die stetig anwachsende Kollektion im Rathaus bald nicht mehr ausreichte, beschloss die Stadt einen Museumsneubau als Palais des Beaux-Art (Palast der Schönen Künste) zu errichten. Zur Finanzierung wurde 1882 eine städtische Lotterie veranstaltet, die 2,8 Millionen Franc einbrachte. Aus einem Wettbewerb gingen schließlich die Pariser Architekten Édouard Bérard und Fernand Delmas mit ihrem Entwurf als Sieger hervor. Der 1885 begonnene Bau im dekorativen Beaux-Arts-Stil wurde jedoch wegen unzureichender finanzieller Mittel nicht vollständig fertiggestellt, sodass bei der Eröffnung 1892 ein geplanter Gebäudeflügel fehlte. Wegen Baumängel kam es bereits 1895 zur kompletten Schließung des Hauses, das erst 1898 mit erneuerter Heizungs- und Lüftungsanlage wiedereröffnet wurde.
Während des Ersten Weltkrieges kam es 1914 zu erheblichen Beschädigungen des Museums durch Granatbeschüsse. Nach der Einnahme von Lille durch deutsche Truppen wurden einzelne Kunstwerke gestohlen. 1917 und 1918 kam es zum Abtransport von Teilen der Sammlung nach Brüssel. Das Museum konnte erst 1924 nach umfangreichen Instandsetzungsarbeiten unter der Leitung von Emile Théodore wieder für die Öffentlichkeit öffnen. Ab 1932 begannen Arbeiten zur Überdachung des Innenhofes des Museums, um weitere Ausstellungsflächen zu gewinnen. Das von Louis Mollet entworfene Atrium konnte 1935 eröffnet werden. Im Zweiten Weltkrieg blieb das Museum unbeschädigt. 1949 schenkte Maurice Masson seine bedeutende Kunstsammlung mit Werken der Impressionismus dem Museum. Seine Tochter Denise Masson ergänzte 1974 diese Stiftung um weitere bedeutende Werke.
1991 wurde das Museum wegen dringenden Renovierungsbedarfs geschlossen. Unter der Leitung der Architekten Jean-Marc Ibos und Myrto Vitart erfolgte ein sechsjähriger Umbau, der 220 Millionen Franc kostete. 1997 eröffnete das Museum in Gegenwart des Staatspräsidenten Jacques Chirac wieder für die Öffentlichkeit. Das Museum verfügt nunmehr über 22.000 m² Fläche, wovon 12.000 m² für Ausstellungszwecke zur Verfügung stehen. 2004, als Lille eine der beiden Kulturhauptstädte Europas war, zeigte das Palais des Beaux-Arts eine umfangreiche Ausstellung mit Werken des flämischen Malers Peter Paul Rubens. Mit 301.287 Besuchern war dies die bisher erfolgreichste Schau des Museums. Weitere bedeutende Ausstellungen widmeten sich 2004 der Malerin Berthe Morisot, 2007 dem Maler Philippe de Champaigne, 2011 dem Maler Louis-Léopold Boilly, 2014 dem ägyptischen Pharao Sesostris III.

## Sammlungen

### Frühgeschichte und Antike
Bereits 1824 wurde in Lille ein Musée d’Archéologie et de Numismatique (Museum für Archäologie und Numismatik) gegründet. Dessen Bestände gelangten 1892 in das Palais des Beaux-Arts. Heute zeigt die Museumsabteilung für Frühgeschichte und Antike Objekte von der Steinzeit bis zur gallorömischen Kultur. Zu den ältesten Objekten gehören Fundstücke wie ein bei Quiévy entdeckter Feuerstein aus dem Altpaläolithikum oder ein Klingenkern aus der Jungsteinzeit, der in Le Grand-Pressigny geborgen wurde. Ebenfalls in der Jungsteinzeit entstanden ist eine Axt aus Hirschgeweih, die im Stadtgebiet von Lille ausgegraben wurde. Aus der Bronzezeit besitzt das Museum eine verzierte Sichel, die nahe der belgischen Grenze in Wattignies gefunden wurde. Da dieses Objekt stilistisch mit ähnlichen Stücken aus England vergleichbar ist, zeugt es möglicherweise von einem frühen kulturellen Austausch auf beiden Seiten des Ärmelkanals.
Umfangreich ist die Sammlung altägyptischer Objekte im Palais des Beaux-Arts. Diese stammen zumeist aus Übertragungen von staatlichen Sammlungen. Hierzu gehören Objekte aus Ausgrabungen vom Anfang des 20. Jahrhunderts, die Albert Gayet in Antinoupolis durchgeführt hat und Fundstücke aus Nubien, die von einem Team der Universität Lille III im Zusammenhang mit dem Bau des Assuan-Staudamms gerettet wurden und danach als Geschenk Ägyptens an Frankreich fielen. Unter den Exponaten befindet sich unter anderem eine Totenmaske aus dem Faijum, der obere Teil einer Uschebti einer Frau aus Amarna, ein Sarkophag und eine goldene Halskette aus Mirgissa im heutigen Sudan, ein Sandsteinrelief mit Ibisköpfen aus der Regierungszeit des Pharaos Ramses II., ein Kindersarkophag aus der 18. Dynastie und ein Mumienporträt eines römischen Soldaten.
Bei den Objekten in der Sammlung aus dem antiken Griechenland handelt es sich vor allem um verschiedene Keramiken. Dazu gehört eine Lekythos-Parfümvase mit einer Hermesdarstellung oder eine schwarzfigurige Vase mit Augenverzierung und möglicherweise einer Darstellung des Dionysos. Eine weitere schwarzfigurige Keramik ist ein auf drei Füßen ruhendes Exaleiptron mit einer reichen Figurendarstellung des Trojanischen Krieges. Beispielhaft für die etruskischer Kunst im Palais des Beaux-Arts ist eine aus dem Louvre überwiesene schwarze Amphore aus dem 7. Jahrhundert v. Chr. Durch zahlreiche Funde in Nordfrankreich ist die Gallorömische Kultur im Museum repräsentiert. So wurde 1858 bei Bauarbeiten an der Kirche von Estaires ein länglicher Stein mit lateinischen Inschriften entdeckt, der als Miliarium – eine Distanzsäule an einer römischen Straße – identifiziert wurde. Weiterhin findet sich in der Sammlung beispielsweise eine Bronzebüste des römischen Sonnengotts Sol Invictus aus Bavay und drei Bronzestatuetten aus Thiennes, die die Gottheiten Mars, Mercurius und vermutlich Jupiter darstellen.

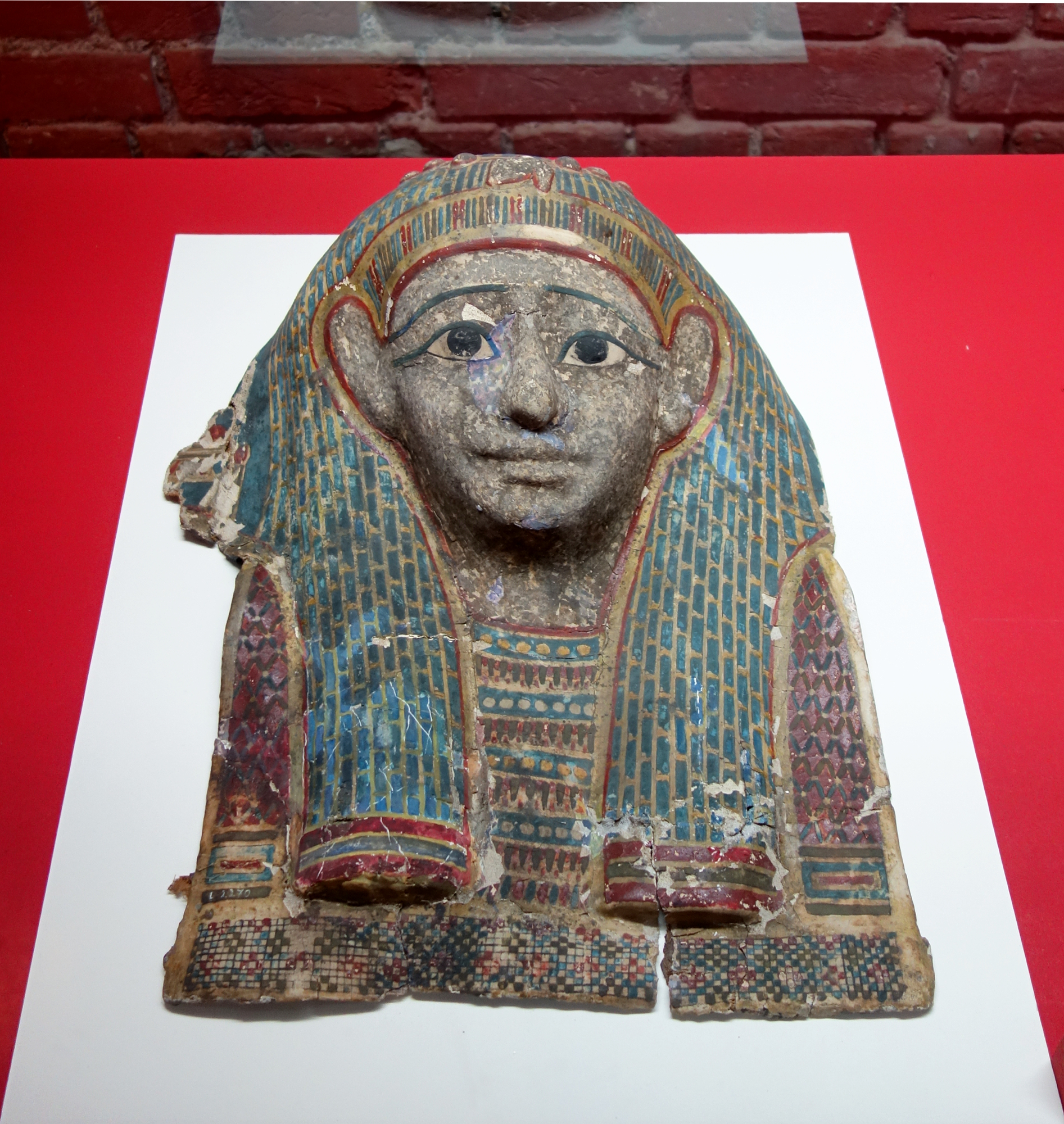
Totenmaske aus dem Faijum
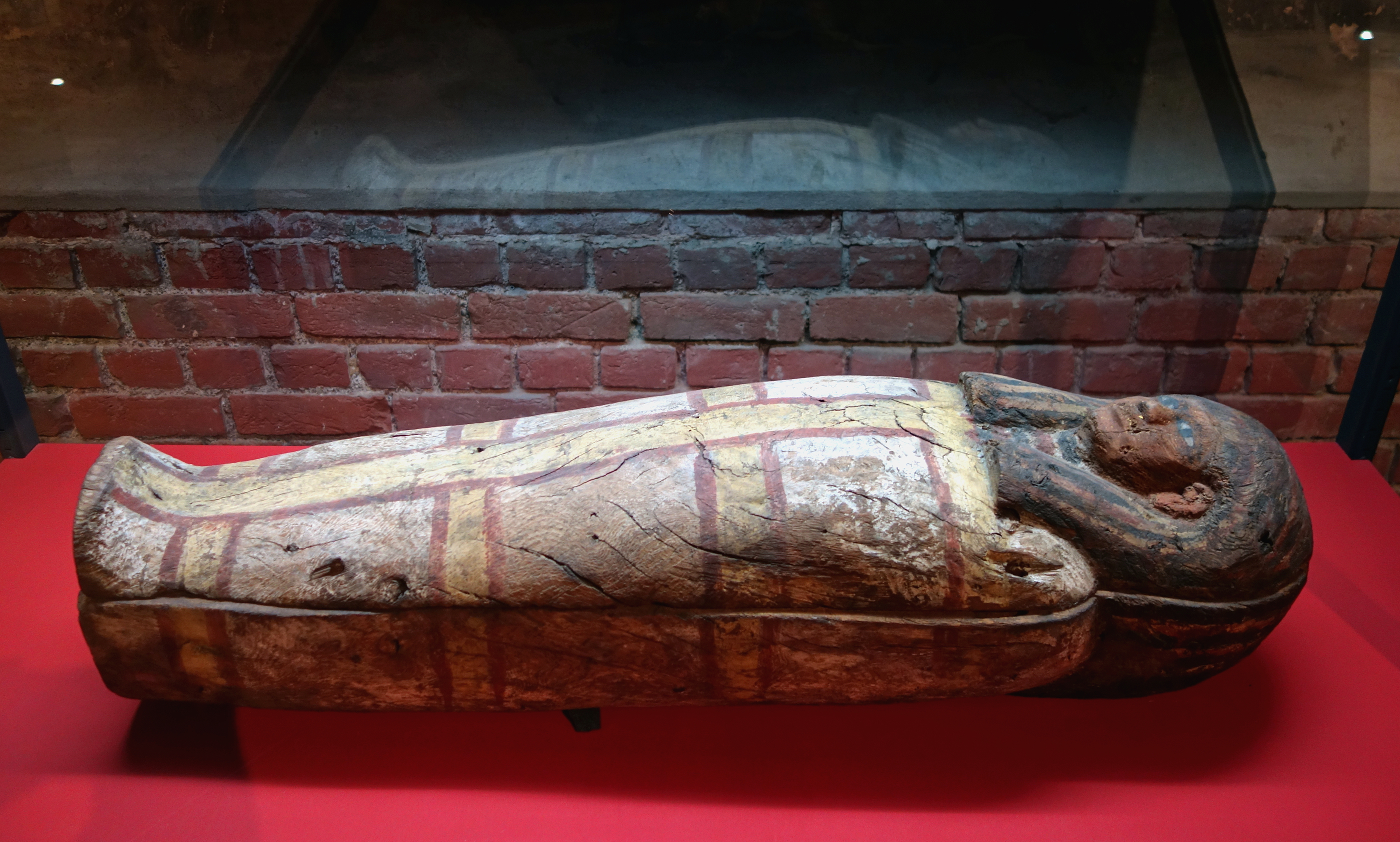
Kindersarkophag aus der 18. Dynastie
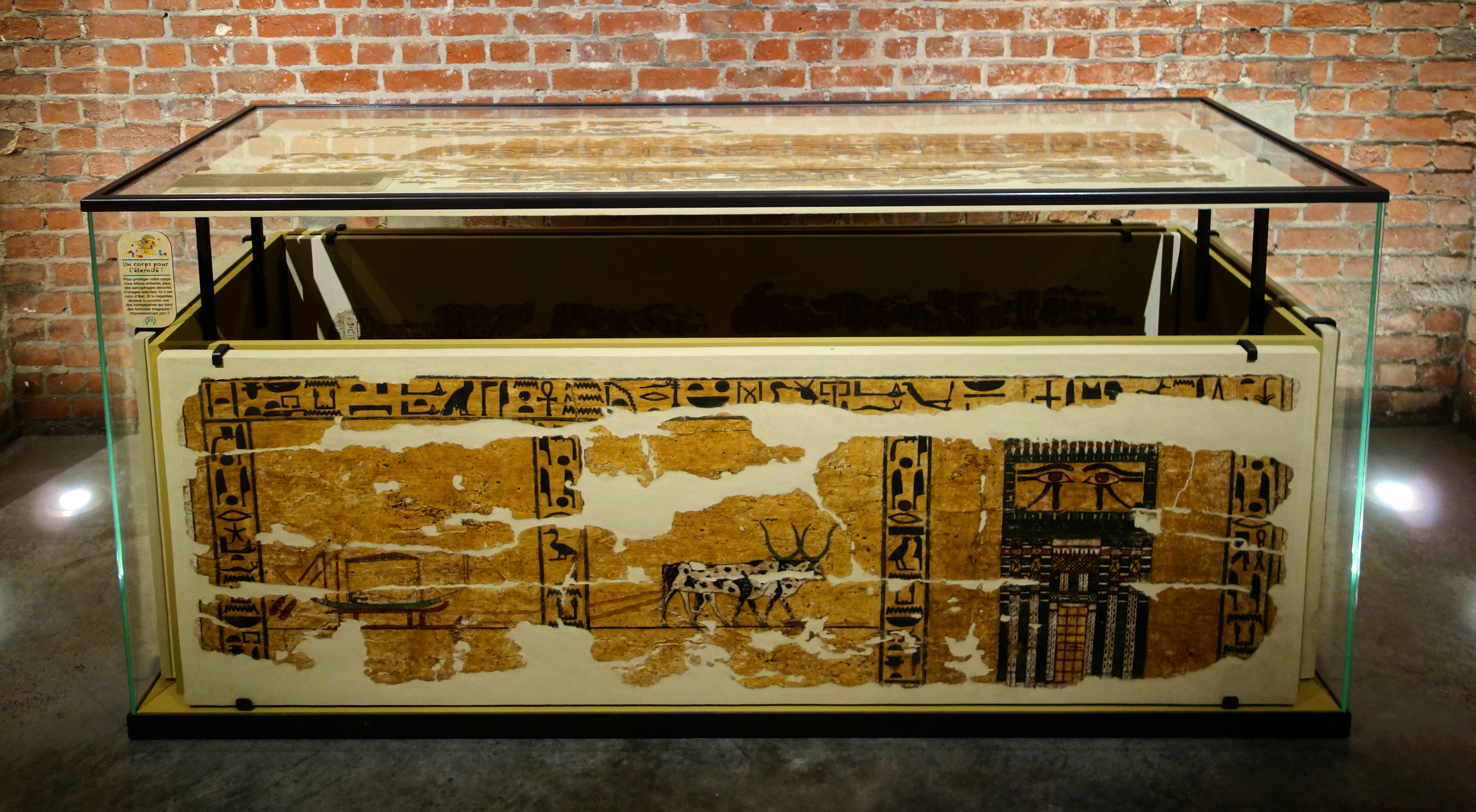
Sarkophag aus Mirgissa
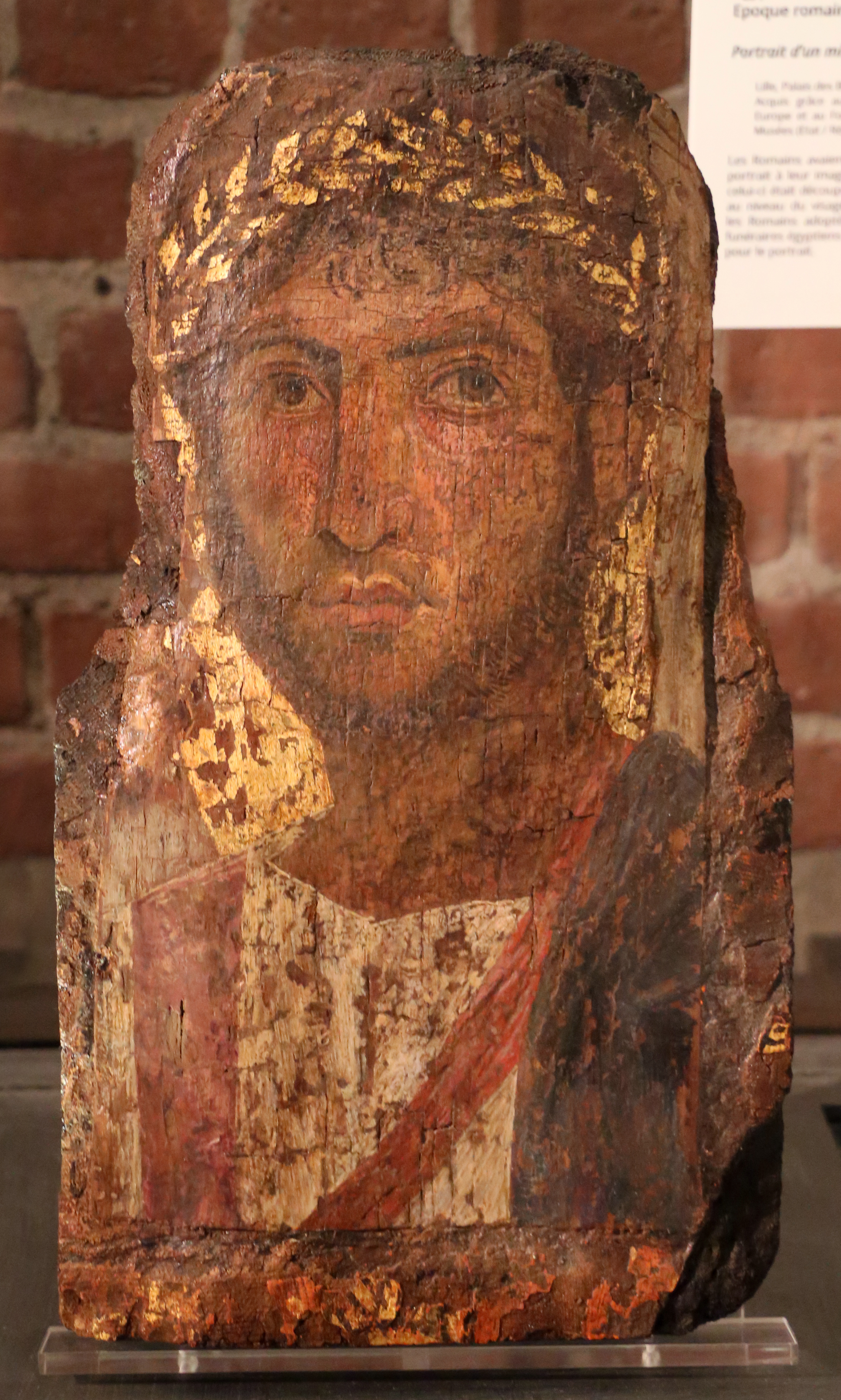
Mumienporträt eines römischen Soldaten
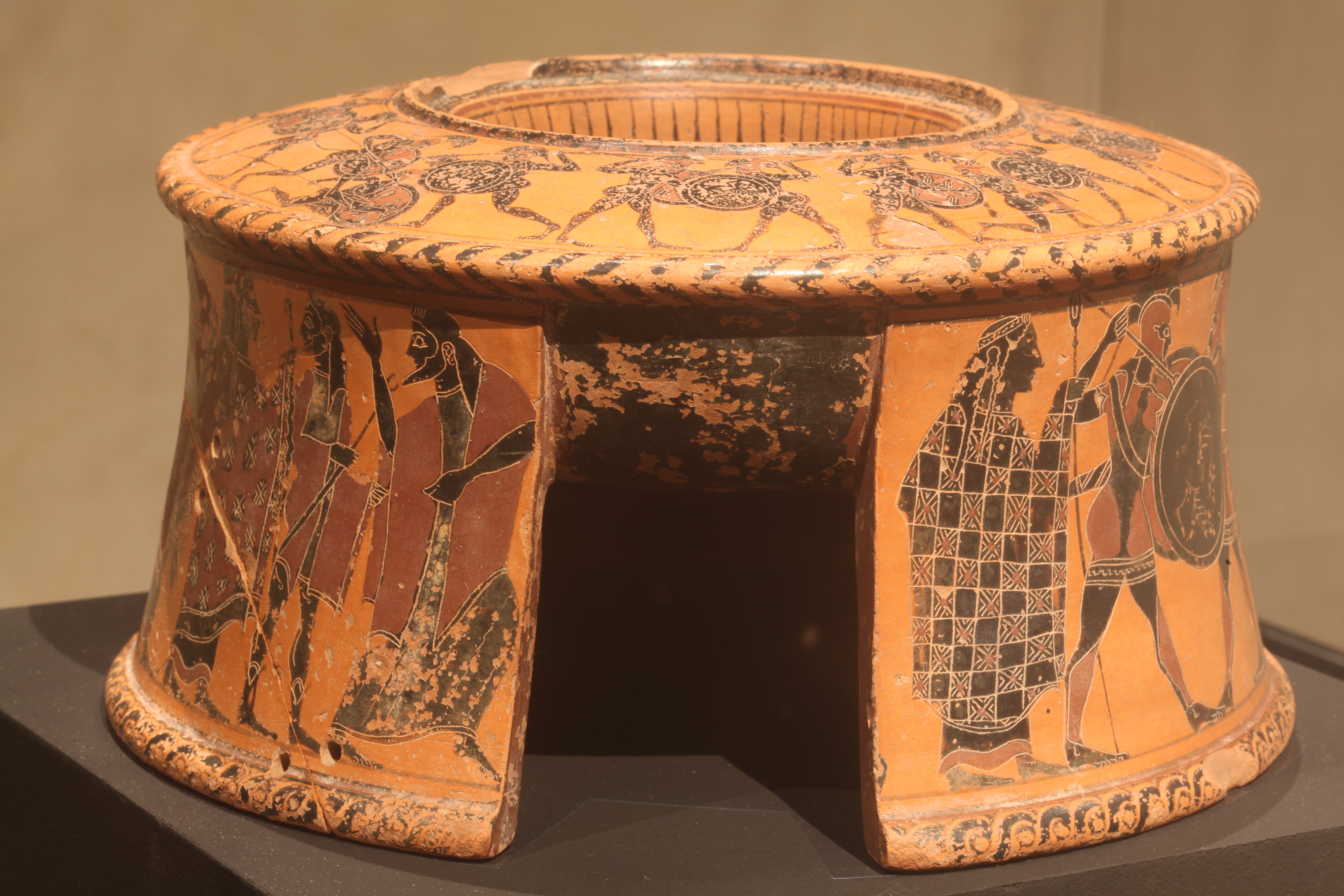
Dreifüßige Exaleiptron mit Darstellung des Trojanischen Krieges

### Europäische Malerei
Die Abteilung für europäische Malerei im Palais des Beaux-Arts de Lille umfasst den Zeitraum von der Gotik bis zur Gegenwart.

#### Malerei des 14. bis 16. Jahrhundert
Zu den frühesten Beispielen europäischer Malerei im Museum gehören die in der zweiten Hälfte des 14. Jahrhunderts entstandene Apostelbildnisse Paulus, Matthäus, Judas Thaddäus des Katalanen Ramón Destorrents. Weiterhin gibt es einen kleinen Flügelaltar aus dem Umkreis des lombardischen Malers Cristoforo Moretti mit der Darstellung des gekreuzigten Jesus, der Maria mit dem Kind und mit mehreren Heiligen und eine Anfang des 15. Jahrhunderts gemalte Dreifaltigkeit des Spaniers Jacomart. Zu den frühen Höhepunkten der Sammlung des Palais des Beaux-Arts zählen vor allem die Gemälde Der Weg ins Paradies und Höllensturz der Verdammten des Niederländers Dirk Bouts. Unter den Werken der italienischen Renaissance finden sich eine Grablegung Christi von Girolamo Marchesi und eine Thronende Jungfrau mit Kind von Ambrogio di Baldese. Eine Jungfrau mit Kind gibt es in der Sammlung auch von den florentiner Künstlern Bartolomeo di Giovanni und Bastiano Mainardi. Die venezianische Malerei des 16. Jahrhunderts ist vertreten durch ein Bildnis eines venezianischen Senators von Jacopo Tintoretto, Die Jungfrau und zwei Engel betrauern Christus, Das Martyrium des Heiiligen Georg und eine Paradies-Studie von Paolo Veronese. Von dem in Spanien tätigen Maler El Greco besitzt das Museum die Werke Jesus im Olivenhain und Heiliger Franziskus. Ein Beispiel deutscher Malerei des 16. Jahrhunderts ist das Vanitasmotiv Schädel und Beinknochen in einer Nische von Bartholomäus Bruyn dem Älteren.

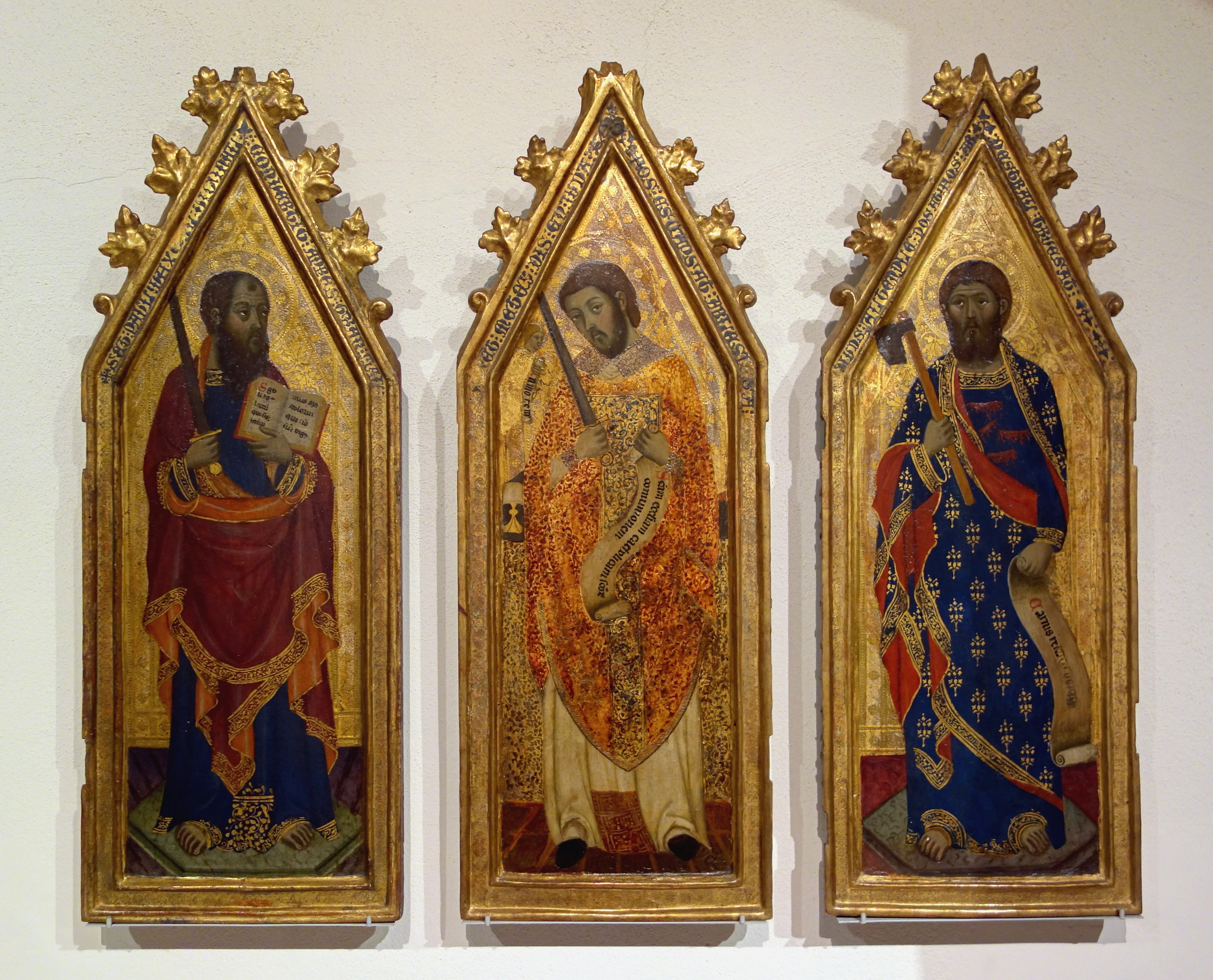
Ramón Destorrents: Paulus, Matthäus, Judas Thaddäus
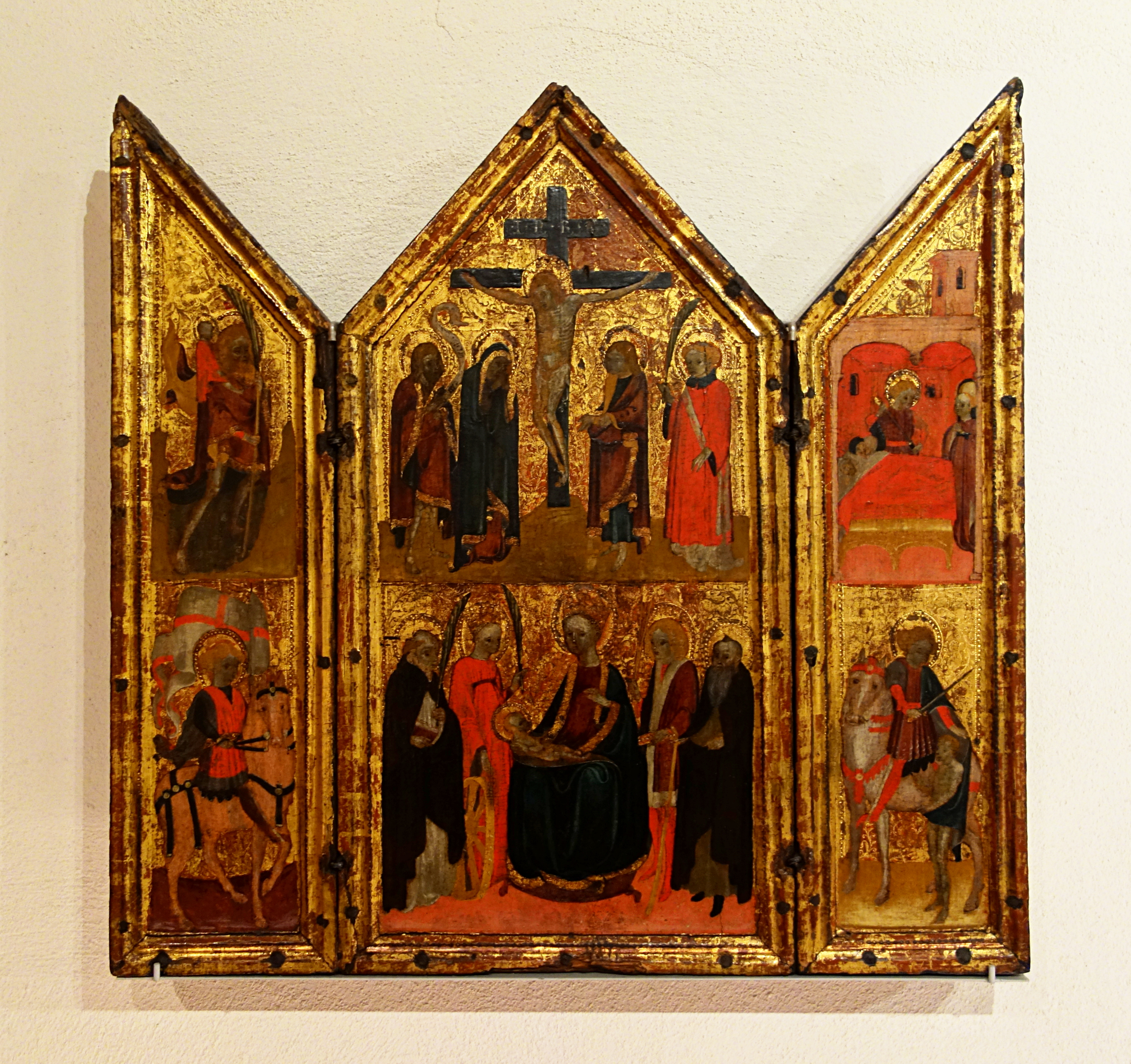
Umkreis des Cristoforo Moretti: Gekreuzigter Jesus, Maria mit dem Kind und mehrere Heilige
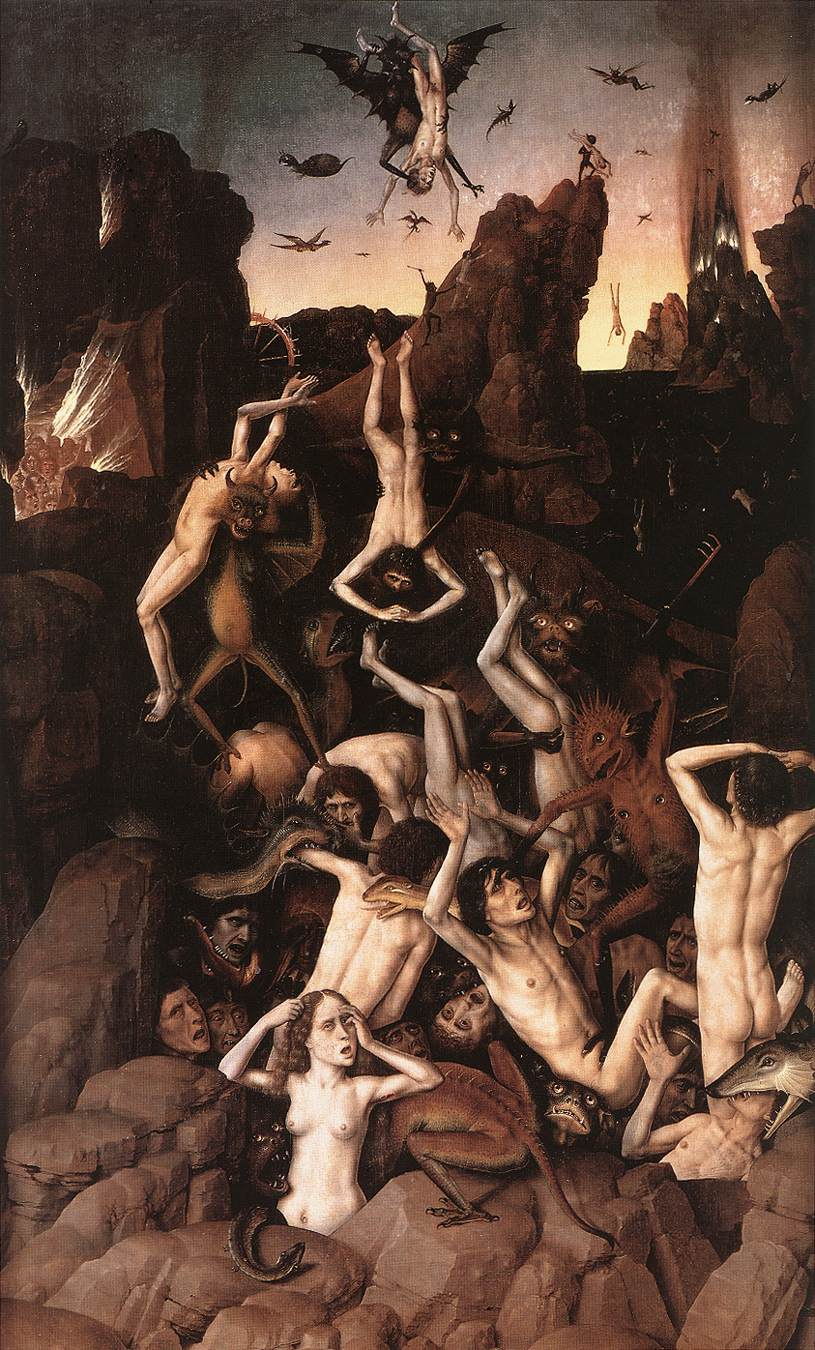
Dirk Bouts: Höllensturz der Verdammten
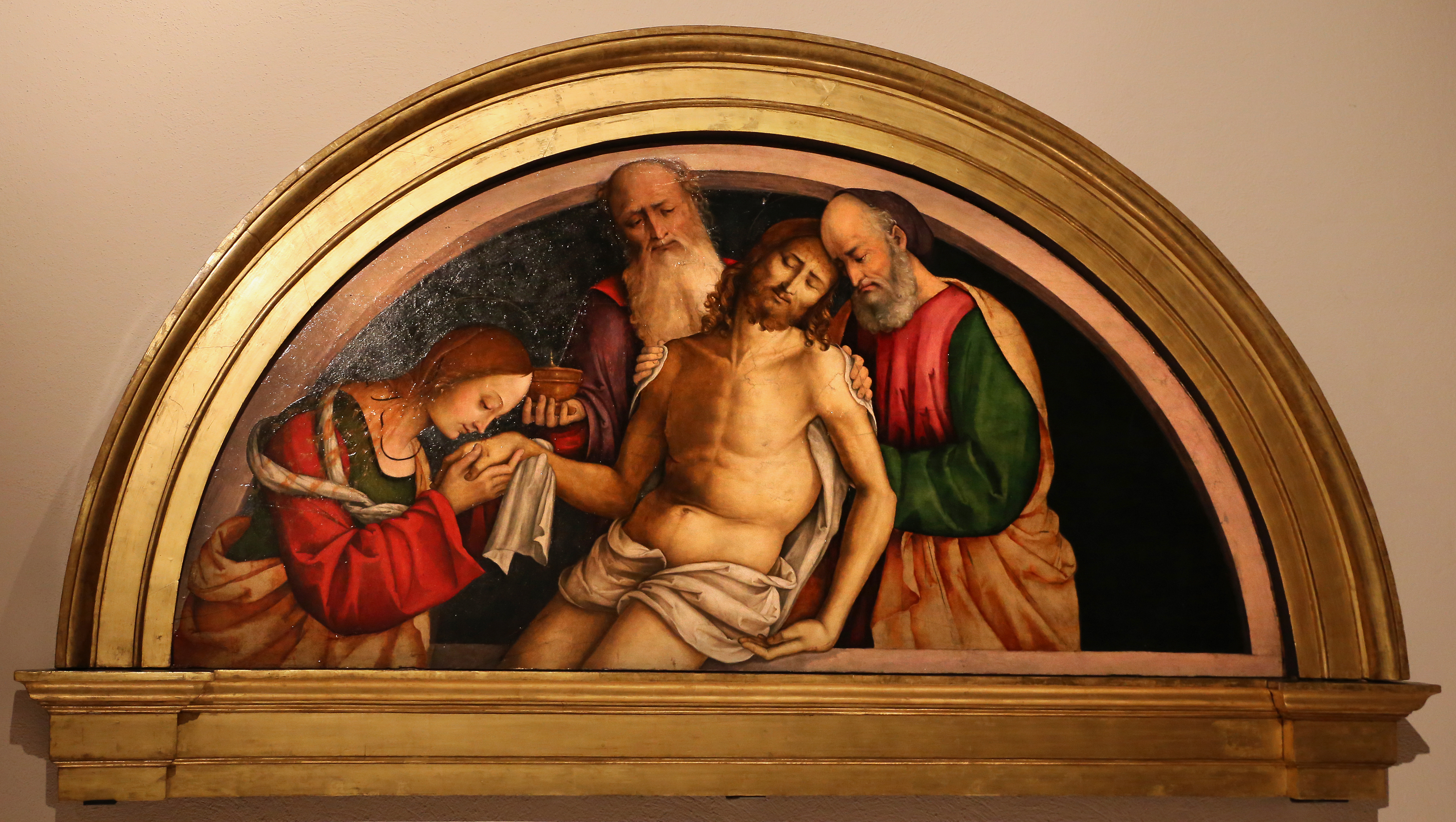
Girolamo Marchesi: Grablegung Christi
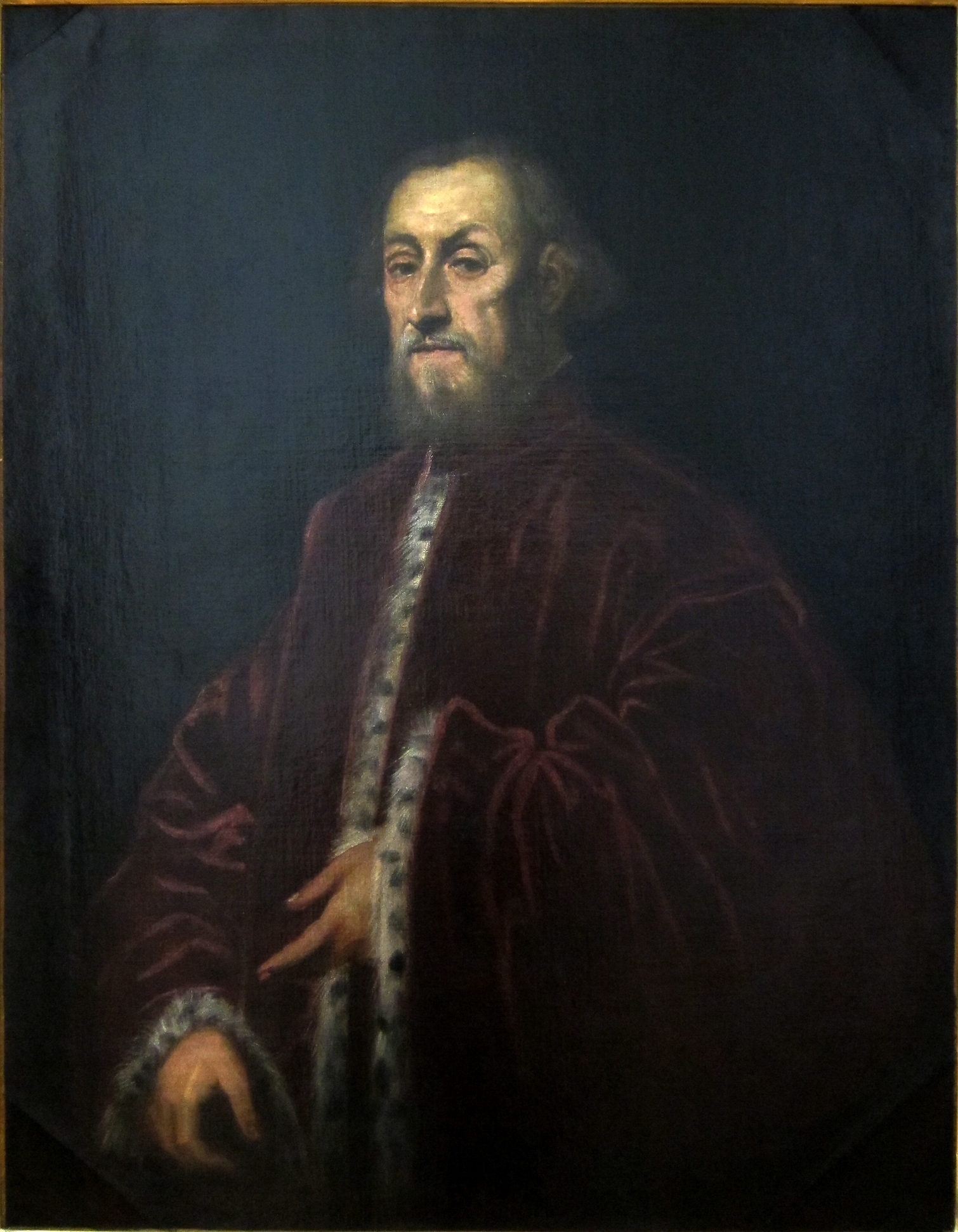
Jacopo Tintoretto: Bildnis eines venezianischen Senators
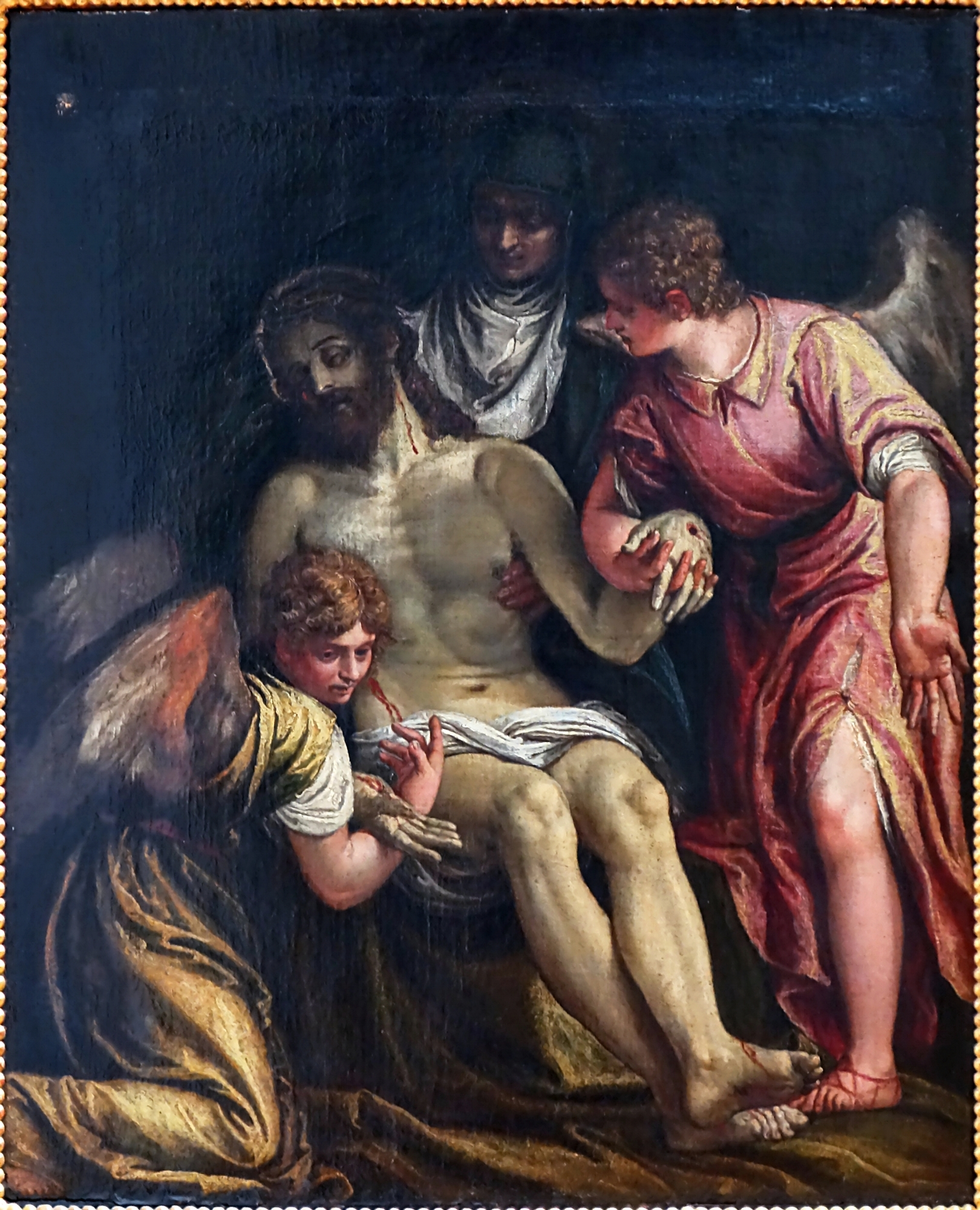
Paolo Veronese: Die Jungfrau und zwei Engel betrauern Christus
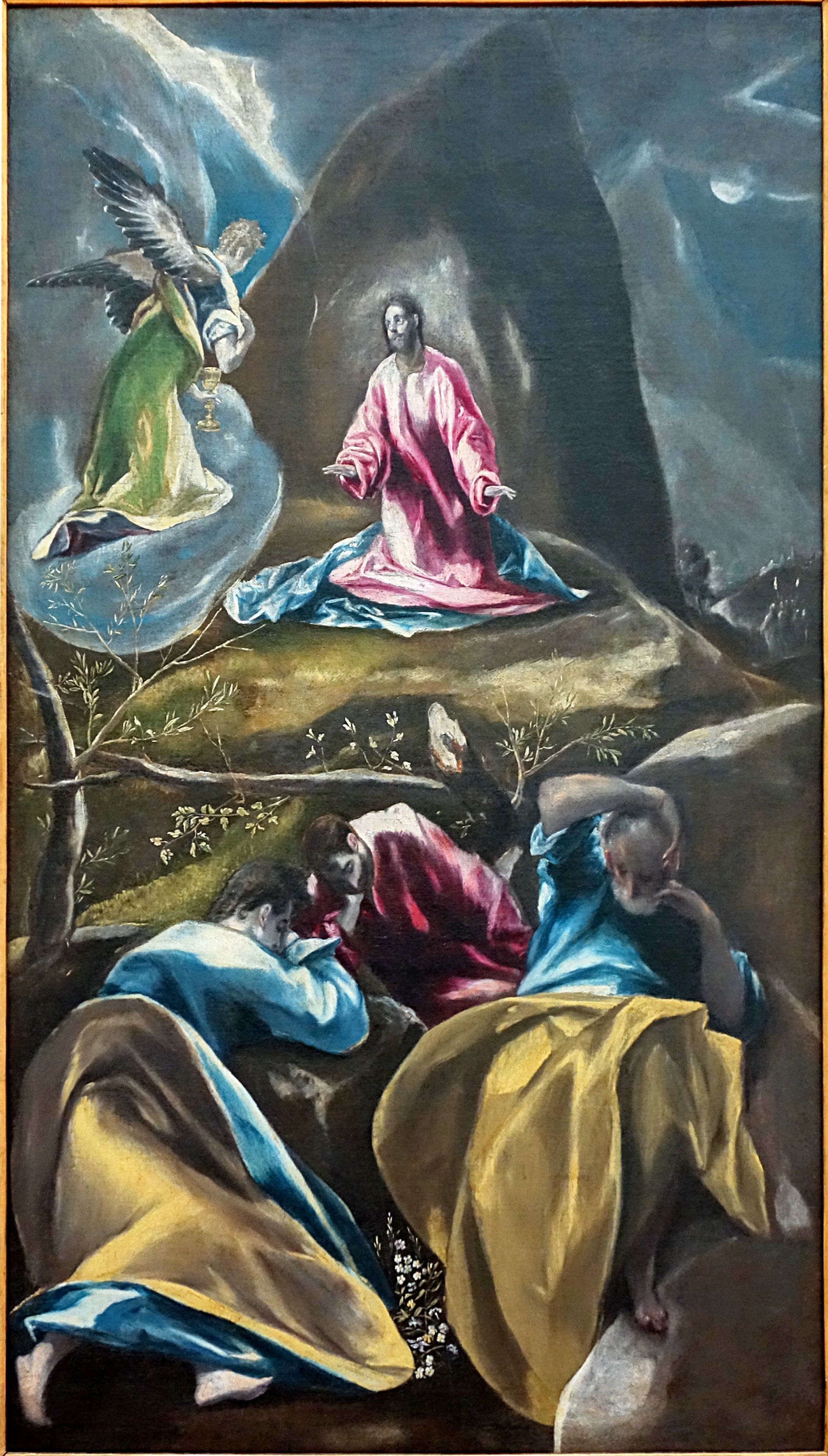
El Greco: Jesus im Olivenhain
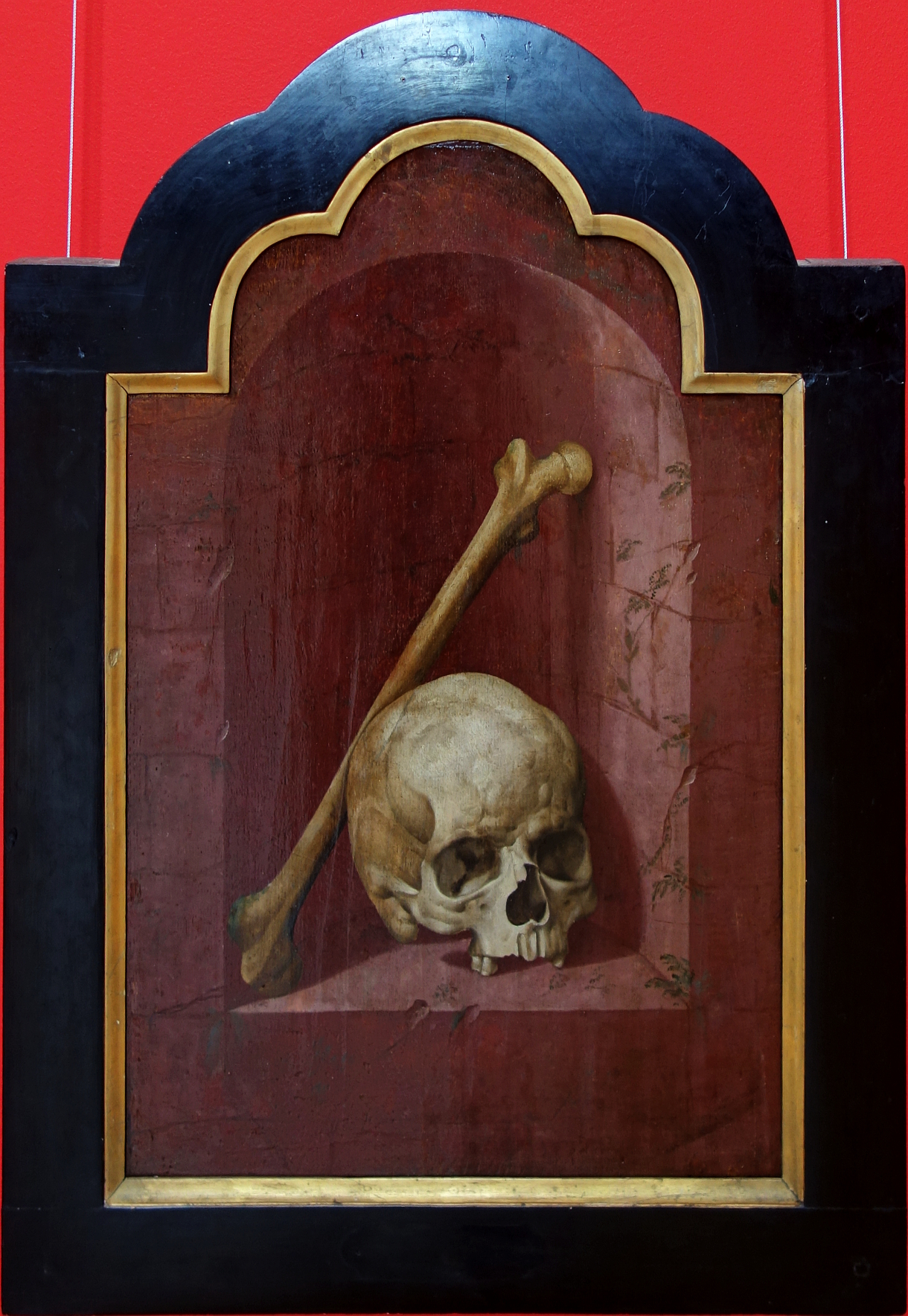
Bartholomäus Bruyn der Ältere: Schädel und Beinknochen in einer Nische

#### Malerei des 17. Jahrhunderts
Besonders umfangreich ist die Sammlung mit Werken des Barock, darunter vor allem niederländische und flämische Gemälde. So gibt es Personendarstellungen wie das Porträt einer Dame und das Porträt eines Herren von Jan Anthoniszoon van Ravesteyn, eine Sitzende Frau von Frans Hals und der Kopf eines alten Mannes  von Jan Lievens. Von Lievens besitzt das Museum darüber hinaus eine Darstellung des Hl. Franziskus. Weitere religiöse Motive finden sich etwa bei dem Utrechter Caravaggisten Hendrick ter Brugghen, von dem es im Museum eine Verspottung Christi gibt oder bei David Teniers dem Jüngeren, dessen Ankunft eines reichen Mannes in der Hölle zum Bestand der Sammlung gehört. Hinzu kommen ein Kircheninneres in Delft mit dem Grab von Wilhelm dem Schweiger von Emanuel de Witte und das antike Motiv Der Triumph des Silenos von Gerrit van Honthorst. Weiterhin finden sich in der Sammlung Genrebilder wie Student an seinem Schreibtisch – Melancholie von Pieter Codde und Eine Frau und ein Dienstmädchen von Pieter de Hooch. Hinzu kommt das geschäftige Treiben der Schlittschuhläufer von Jan van Goyen. Die niederländische Landschaftsmalerei ist vertreten durch das Motiv Hügel mit Weizenfeld von Jacob van Ruisdael, für die Stilllebenmalerei steht exemplarisch das Bild Nach der Jagd von Jan Baptist Weenix.

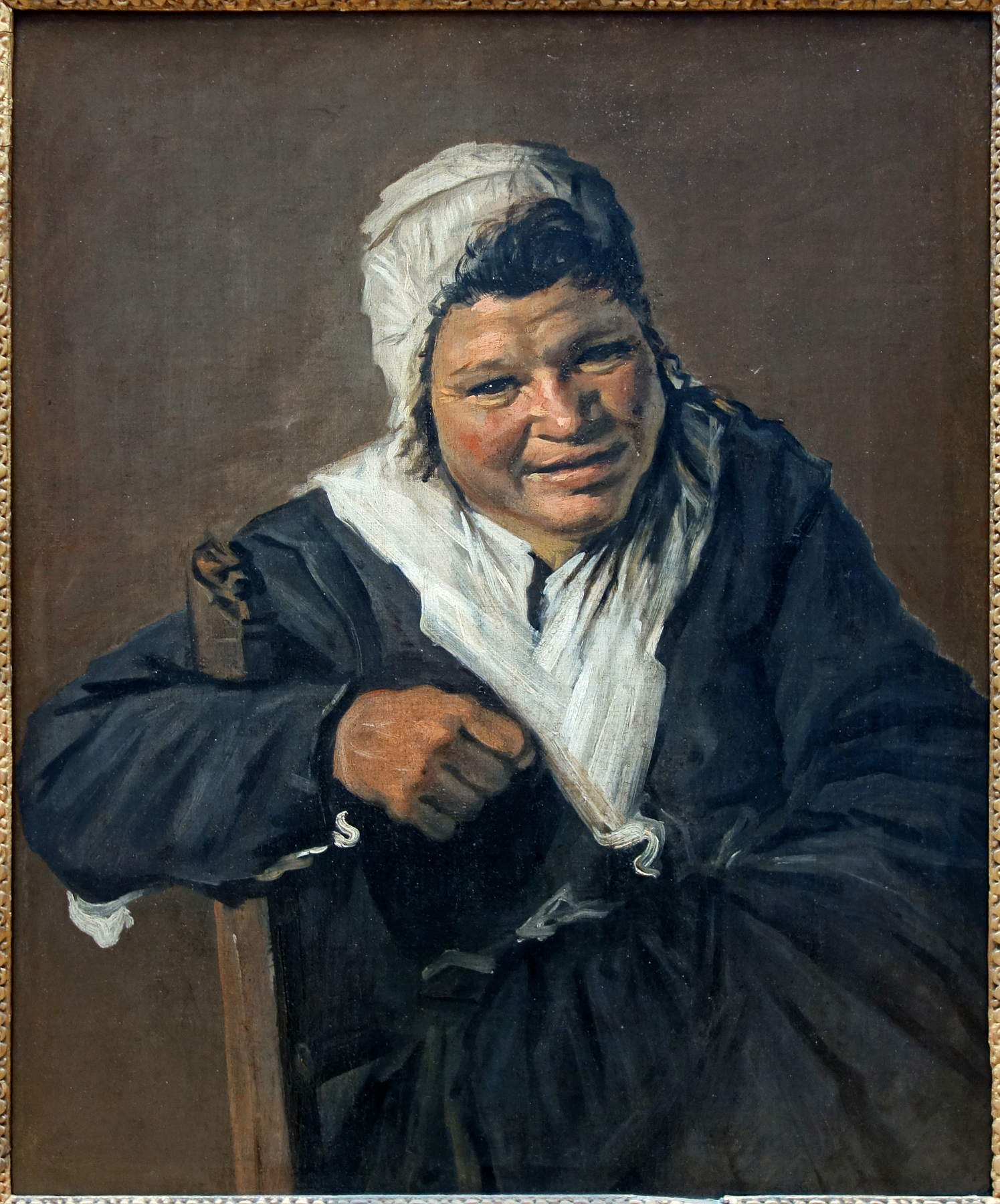
Frans Hals: Sitzende Frau
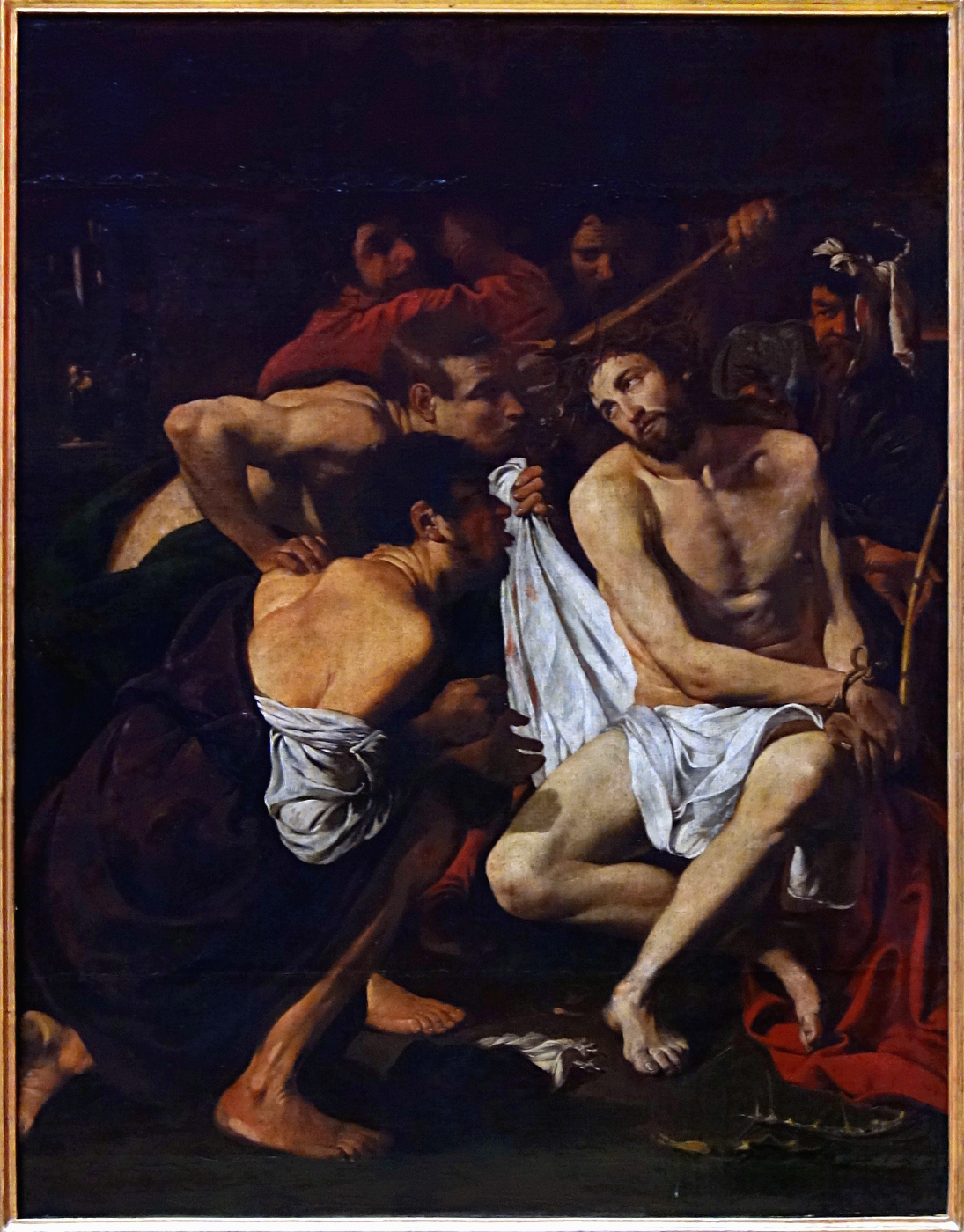
Hendrick ter Brugghen: Verspottung Christi
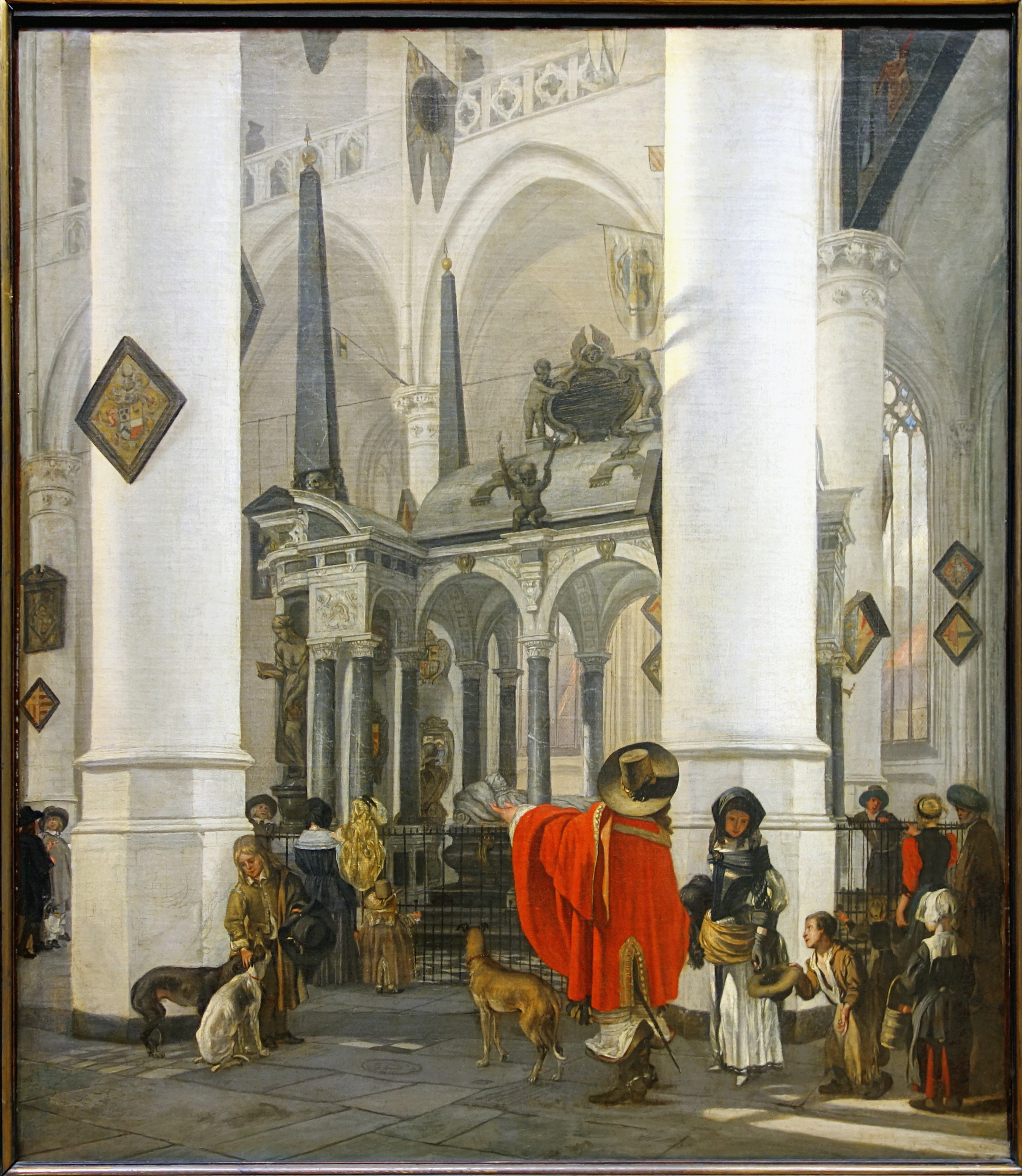
Emanuel de Witte: Kircheninneres in Delft mit dem Grab von Wilhelm dem Schweiger
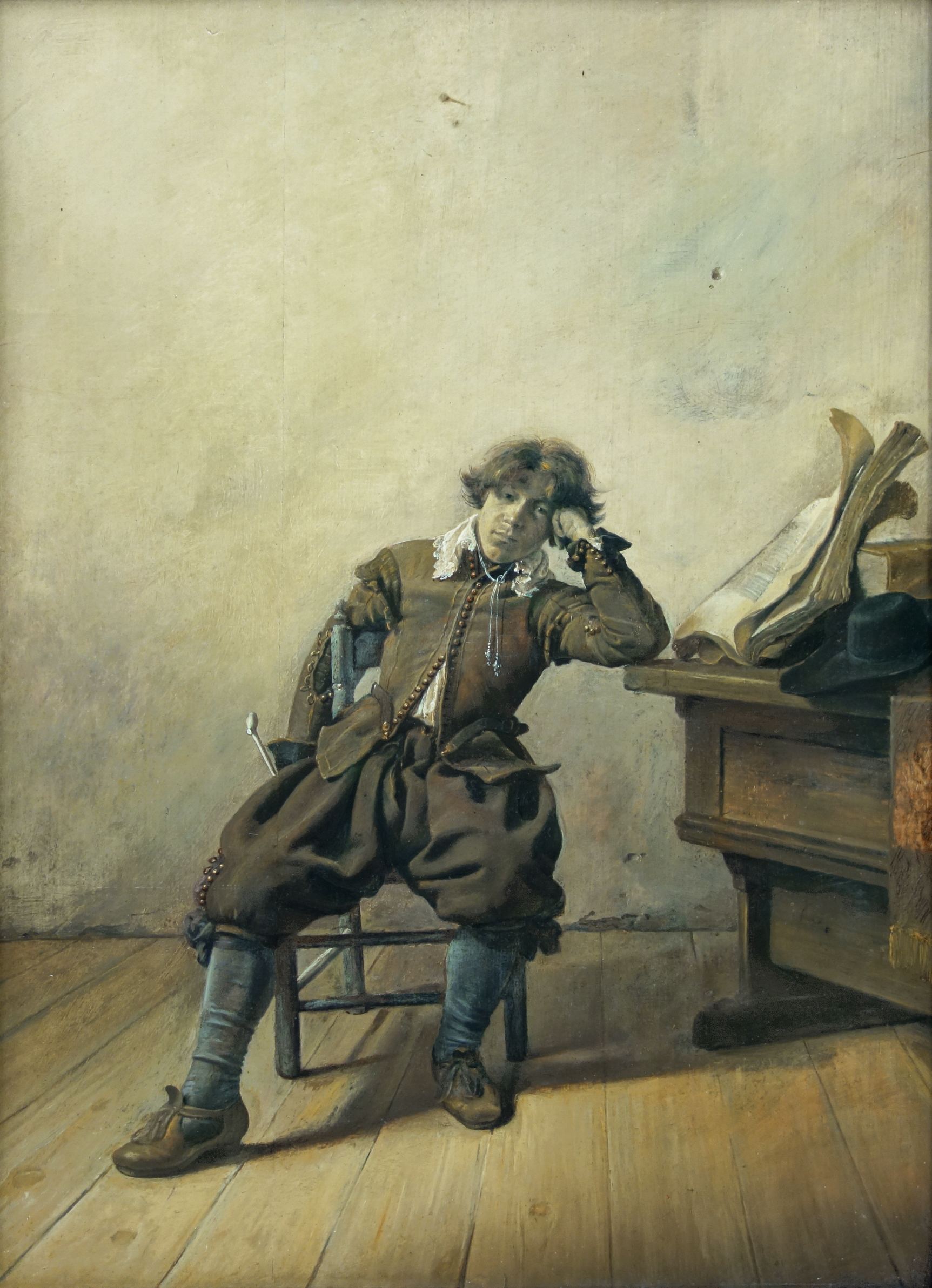
Pieter Codde: Student an seinem Schreibtisch – Melancholie
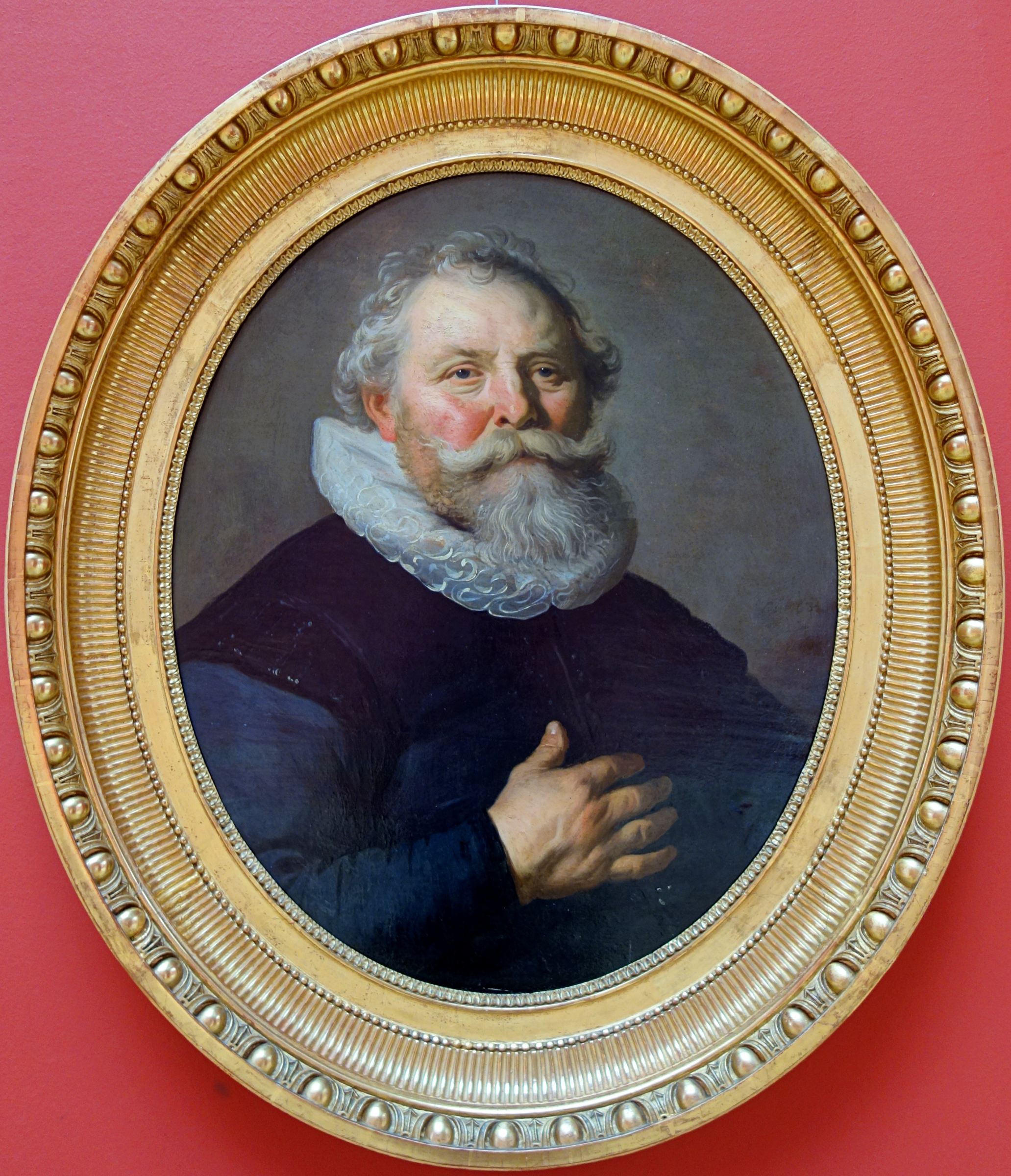
Jacob Jordaens: Porträt eines Mannes
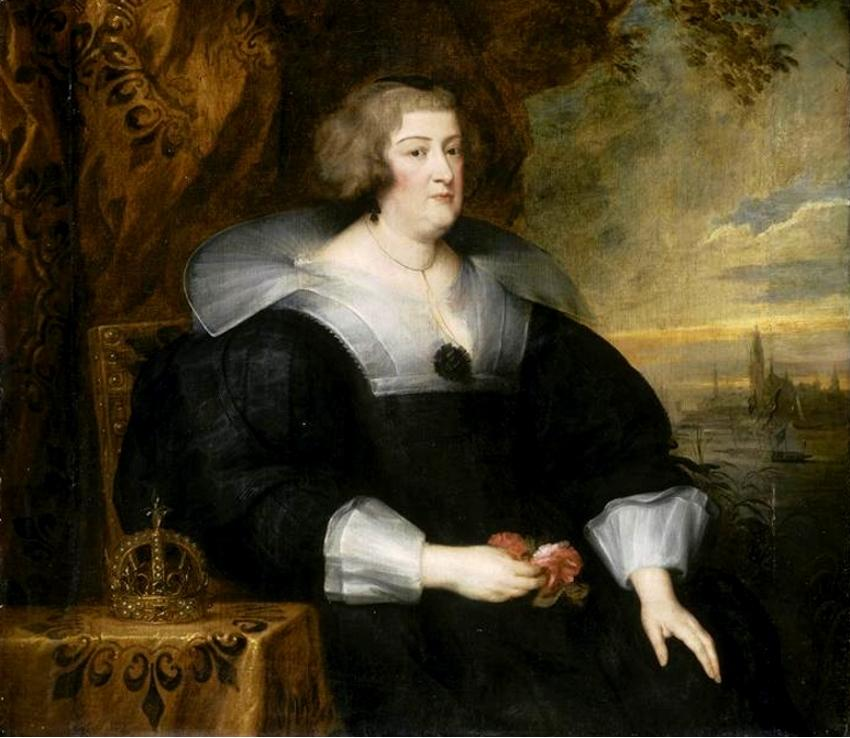
Anthonis van Dyck: Maria von Medici im Exil
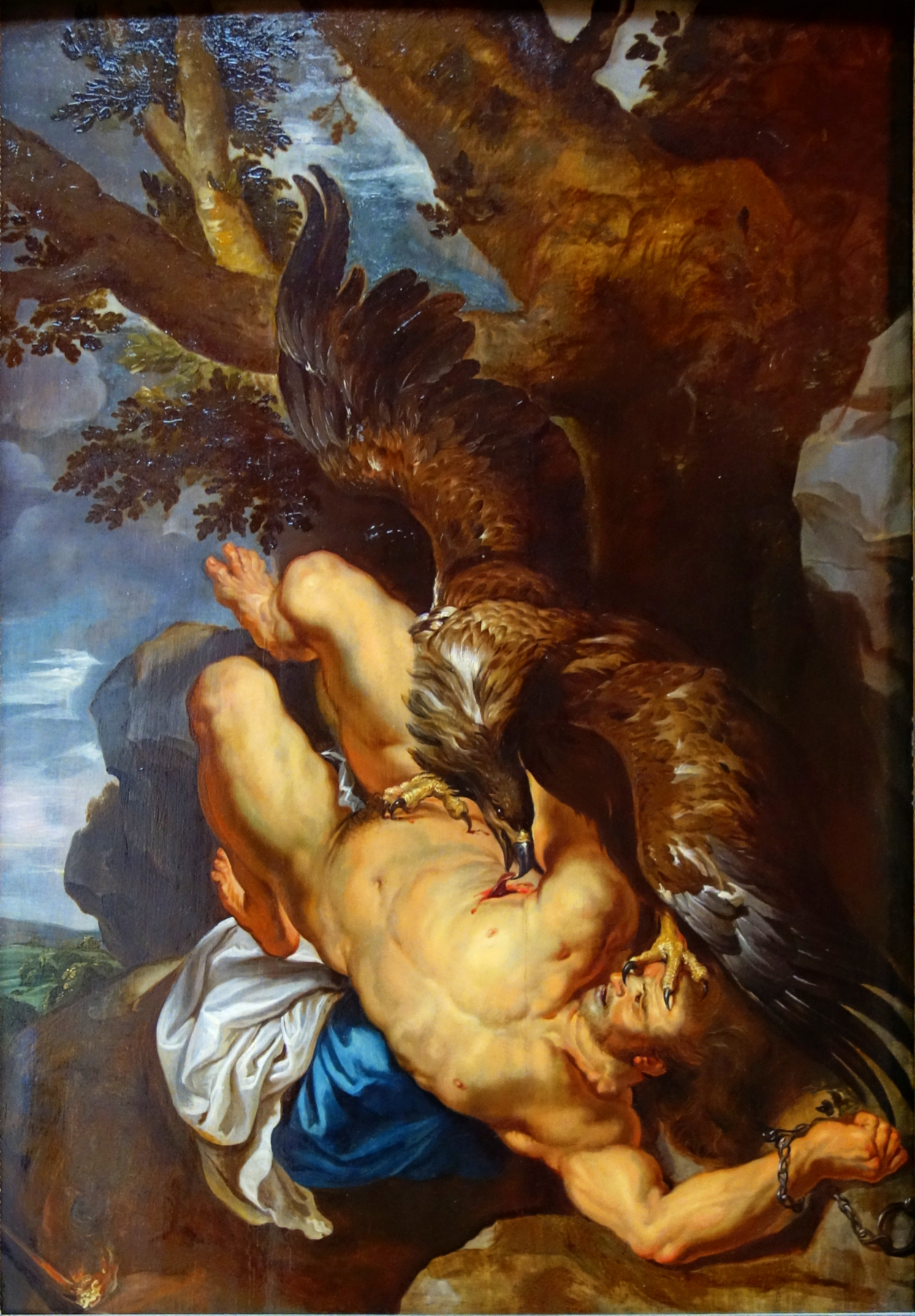
Peter Paul Rubens: Prometheus in Ketten
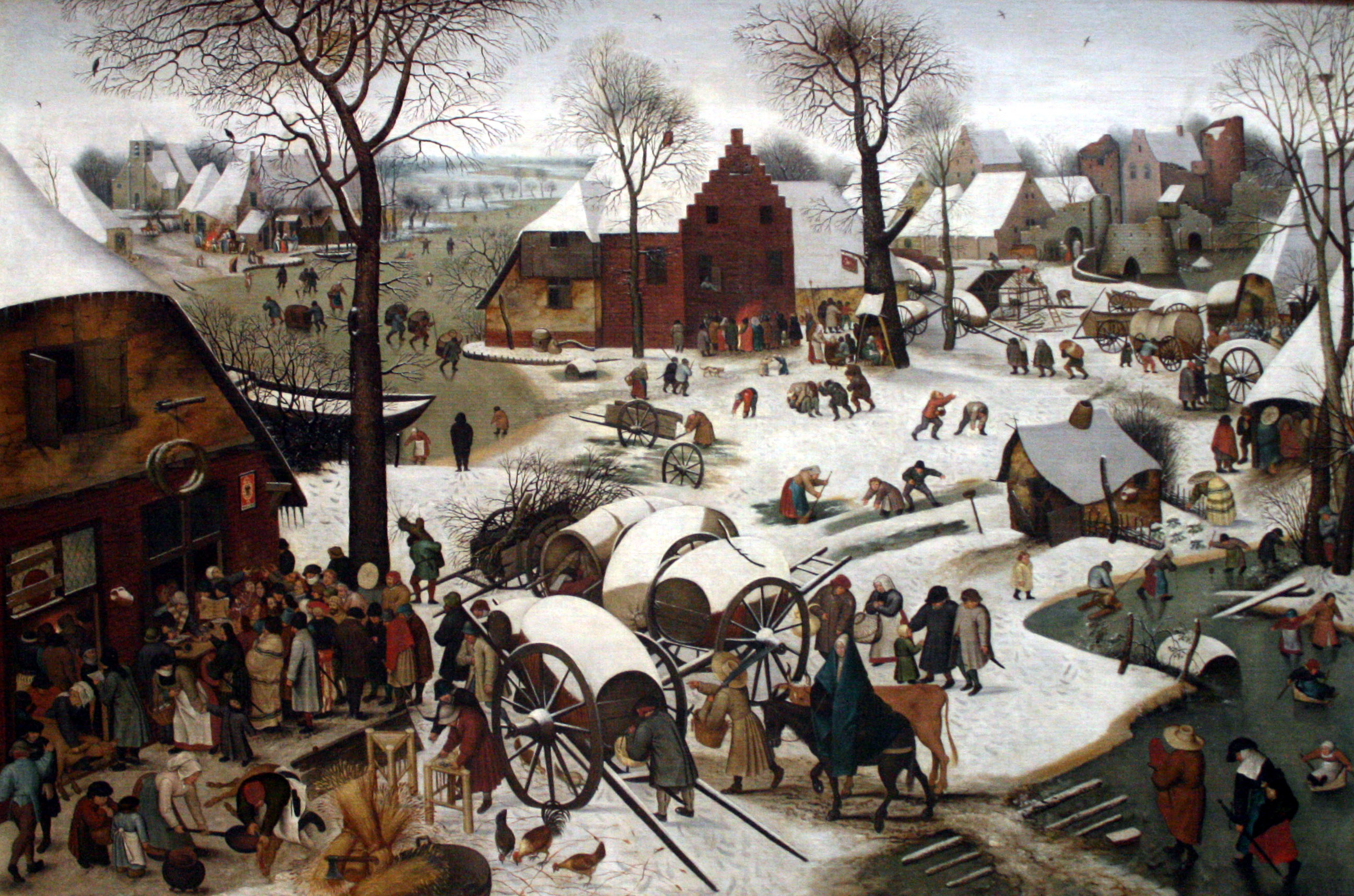
Pieter Brueghel der Jüngere: Volkszählung zu Bethlehem + Bekehrung des Paulus

Zum reichen Bestand flämischer Malerei gehört eine Werkgruppe von Jacob Jordaens mit Bildern wie Porträt eines Mannes, Christus und die Pharisäer, Jäger inmitten einer Meute von Jagdhunden, Rückkehr des verlorenen Sohnes, Raub der Europa, Studie mit fünf Kühen, Der verlorene Sohn in der Not und Versuchung Magdalenas. Auch Peter Paul Rubens ist in der Sammlung mit mehreren Werken vertreten. Dazu gehören die Gemälde Prometheus in Ketten, Kreuzabnahme, Martyrium der heiligen Katharina, Der heilige Franziskus erhält das Christuskind von Maria, Maria Magdalena in Ekstase, Heiliger Bonaventura und Heiliger Franziskus in Ekstase. Von Anthonis van Dyck besitzt das Museum die Werke Maria von Medici im Exil, Kreuzigung und Das Eselswunder. Hinzu kommen von Joos de Momper eine Alpenlandschaft von Pieter Brueghel dem Jüngeren gibt es eine Volkszählung zu Bethlehem und die Bekehrung des Paulus. Ebenfalls aus dem 17. Jahrhundert stammen ein Heiliger Hieronimus des Spaniers Jusepe de Ribera und eine Verspottung Christi von Lucas Cranach dem Älteren. Für die französische Malerei dieser Zeit stehen das Portrait de Jean-Baptist Forest von Nicolas de Largillière und eine Landschaft von Philippe de Champaigne.

#### Malerei des 18. Jahrhunderts
Aus dem 18. Jahrhundert besitzt das Museum vor allem Werke französischer Künstler. Hierzu gehören Bilder wie Atalide und Roxane und Psyche von der Liebe verlassen des Hofmalers Charles-Antoine Coypel und das typische Rokoko-Motiv Scène galante und das Doppelporträt Die Herzogin von Lambesc und ihr Vater der Graf von Brionne von Jean-Marc Nattier. Weiterhin gibt es Stillleben wie Der silberne Kelch von Jean Siméon Chardin und Stillleben von Früchten und Trauben in einer Landschaft von François Desportes. Von Desportes besitzt das Museum zudem das Jagdmotiv Hund vor einem Rebhuhn. Ein ähnliches Motiv ist der Mops in einer Landschaft von Jean-Baptiste Oudry, dessen Portrait d’un contrôleur des guerres sich ebenfalls im Museum befindet. Von Jean-Baptiste Greuze gibt es das mythologische Sujet Psyche krönt die Liebe, von Jean François de Troy das Genrebild Alte Frau, die am Kamin isst. Hinzu kommen das Seestück bei ruhigem Wetter und Sonnenuntergang von Claude Joseph Vernet, das legendenhafte Motiv Belisar bittet um Almosen von Jacques-Louis David und mehrere Bilder des aus Lille stammenden Malers Jean-Baptiste Wicar. Aus der Zeit nach dem Sturz der Bourbonen-Monarchie stammen eine Reihe von Werken von Louis-Léopold Boilly. Darunter befinden sich ein Portrait présumé de Robespierre, Le Triomphe de Marat und ein Selbstbildnis. Zu den Werken ausländischer Künstler des 18. Jahrhunderts gehören eine Schlafende Nymphe, von zwei Satyrn betrachtet von Sebastiano Ricci, ein Architektonisches Capriccio von Francesco Guardi, mehrere Blumenstillleben der niederländischen Malerin Rachel Ruysch und das Selbstbildnis des Christian Seybold.

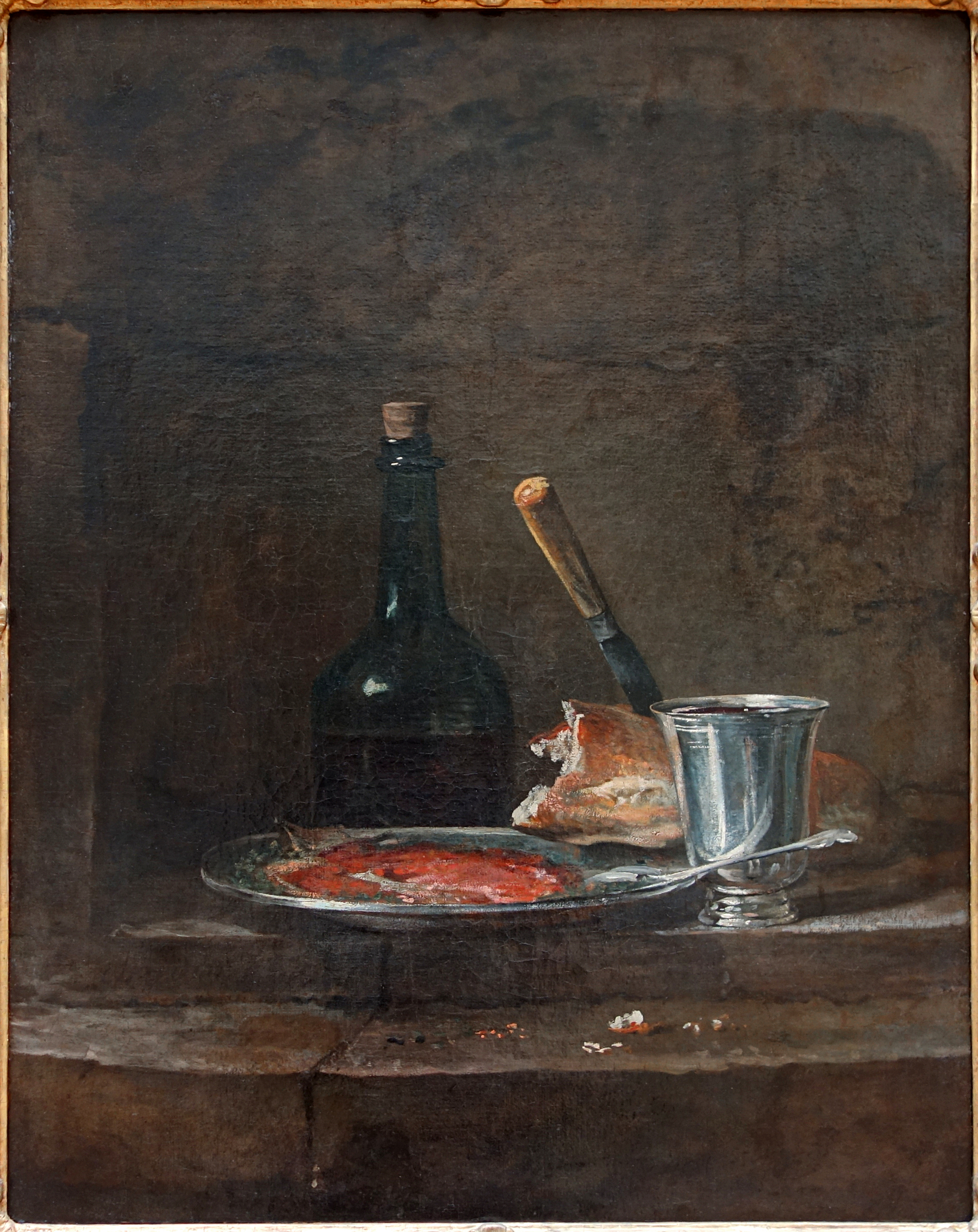
Jean Siméon Chardin: Der silberne Kelch Stillleben
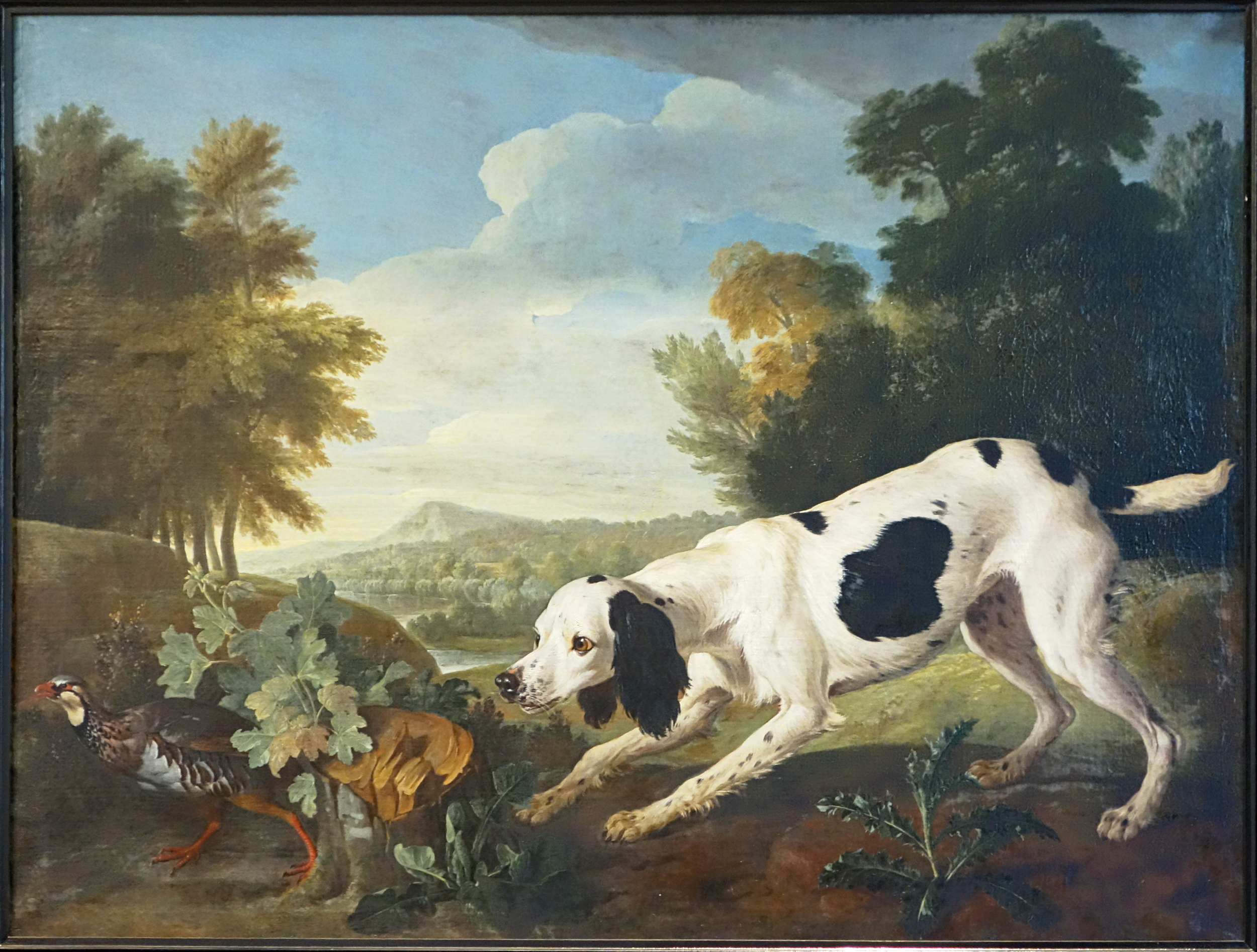
Alexandre-François Desportes: Hund vor einem Rebhuhn
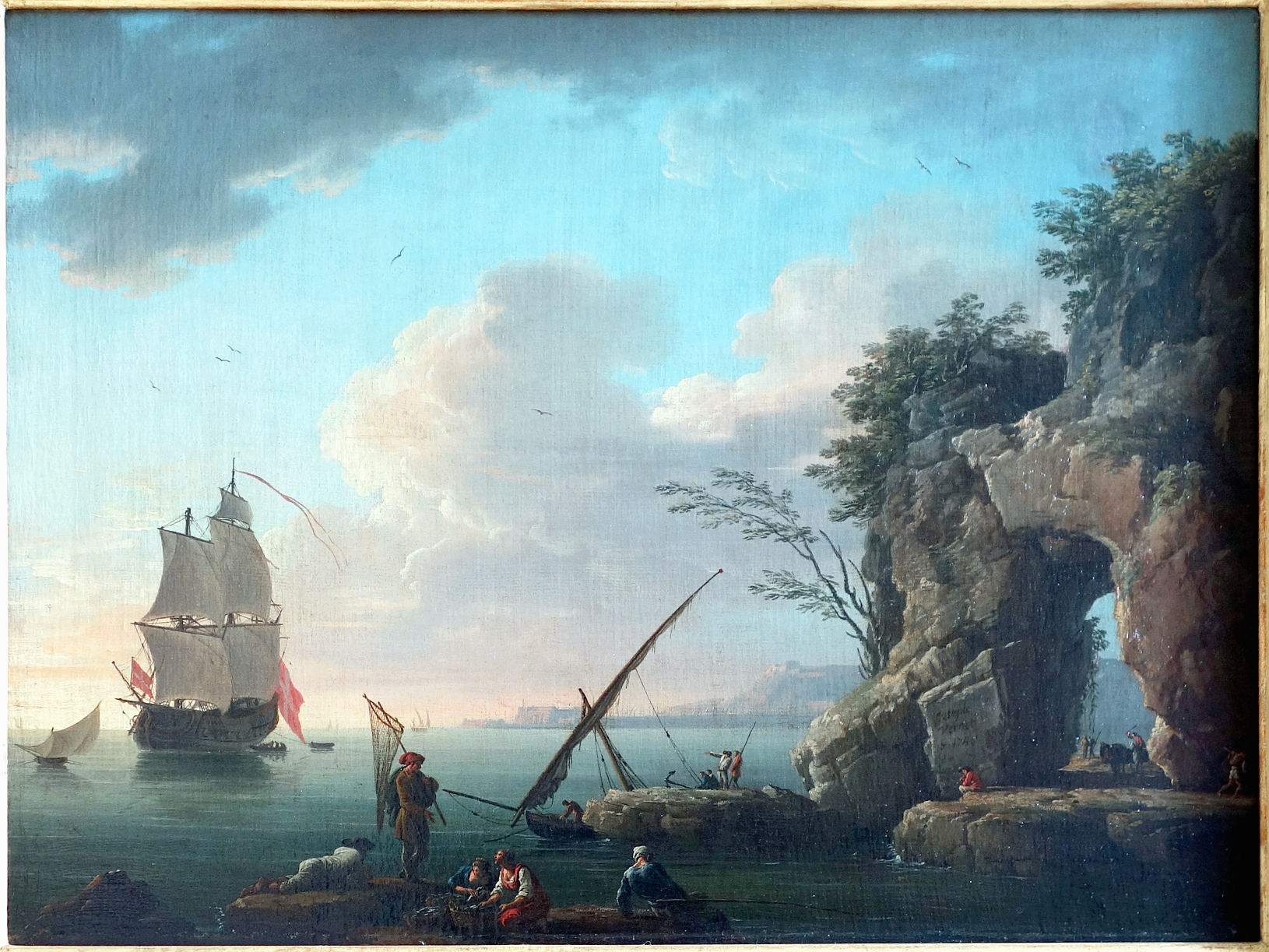
Claude Joseph Vernet: Seestück bei ruhigem Wetter und Sonnenuntergang
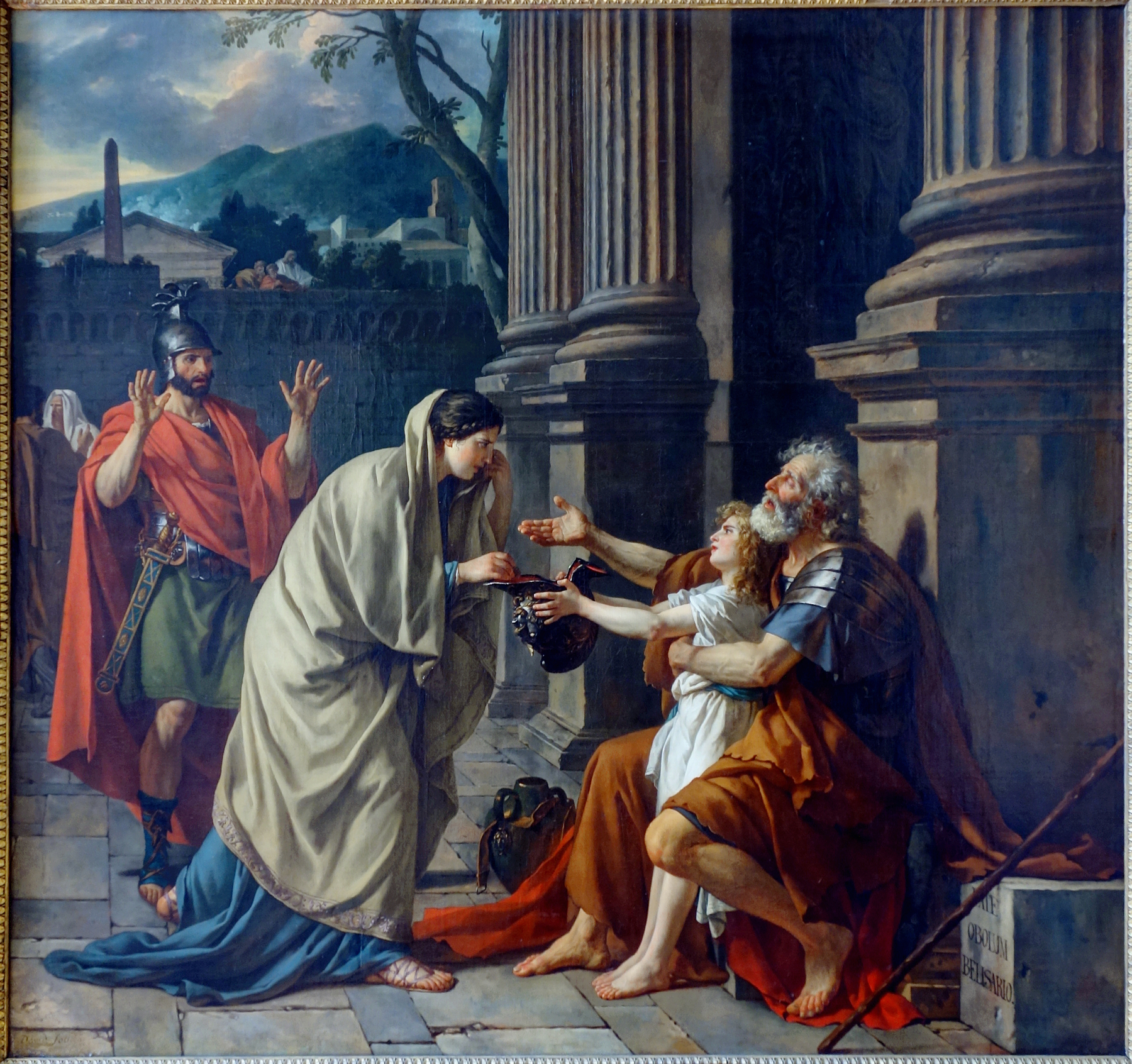
Jacques-Louis David: Belisar bittet um Almosen 1780
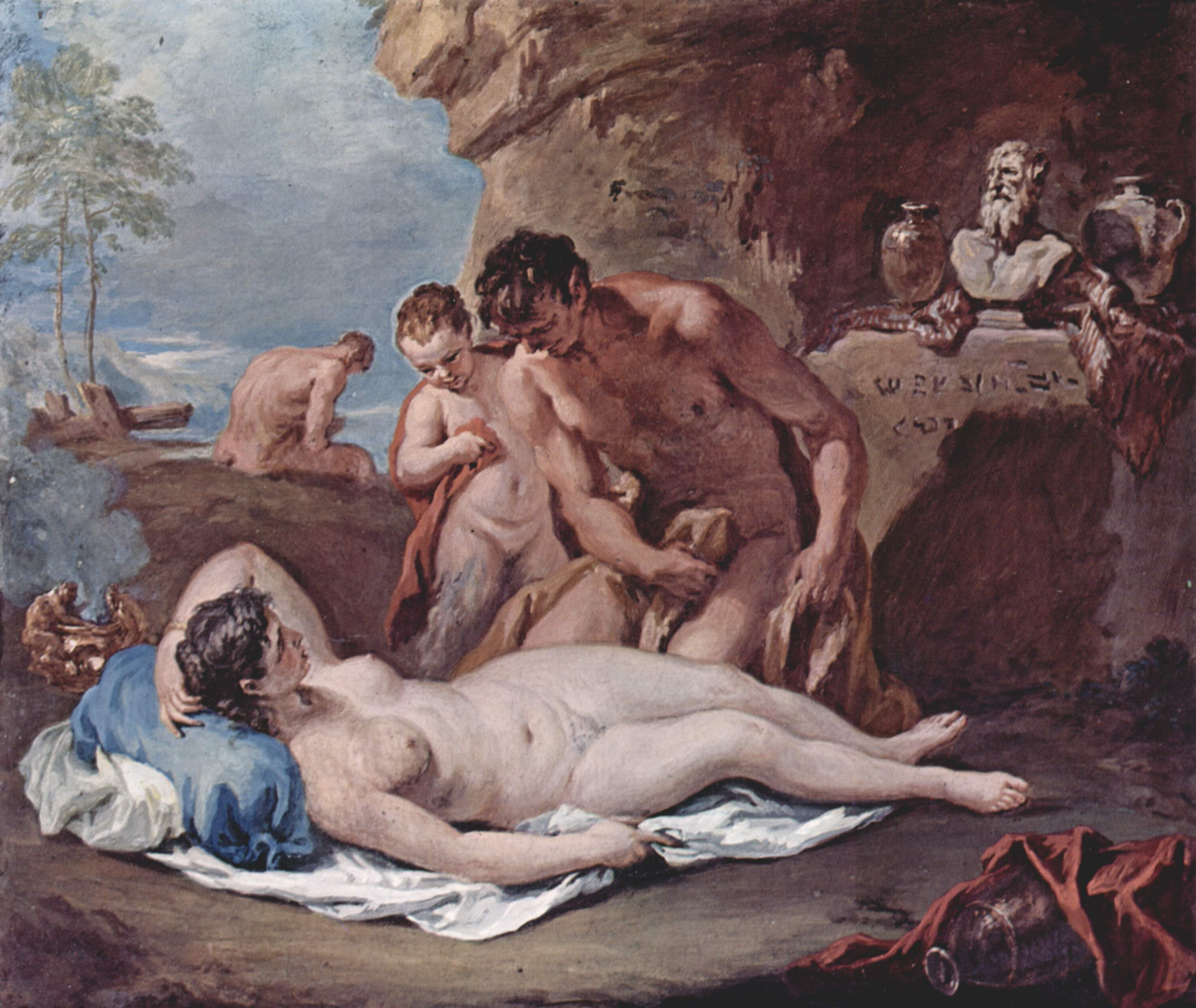
Sebastiano Ricci: Schlafende Nymphe, von zwei Satyrn betrachtet
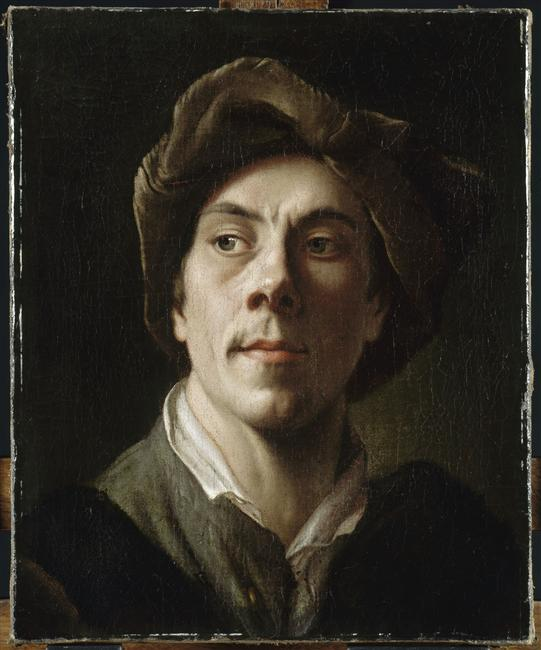
Christian Seybold: Selbstbildnis deutsch

#### Malerei des 19. Jahrhunderts
Die Sammlung mit Kunst des 19. Jahrhunderts wird vor allem durch die Werke französischer Künstler bestimmt. Darüber hinaus finden sich in der Sammlung jedoch auch eine Reihe von bedeutenden Werken ausländischer Maler. Zu Beginn des 19. Jahrhunderts entstand das Herrscherporträt Napoleon im kaiserlichen Gewand von Jacques-Louis David. Wenige Jahre später, um 1810, schuf der Spanier Francisco de Goya die Gemälde El Tiempo und Die jungen Frauen. Im Museum finden sich zudem Werke englischer Künstler aus den ersten Jahrzehnten des 19. Jahrhunderts, etwa eine Landschaft von John Constable und Der Brand von Konstantinopel von William Turner. Im Palais des Beaux-Arts gibt es darüber hinaus eine Gruppe von Gemälden des Spätromantikers Eugène Delacroix. Hierzu gehören Medea, das Kinderporträt Anne Claire Pierre, das biblische Thema Der Engel Gabriel verlässt Tobias, die Skizze Susanna und die Alten und ein Blumenstillleben. Die Schule von Barbizon ist im Museum vertreten durch Jean-Baptiste Camille Corot, von dem sich die Werke Engelsburg, Versteckspiel  und Der Hirte mit den beiden Ziegen in der Sammlung befinden. Hinzu kommen als weitere Maler dieser Schule Théodore Rousseau mit der Landschaft Die Seine bei Villeneuve-Saint-Georges und Charles-François Daubigny mit dem Motiv Sonnenuntergang am Ufer der Oise. Weitere Werke dieser Gruppe sind La Becquée von Jean-François Millet, Der Schlaf von Pierre Puvis de Chavannes und Entwaffnete Liebe von Narcisso Virgilio Díaz de la Peña. Von Gustave Courbet gibt es in der Sammlung mehrere Gemälde. Neben dem Bildnis des Malerkollegen Porträt des Amand Gautier und der genrehaften Interieurszene L’Après-dinée à Ornans besitzt das Museum die Landschaftsbilder Die Maas bei Freyr, Meeresansicht und Le jardin de l’abbaye de Loos-lez-Lille. Ein Beispiel ausländischer Landschaftsmalerei der Jahrhundertmitte ist das Bild Schlittschuhläufer des Niederländers Johan Barthold Jongkind; vom Schweizer Albert Anker zeigt das Museum die romantische Szenerie Im Wald. Typische Vertreter der Salonmalerei sind Alexandre Cabanel, von dem das Museum das Gemälde Nymphe und Satyr zeigt, Jules Bastien-Lepage, dessen Priamos zu Füßen von Achilles zu sehen ist und Jean-Jacques Henner, dessen Christus im Grab sich in der Sammlung befindet. Weiterhin gibt es Genrebilder wie das Bildnis eines Schäfers von Rosa Bonheur oder das an altmeisterliche Gemälde erinnernde Selbstbildnis von Augustin Théodule Ribot.

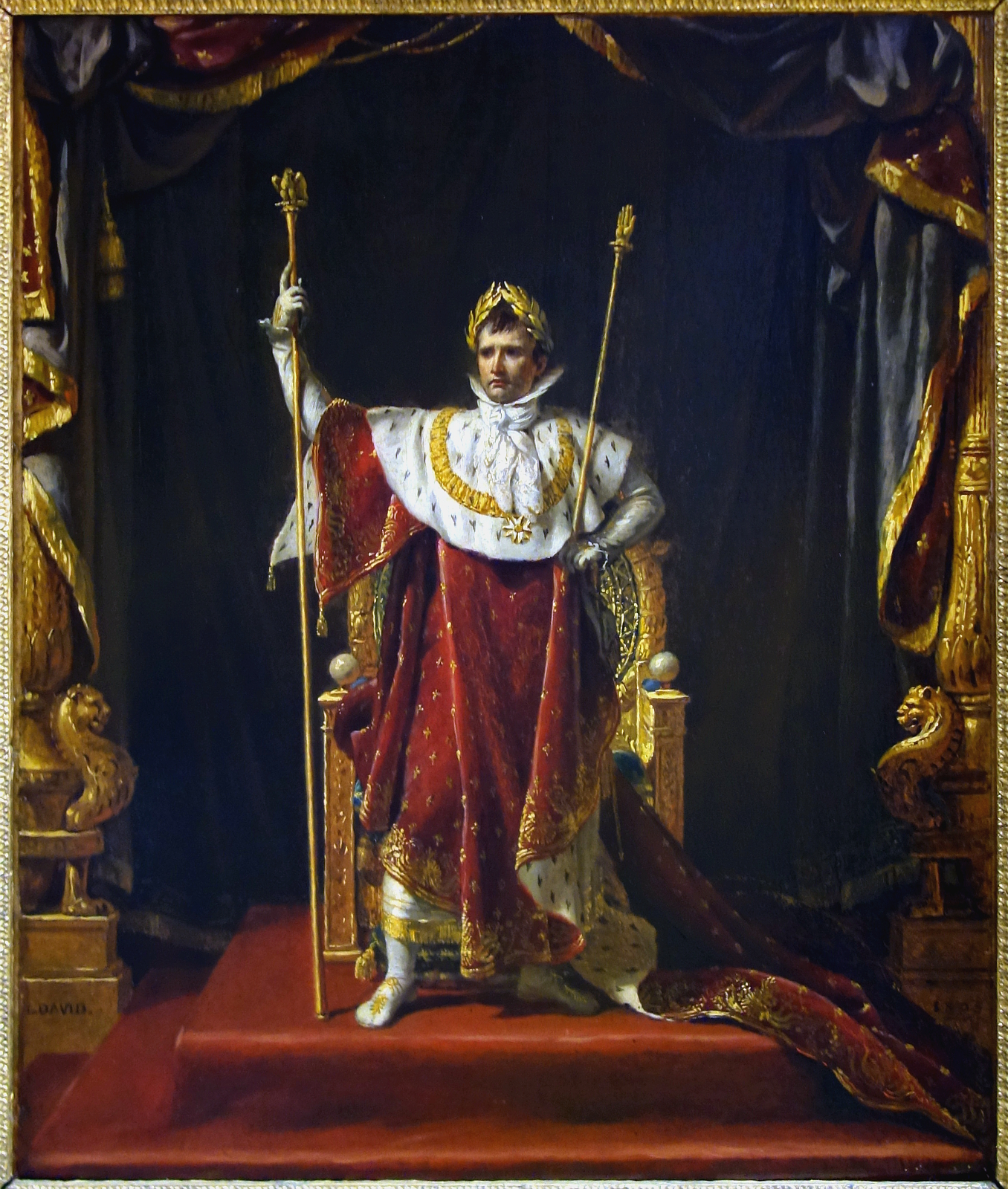
Jacques-Louis David: Napoleon im kaiserlichen Gewand
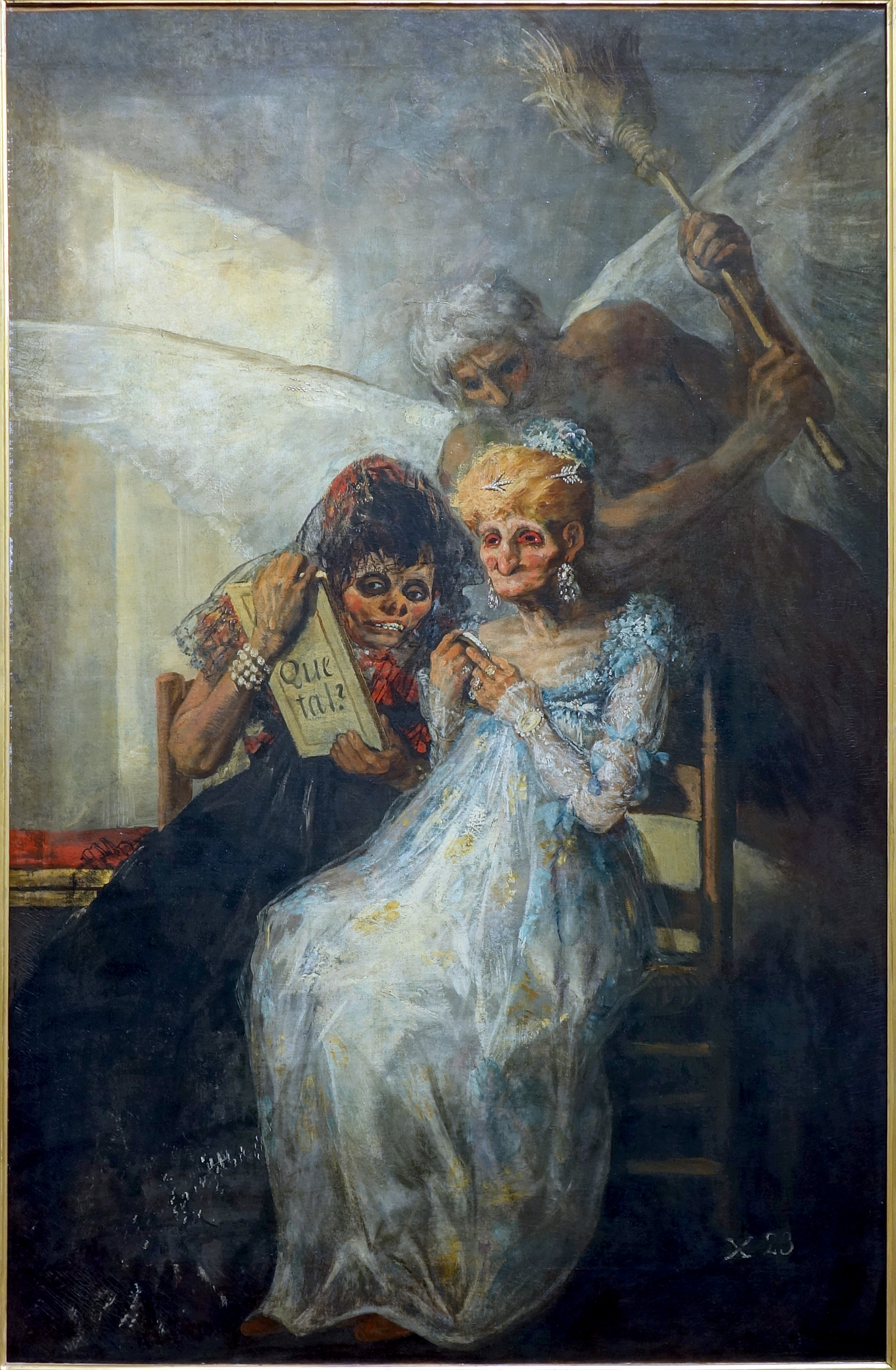
Francisco de Goya: El Tiempo
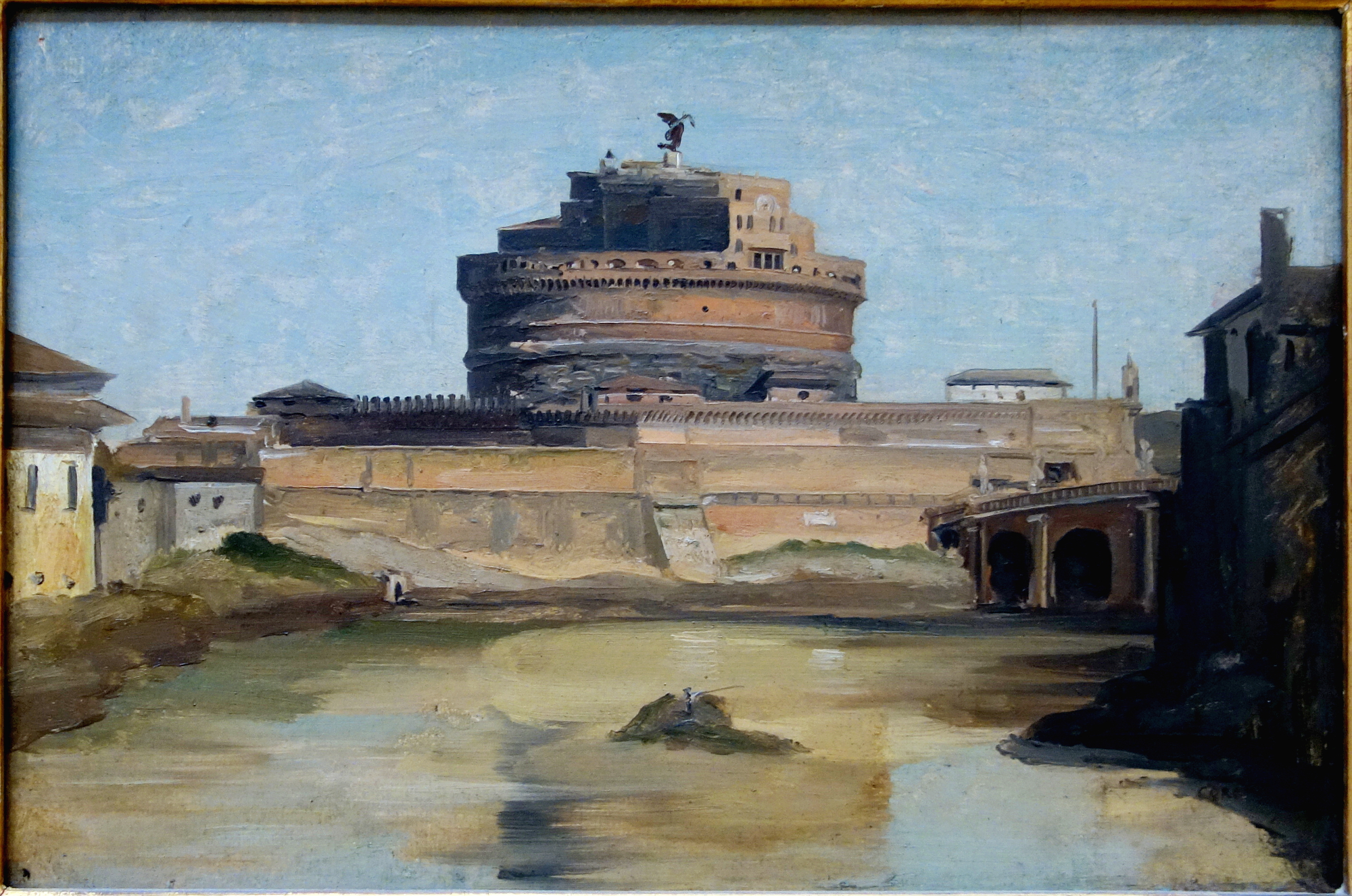
Jean-Baptiste Camille Corot: Engelsburg
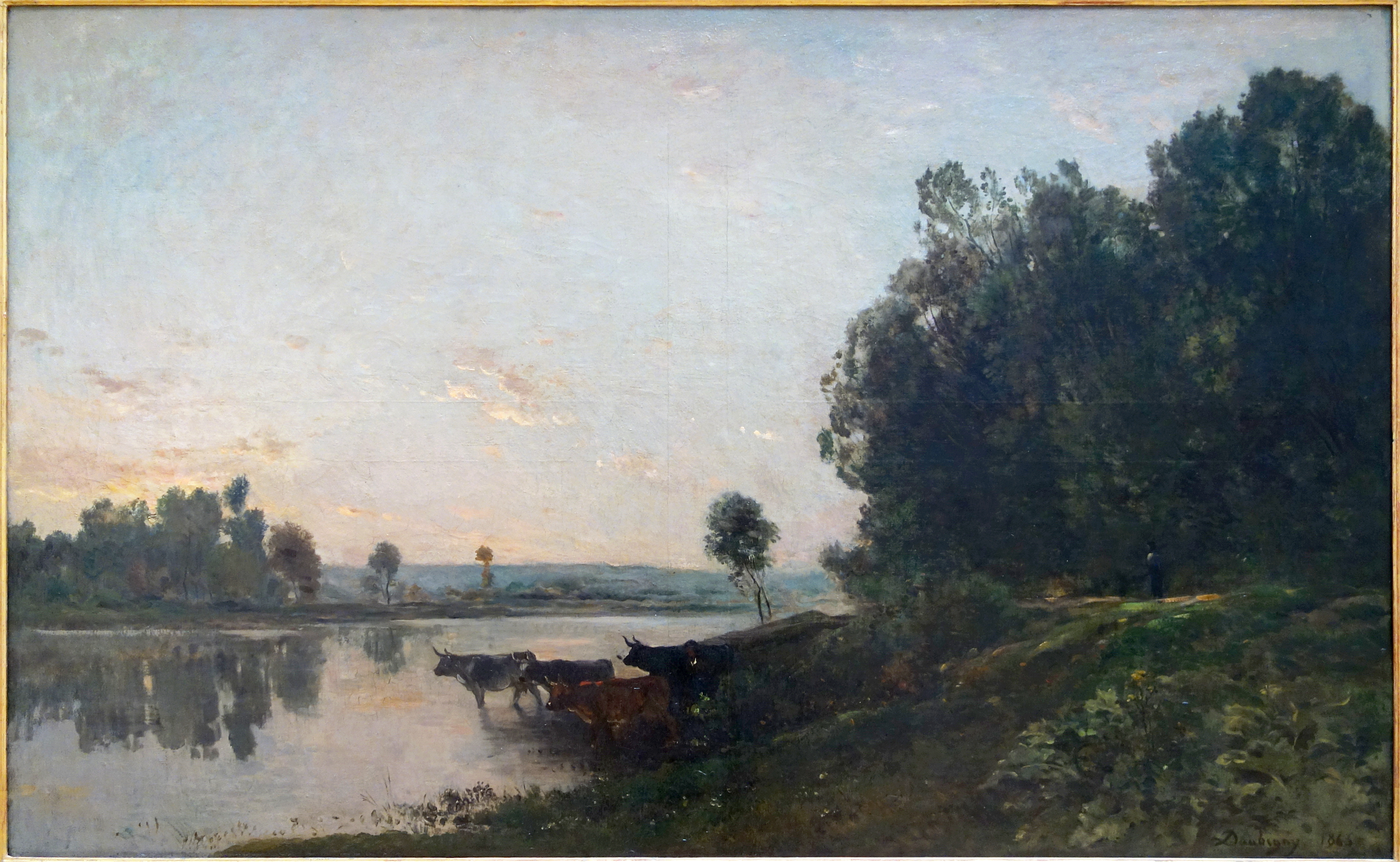
Charles-François Daubigny. Sonnenuntergang am Ufer der Oise
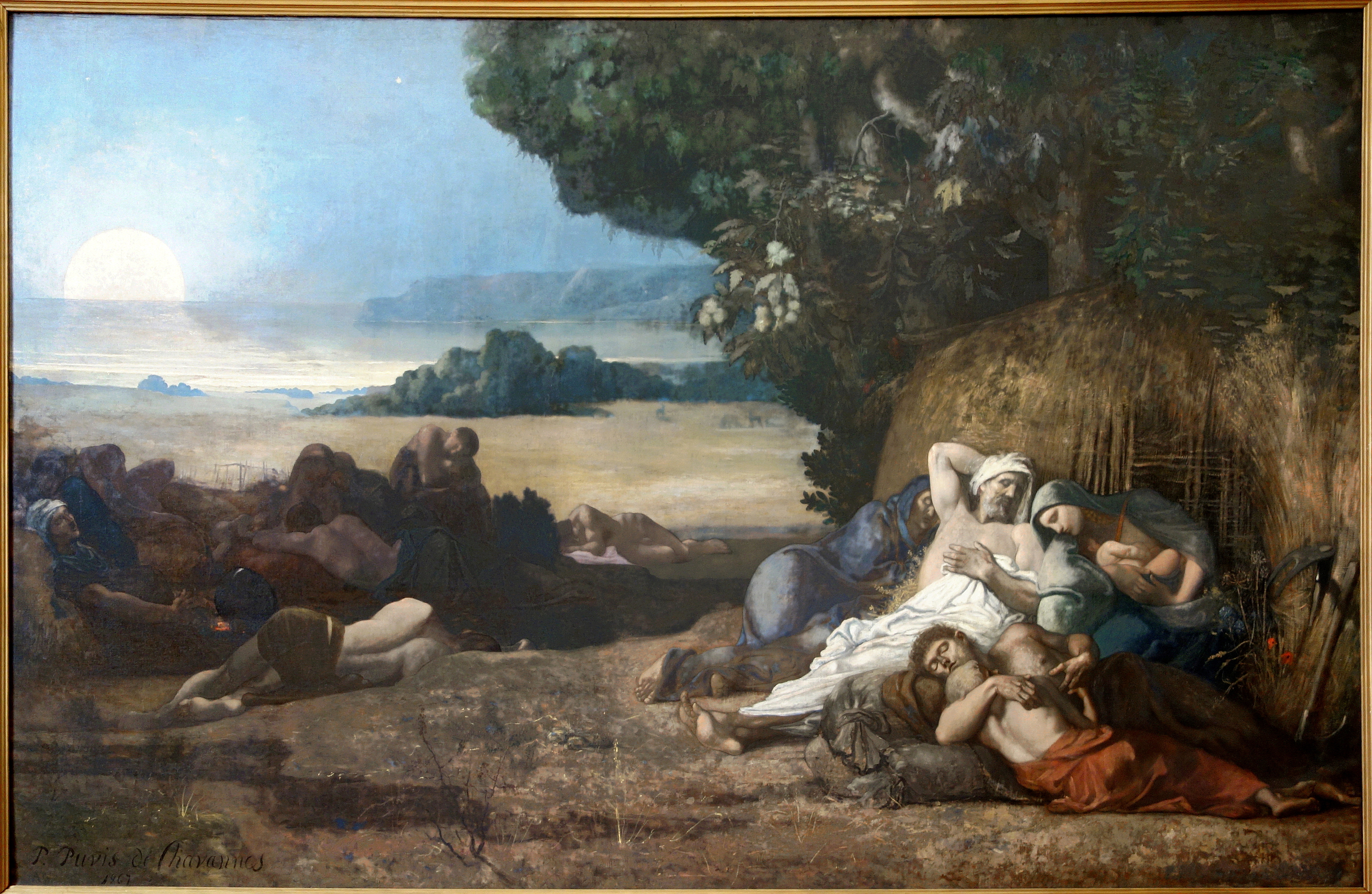
Pierre Puvis de Chavannes: Der Schlaf
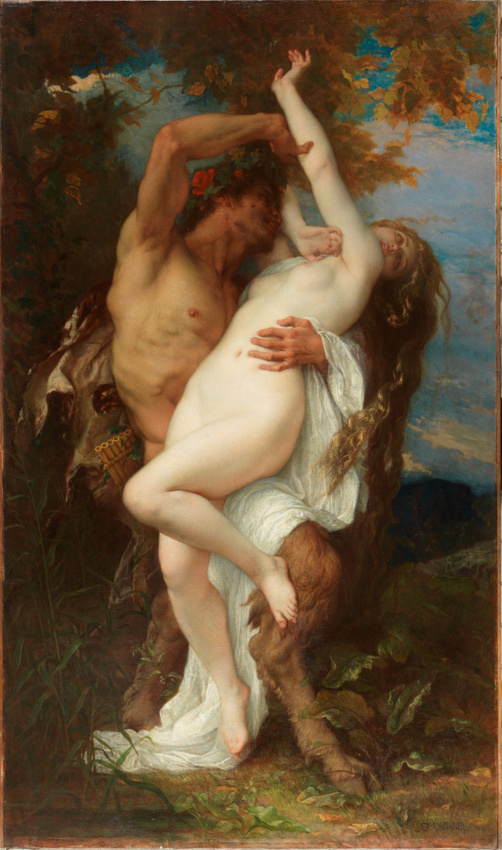
Alexandre Cabanel: Nymphe und Satyr
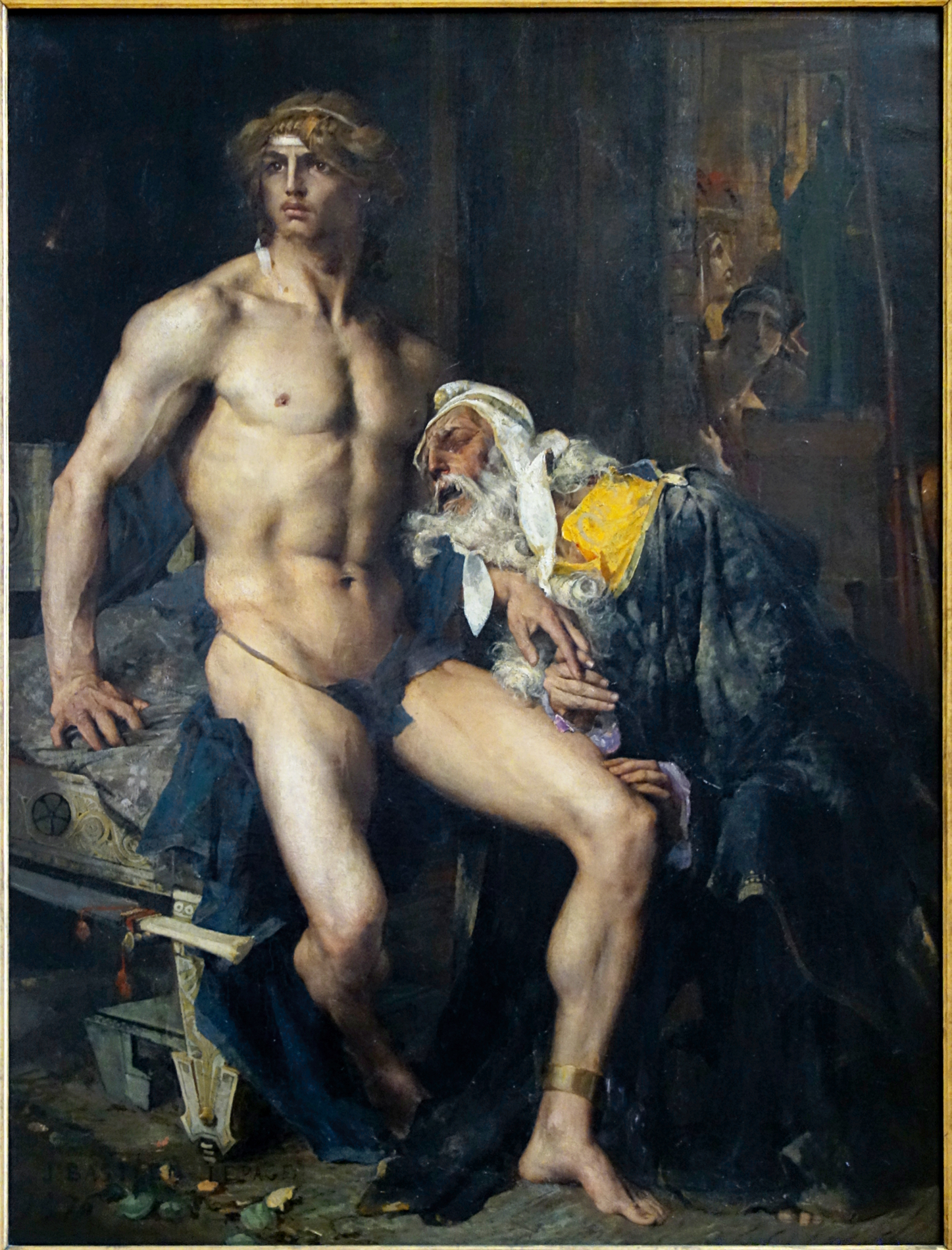
Jules Bastien-Lepage: Priamos zu Füßen von Achilles
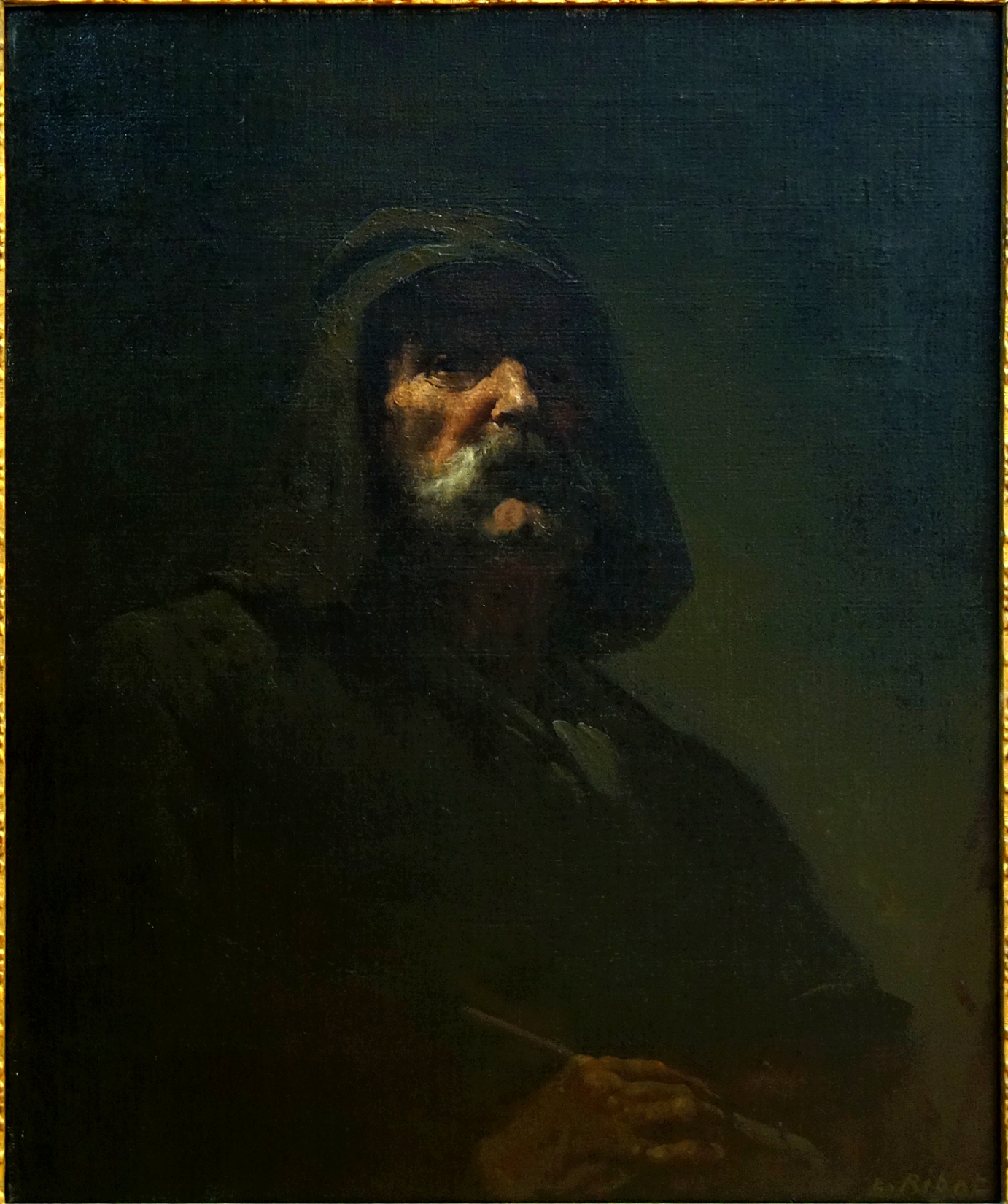
Augustin Théodule Ribot: Selbstbildnis

Der aus Lille stammenden Maler Émile Auguste Carolus-Duran ist mit einem großen Werkblock im Museum präsent, darunter eines seiner Hauptwerke, die Dame mit Hund. Hinzu kommen die Bildnisse Madame Georges Petit, G. Feydeau , Gustave Tempelaere, Émile de Girardin, Edouard Reynart, Madame Seligmann Alphandéry, das Portrait de femme rousse, die Dame en noir, ein Enfant chapeau rogue und das Porträt des spanischen Malers Matias Moreno. Weiterhin findet sich von Carolus-Duran ein Schlafender Mann, das Motiv Der Kuss, eine mythologische Hébé, das skizzenhafte Henri Ragnault mort sur le champ de bataille und die Küstenansicht Ebbe bei Audresselles. Weitere Werke aus der zweiten Hälfte des 19. Jahrhunderts sind das Frauenbildnis La Méditation von Jean Béraud, die Darstellung der befreundeten Malerin im Bildnis Berthe Morisot von Édouard Manet und das Porträt der Ehefrau Madame Carrière von Eugène Carrière. Die impressionistische Landschaftsmalerei wird im Museum repräsentiert durch die Bilder Morgen in Vetheuil, Eisgang bei Vétheuil, Blick auf Lavacourt und Houses of Parliament, stürmisches Wetter von Claude Monet, die Gemälde Port Marly, Après la débâcle, la Seine au pont de Suresnes und Hiver effet de neige La Route de l’Abreuvoir von Alfred Sisley und durch das Motiv Straße von Versailles nach Louveciennes von Pierre-Auguste Renoir. Von Renoir gibt es zudem das Bildnis Jeune femme au chapeau noir. Von Spätimpressionisten Henri de Toulouse-Lautrec besitzt das Museum die Szenerie Im Atelier, von Vincent van Gogh das Bild Kühe, das nach dem ebenfalls im Museum befindlichen motivgleichen Bild von Jordaens entstand. Zudem ist im Museum als Dauerleihgabe aus dem Pariser Musée d’Orsay die pointillistische Landschaft bei Grandcamp von Georges Seurat ausgestellt. Darüber hinaus gibt es vom symbolistischen Maler Odilon Redon die Werke Die Stille, Der Blick und ein Selbstbildnis.

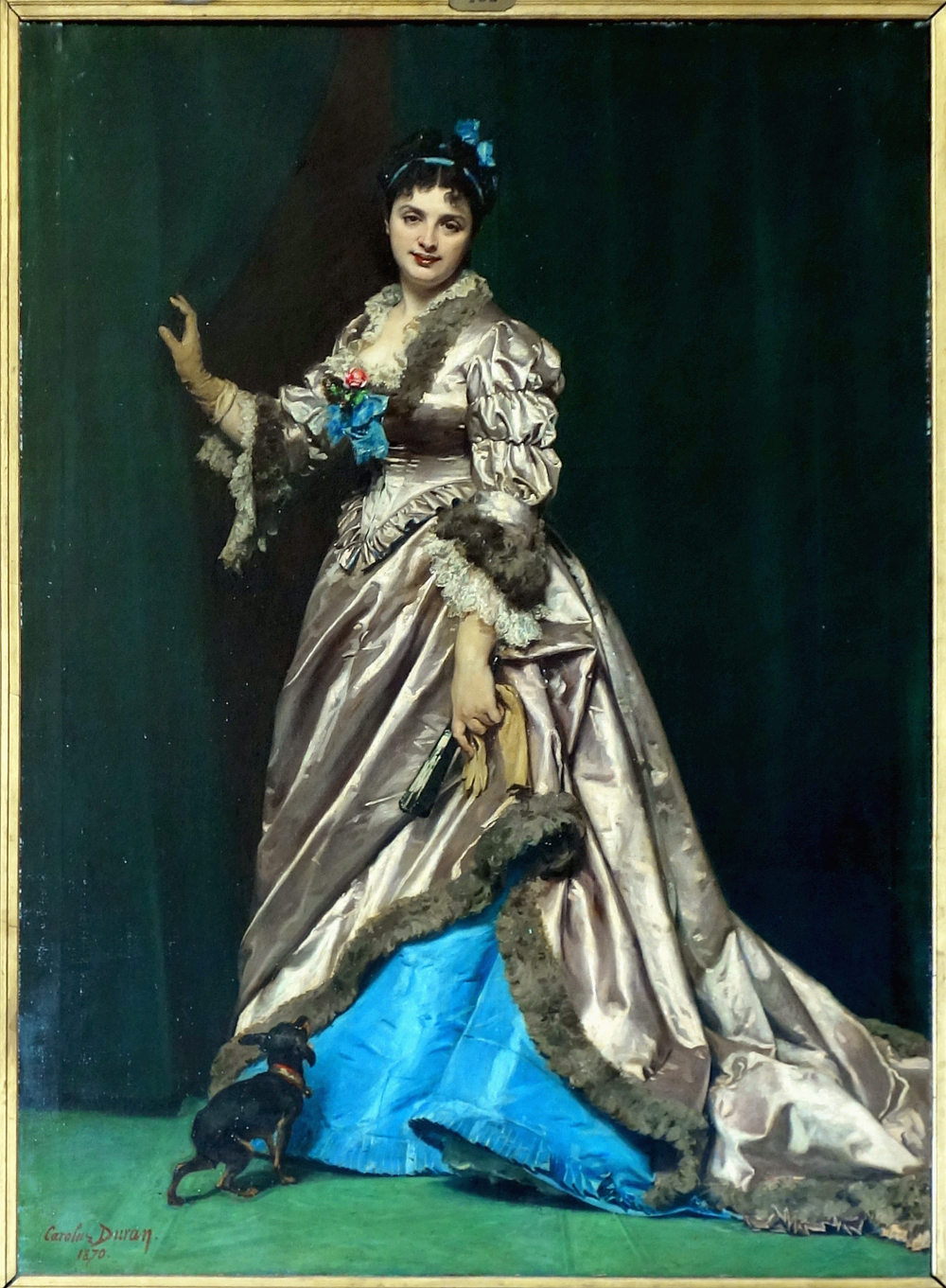
Dame mit Hund
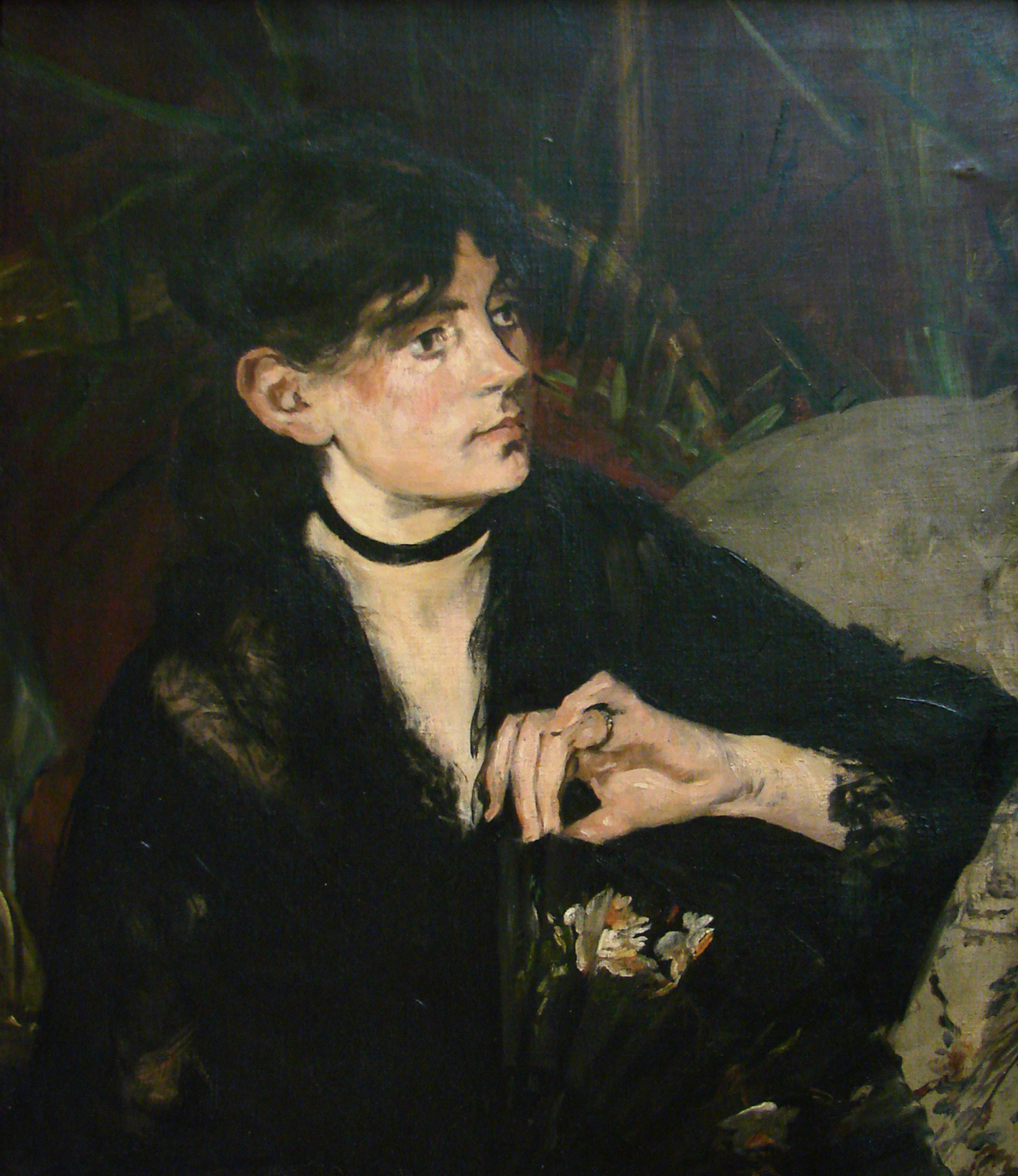
Édouard Manet: Bildnis Berthe Morisot
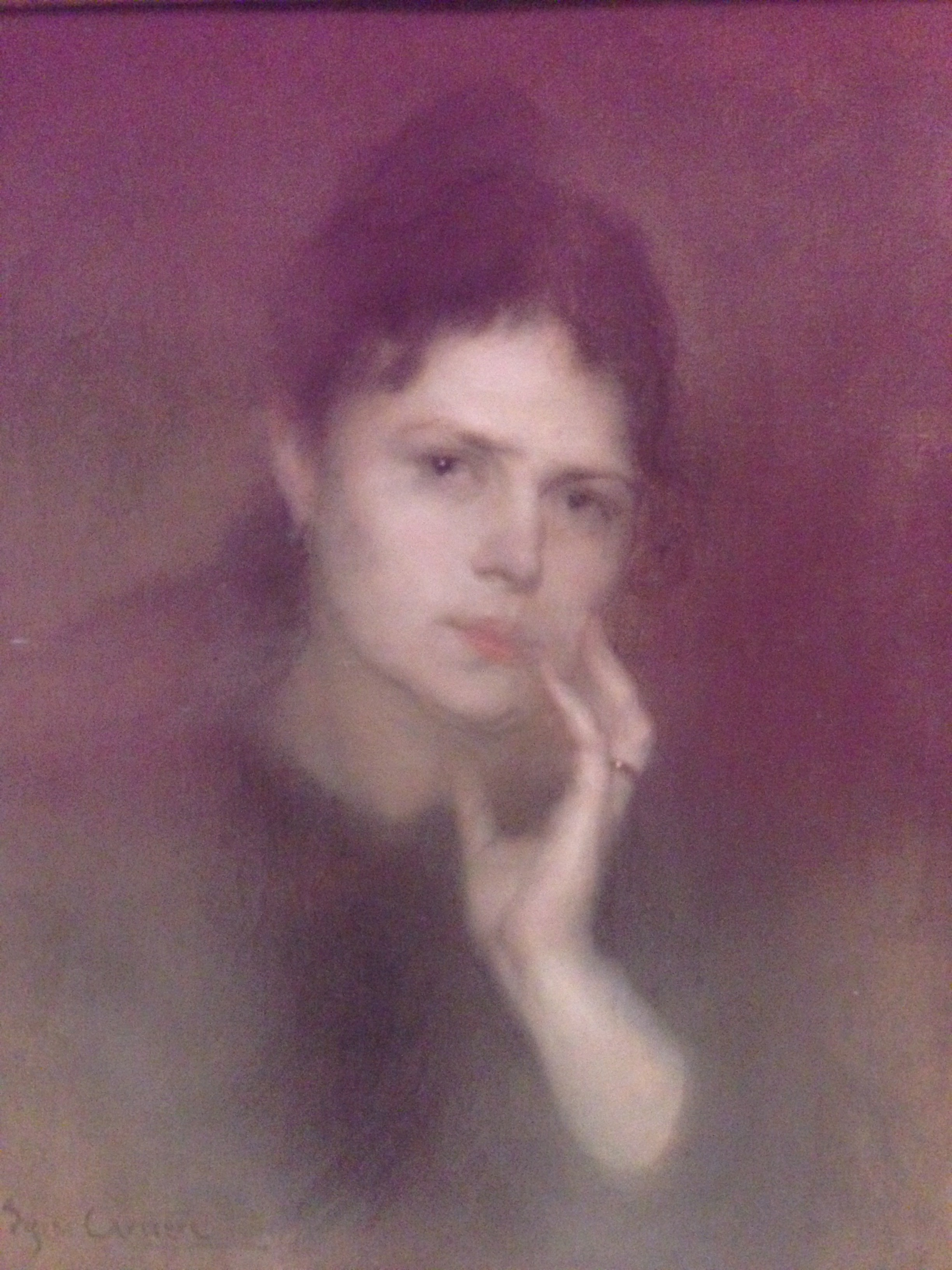
Eugène Carrière Madame Carrière
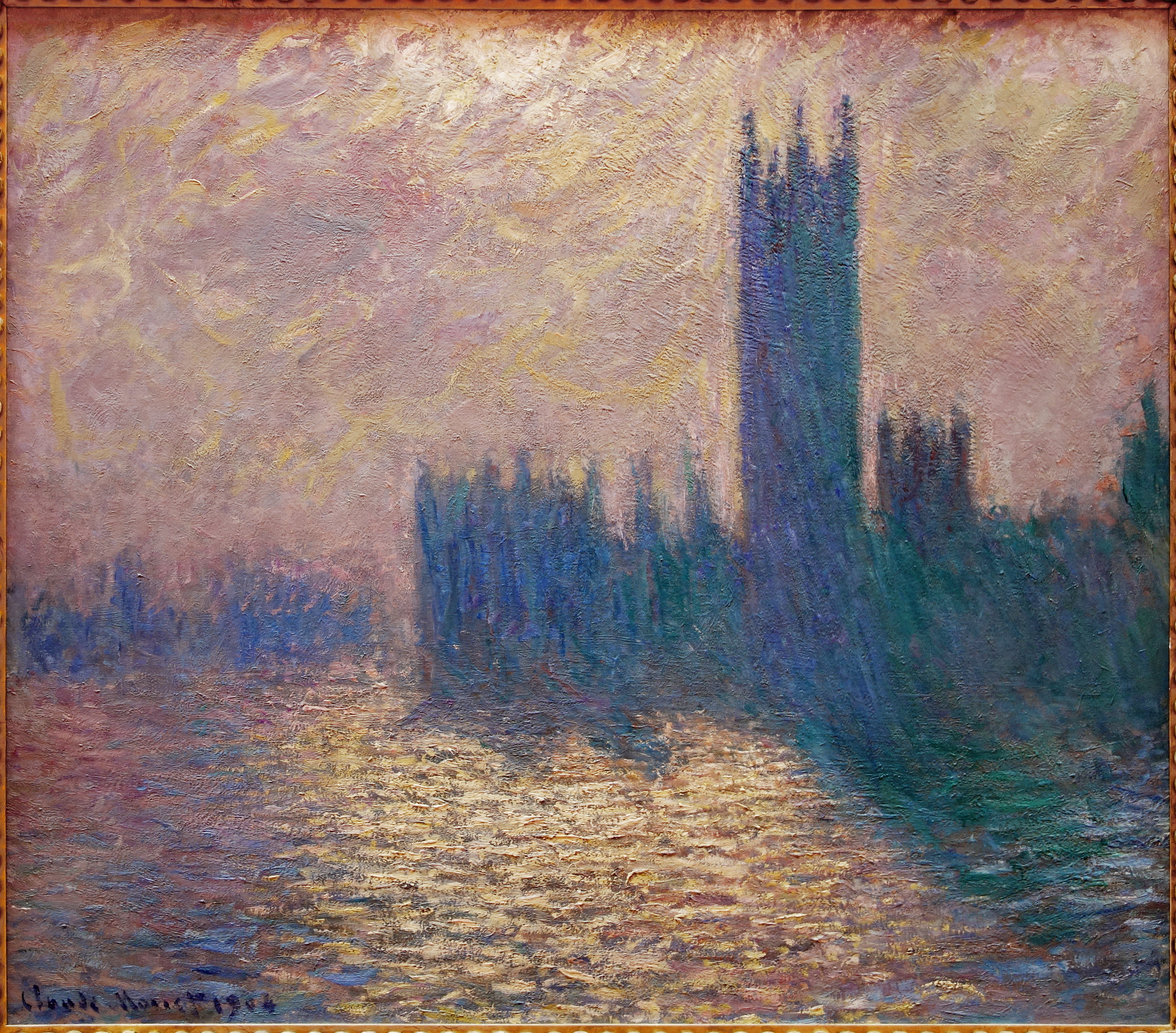
Claude Monet: Houses of Parliament, stürmisches Wetter
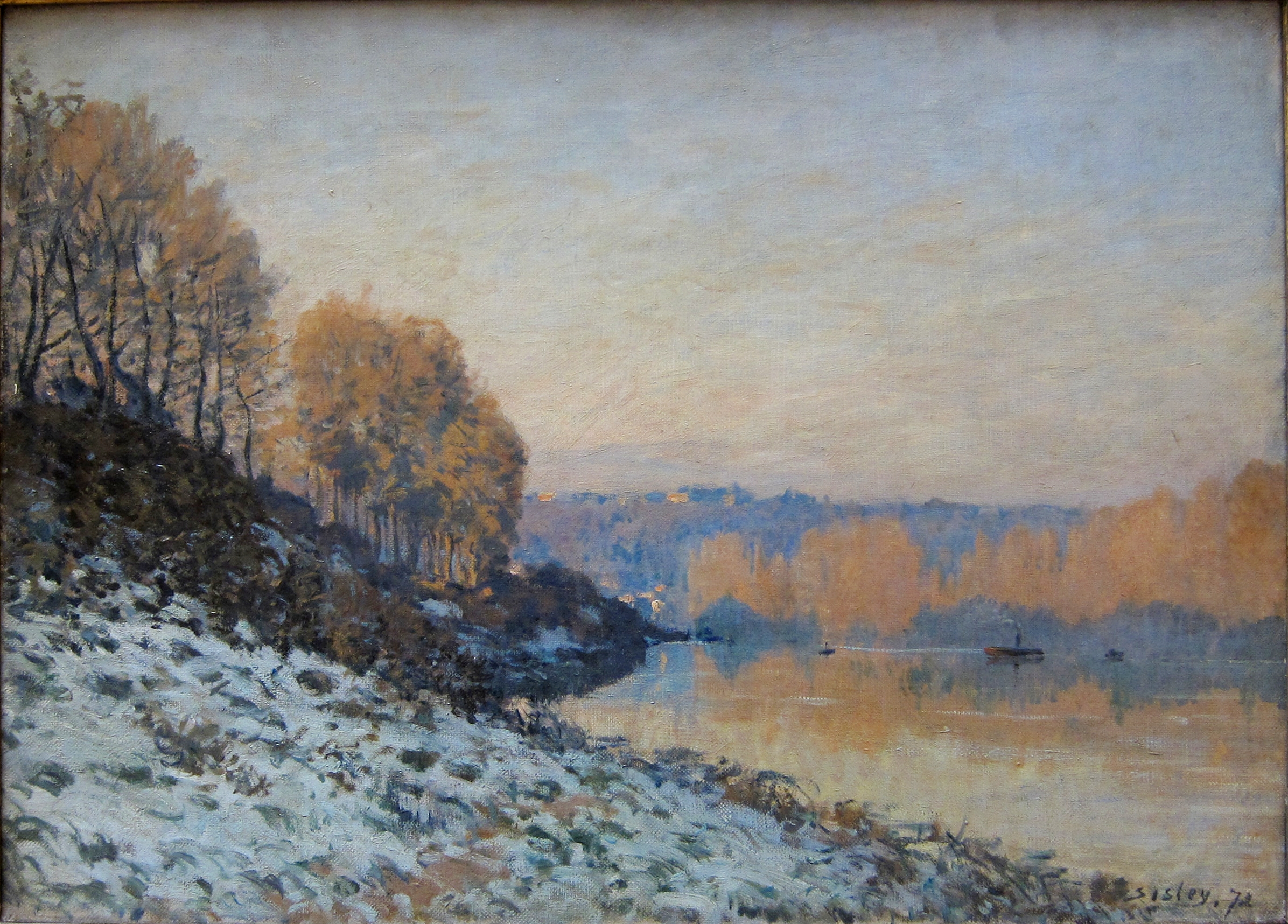
Alfred Sisley: Port Marly
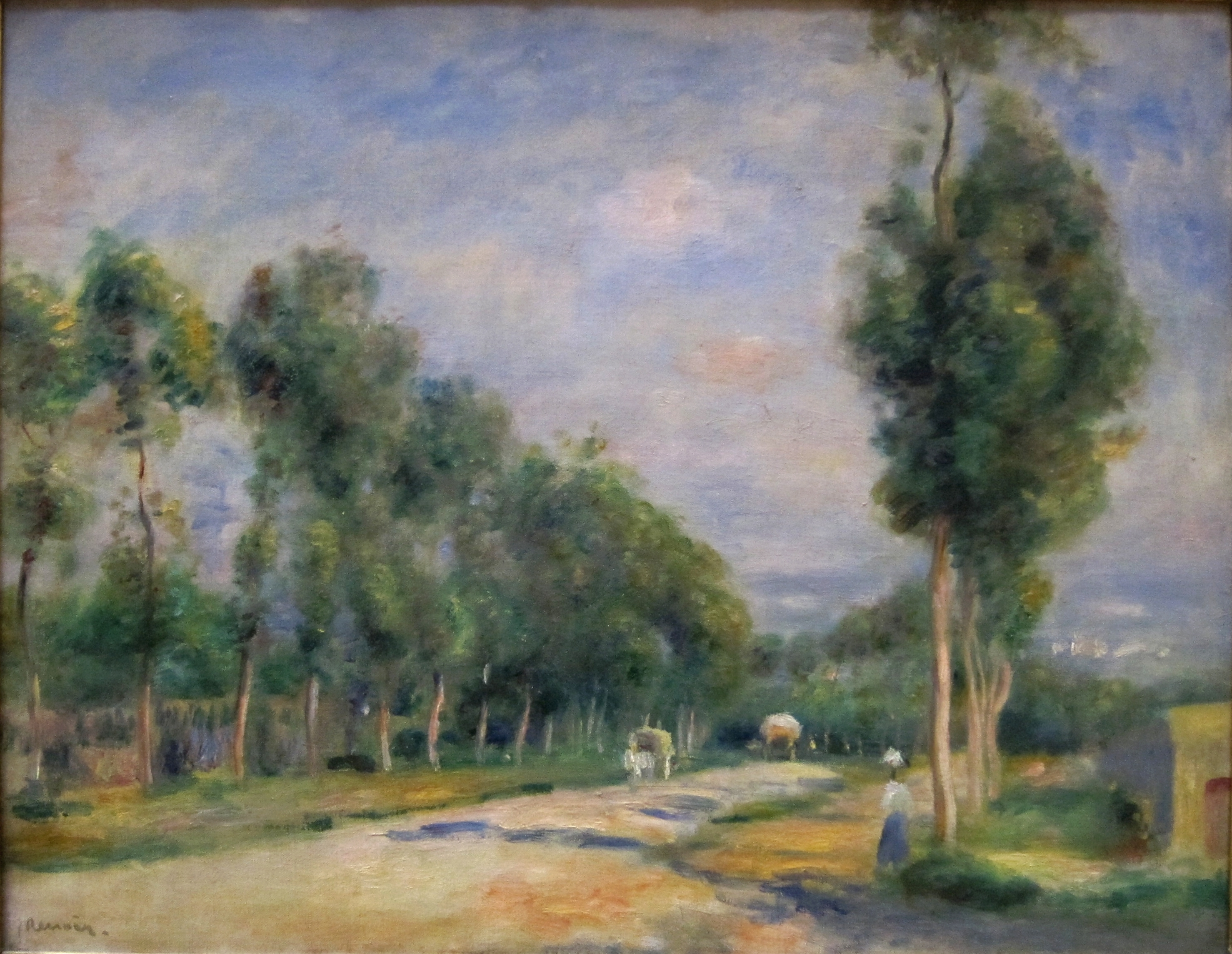
Pierre-Auguste Renoir: Straße von Versailles nach Louveciennes
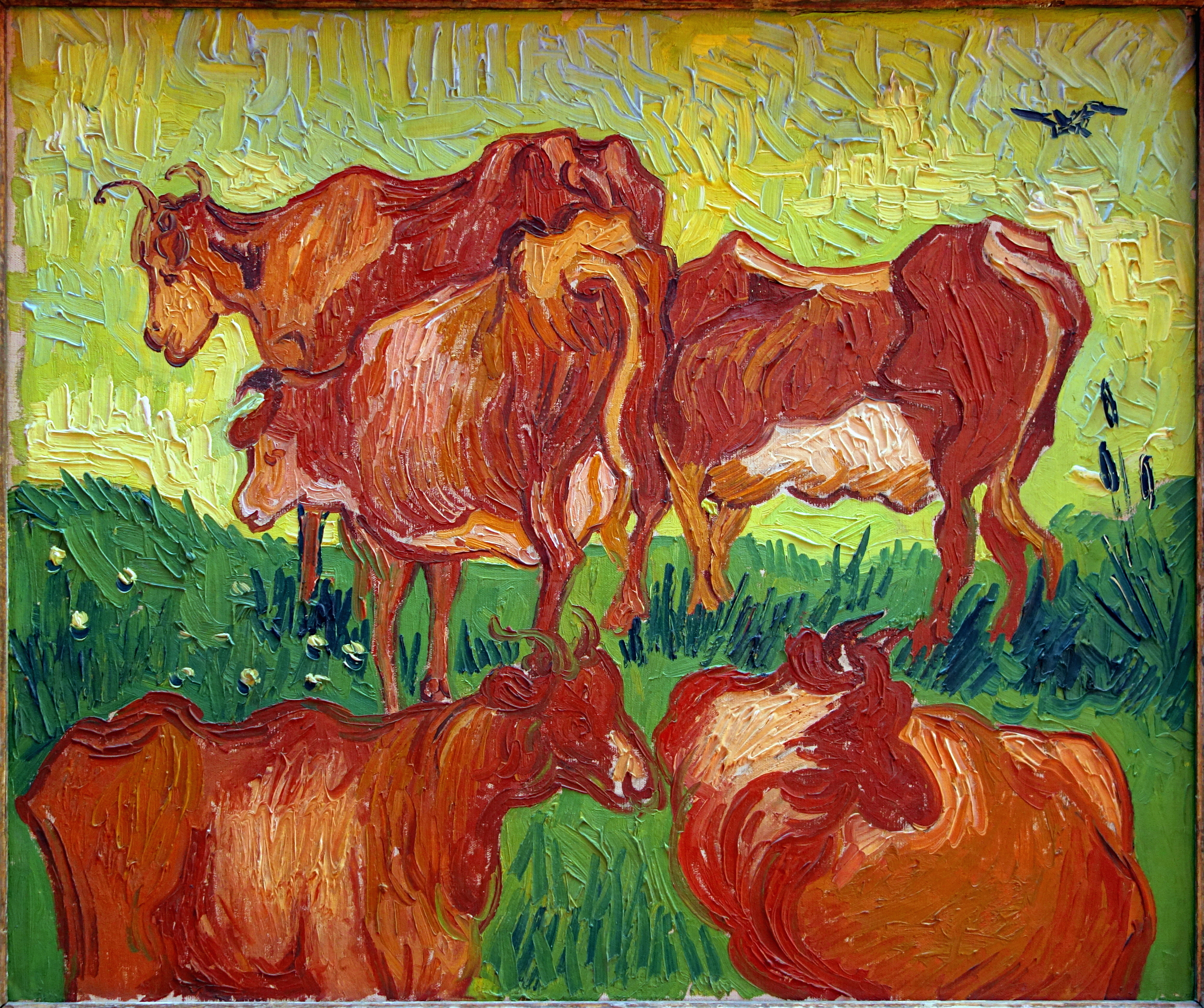
Vincent van Gogh: Kühe
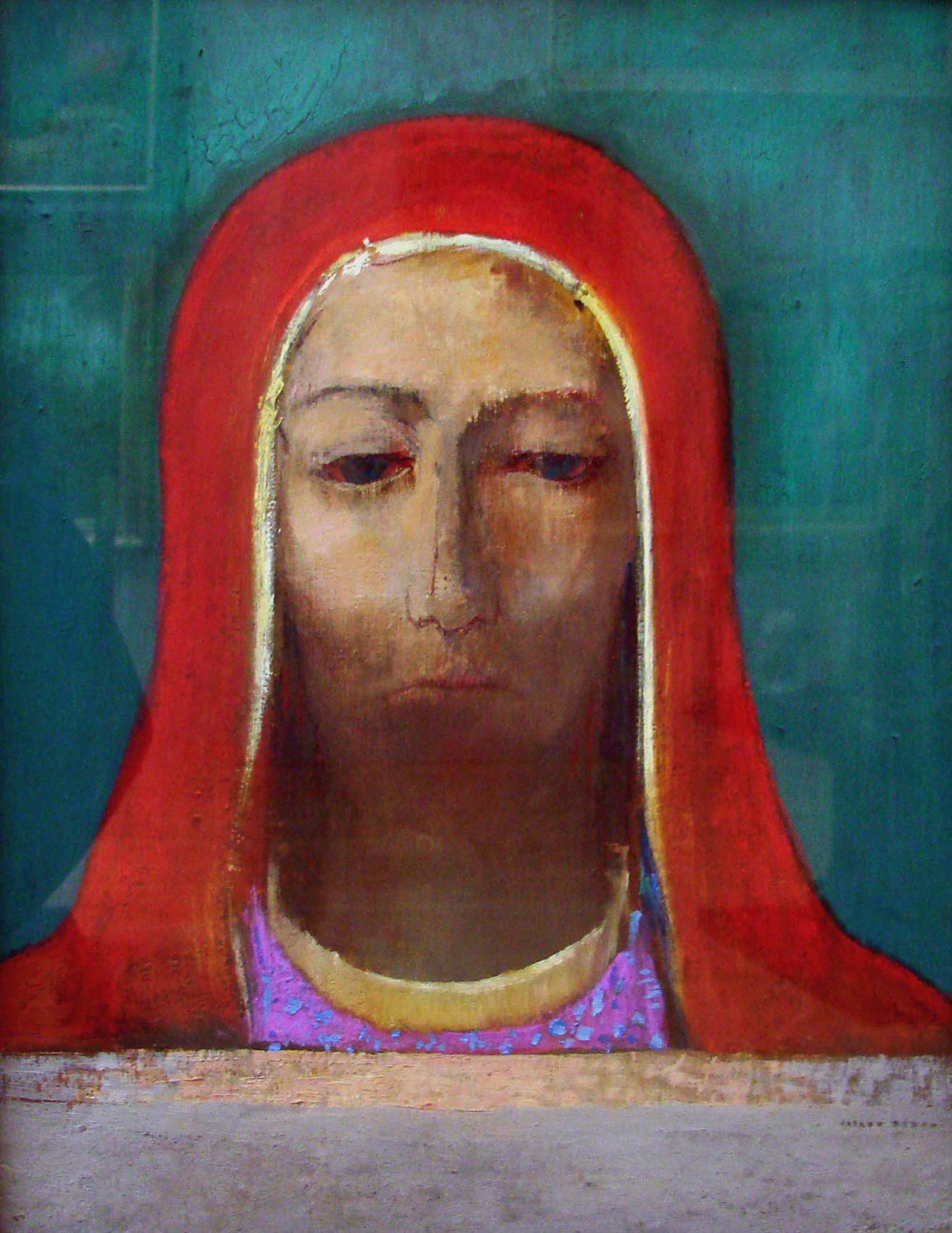
Odilon Redon: Die Stille

### Malerei des 20. und 21. Jahrhundert
In der Sammlung finden sich eine Reihe von Bildern, die Anfang des 20. Jahrhunderts geschaffen wurden. So gibt es von Émile Bernard die Werke Nach dem Bad der Nymphen, Selbstbildnis, Frauen am Nilufer und Birnenpflückerin, von Henri Le Sidaner das spätimpressionistische Landschaftsbild Pfarrhaus und Kirche von Gerberoy und von Emile Claus ein Motiv Obstgarten. Die Künstlergruppe der Nabis ist vertreten durch die Gemälde Sitzende Frau  von Félix Vallotton, Interieur mit Blumen von Édouard Vuillard und Le Cannet von Pierre Bonnard. Von Pablo Picasso besitzt das Museum das 1923 entstandene Gemälde Olga au col de fourrure, das seine ersten Ehefrau Olga zeigt. Das kubistische Bild Femmes au vase bleu schuf Fernand Léger 1935. Etwa zur gleichen Zeit entstanden die stilistisch völlig verschiedenen Werke Die Familie des Künstlers von Marc Chagall in Anlehnung an den Expressionismus und die abstrakte Komposition Rythme-couleur 1076 von Sonia Delaunay. Typische Beispiele der französischen Nachkriegskunst sind die strichhafte Aktdarstellung Des nus debout von Bernard Buffet und das abstrakte Bild Composition von Serge Poliakoff. Aus der zweiten Hälfte des 20. Jahrhunderts stammt die im abstrakten Expressionismus ausgeführte Darstellung La création, les filles de Leucippe (Schöpfung, die Töchter des Leukippos) von Eugène Leroy. Zu den jüngsten Werken im Museum gehört die 2011–2013 geschaffene Arbeit Une baie pour les yeux de la foi von Jan Fabre. Hierbei handelt es sich jedoch nicht um ein Werk der malerei, sondern um ein großformatiges Mosaik aus Rückenplatten von Käfern, mit denen der Künstler in Form einer überdimensionalen Briefmarke von Belgisch-Kongo auf die koloniale Vergangenheit seiner Heimat hinweist.

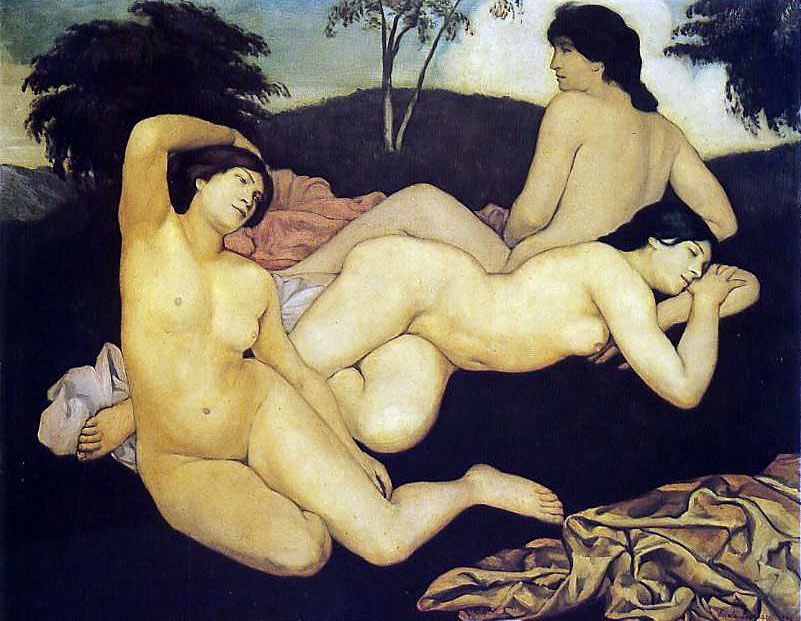
Émile Bernard: Nach dem Bad der Nymphen
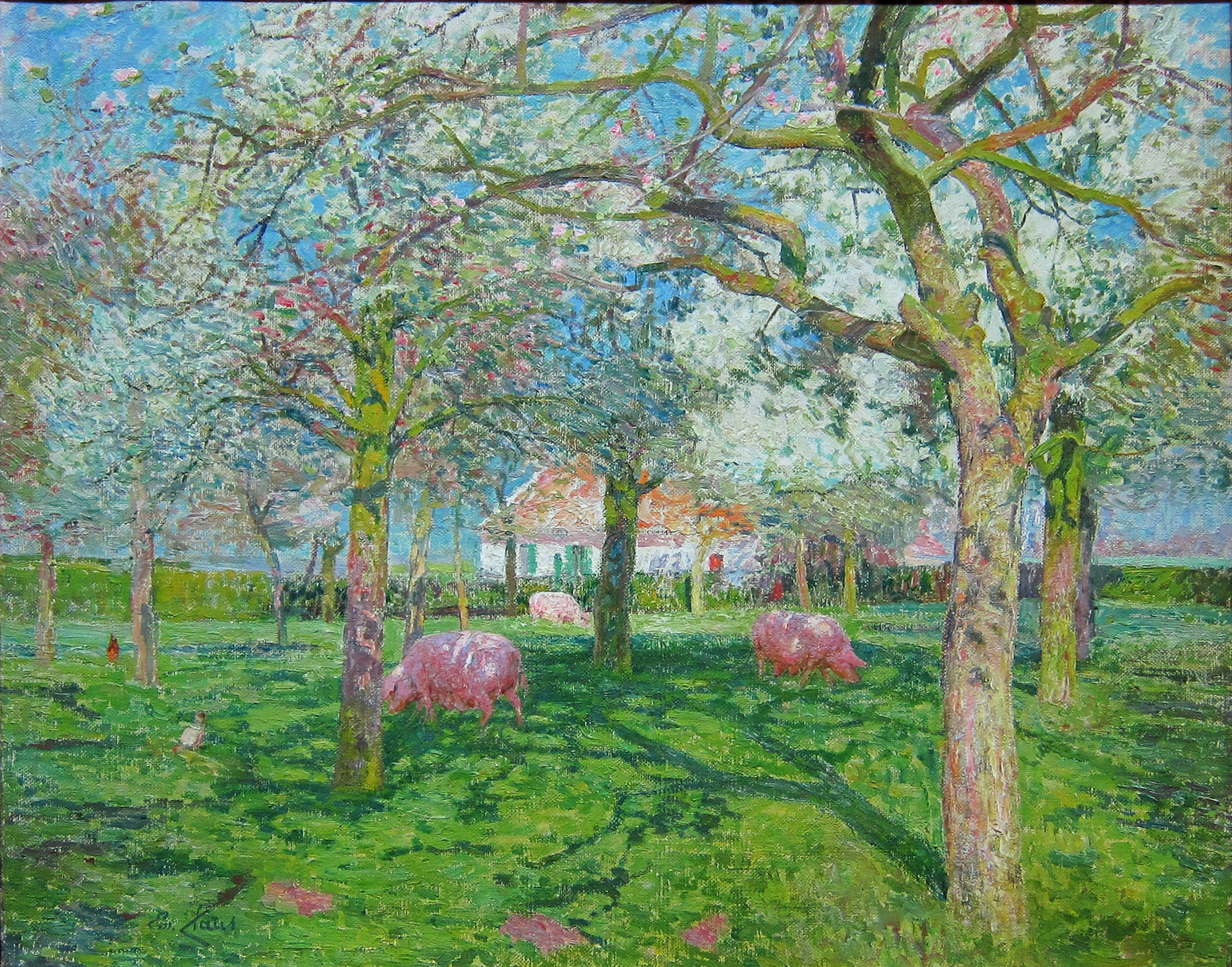
Emile Claus: Obstgarten
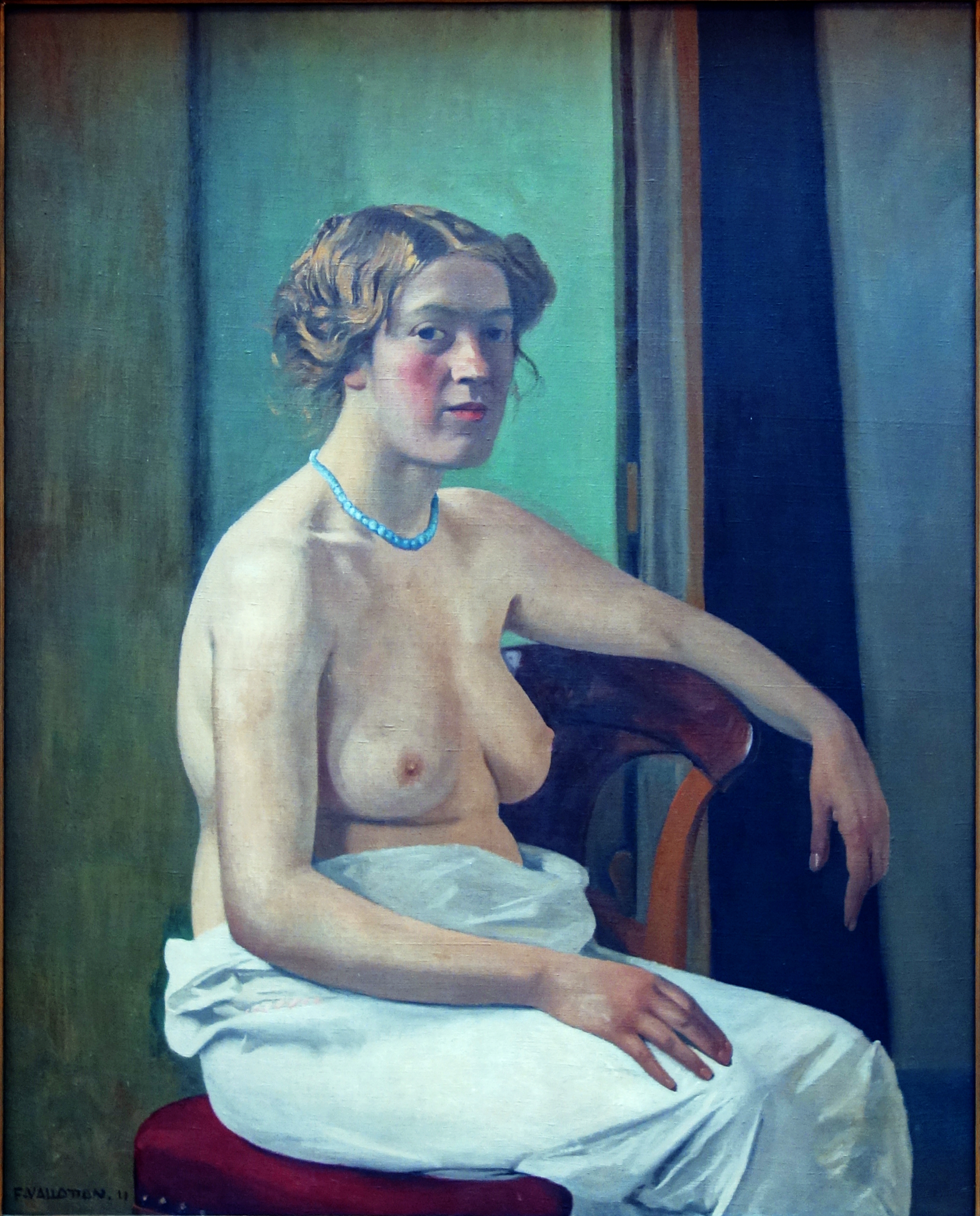
Félix Vallotton: Sitzende Frau
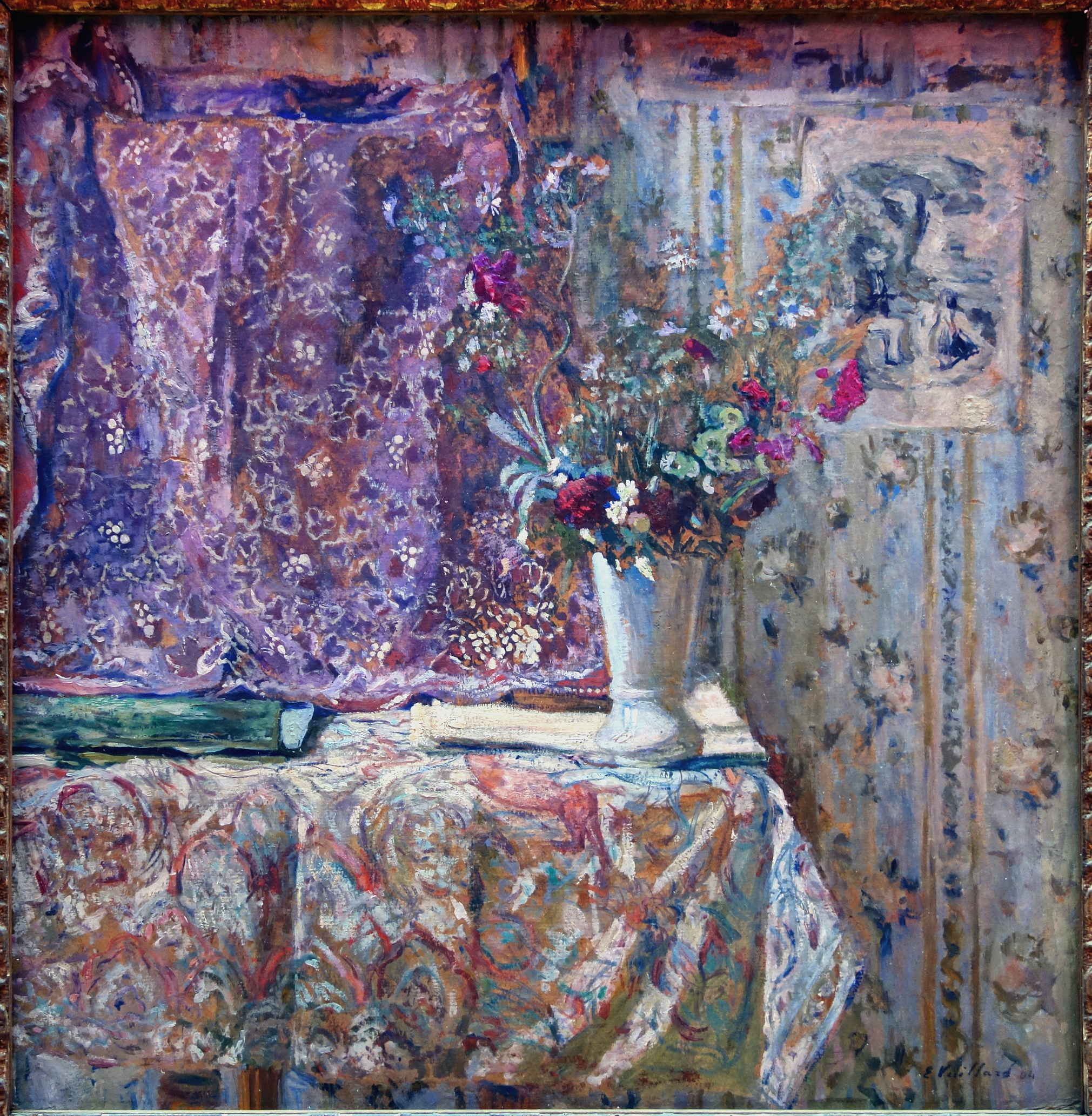
Édouard Vuillard Interieur mit Blumen
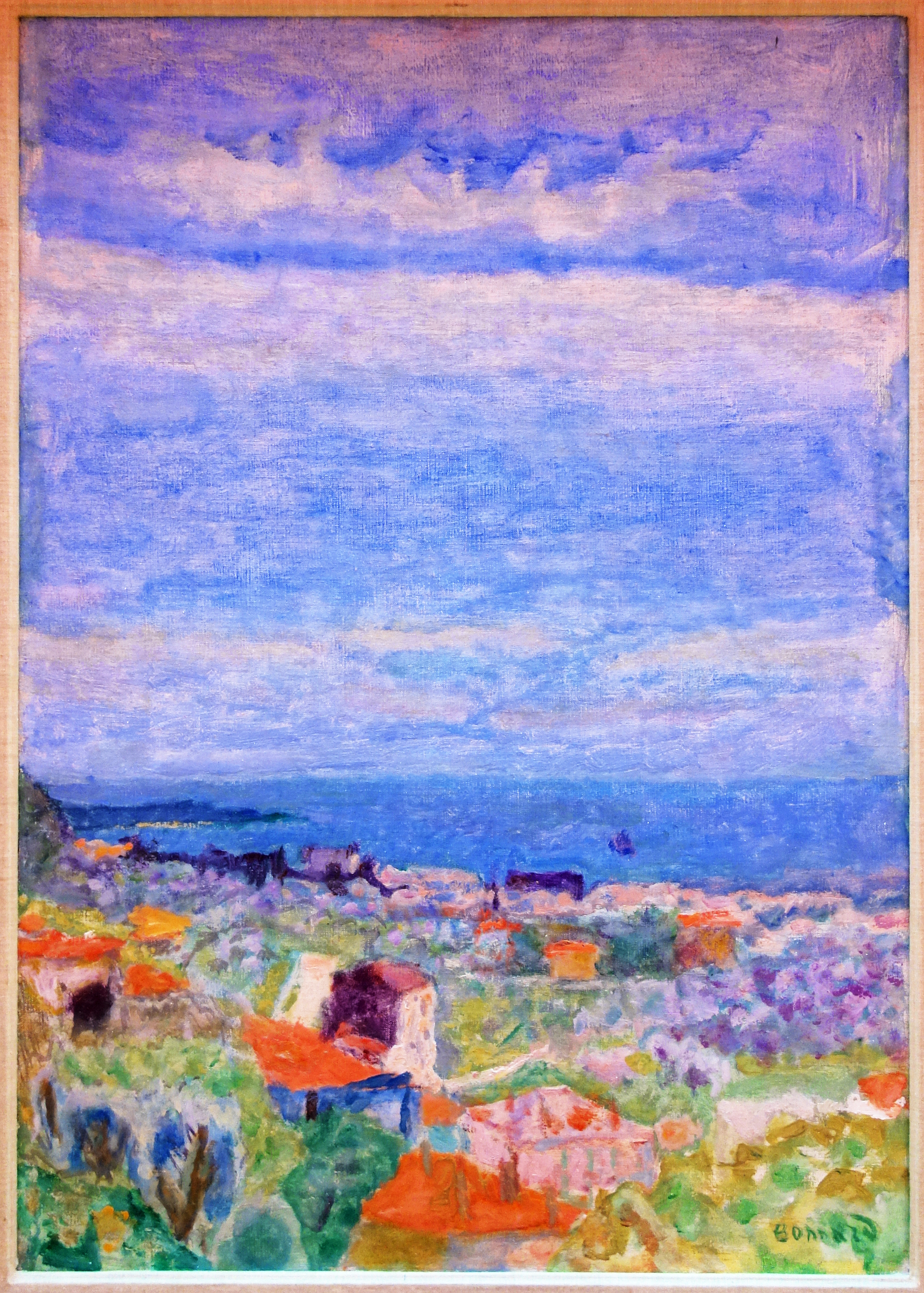
Pierre Bonnard: Le Cannet

### Grafische Sammlung
Das Palais des Beaux-Arts verfügt über einen umfangreichen Bestand an grafischen Arbeiten wie Zeichnungen, Pastellbilder, Aquarelle, Radierungen, Drucke und Fotografien. Der Bestand ist aus konservatorischen Gründen nicht Teil der Dauerausstellung, sondern wird in thematisch wechselnden Präsentationen gezeigt. Zu den Höhepunkten gehören italienische Zeichnungen aus der Renaissance und des Barock. Darunter befinden sich mehrere Zeichnungen von Raffael, etwa eine Christusstudie, eine Studie zur Alba-Madonna und eine Federzeichnung Der sitzende Apollo spielt die Leier. Von Giorgio Vasari gibt es die Zeichnung Das Martyrium des Heiligen Sigismund, die er 1524 als vorbereitende Studie für ein Altarbild in der Basilica di San Lorenzo in Florenz schuf. Hinzu kommt von Michelangelo ein Blatt mit der Zeichnung einer Nische und einer Christusdarstellung sowie eine Studie zur Kuppel des Petersdomes. Weiterhin besitzt das Museum von Jacopo da Pontormo eine Kreidezeichnung mit einer Sitzenden Frau und einer Vorhangstudie und eine Rötelzeichnung Männliche Aktstudien. Von Giovanni Francesco Barbieri gibt es die Rötelzeichnung Der tote Christus mit einem Engel und von Federico Zuccari ein Familienporträt.
Darüber hinaus verfügt das Museum über einen bedeutenden Bestand an niederländischen und flämischen Barockzeichnungen. Dazu gehören Arbeiten wie Christus geht auf den Berg Golgatha von Anthonis van Dyck, Zwei Pferde von Pieter van Bloemen, ein Selbstporträt von Gerrit van Honthorst und Mann und Kind von Peter Paul Rubens. Im Bereich der altdeutschen Zeichnungen befinden sich in der Sammlung bedeutende Blätter wie das Bildnis des Lucas van Leyden von Albrecht Dürer, die Darstellung Heiliger Johannes in der Wüste von Lucas Cranach dem Älteren und das Motiv Das Mädchen und der Tod von Hans Holbein dem Älteren. Einen großen Bestand gibt es weiterhin an französischen Zeichnungen. Hierunter befinden sich Arbeiten von Hubert Robert wie ein Blatt mit Personendarstellungen aus Neapel und die Federzeichnung Große Architekturstudie. Weitere Zeichnungen sind vorbereitende Arbeiten zu bekannten Gemälden wie Das Massaker der Unschuldigen von Nicolas Poussin, Der Schwur der Horatier von Jacques-Louis David und Das Floß der Medusa von Théodore Géricault. Beispiele für andere Materialien sind das Aquarell Apotheose des Homer von Jean-Auguste-Dominique Ingres, die Radierung eines Selbstporträts des Spaniers Francisco de Goya oder die Pastellbilder Badende von Jean-François Millet und Junge Frau mit schwarzem Hut von Pierre-Auguste Renoir. Beispiele für Arbeiten des 20. Jahrhunderts sind die 1920 geschaffene Zeichnung Olga mit dem Blumenkranz von Pablo Picasso und der 1947 aufgelegte Druck Jazz von Henri Matisse.

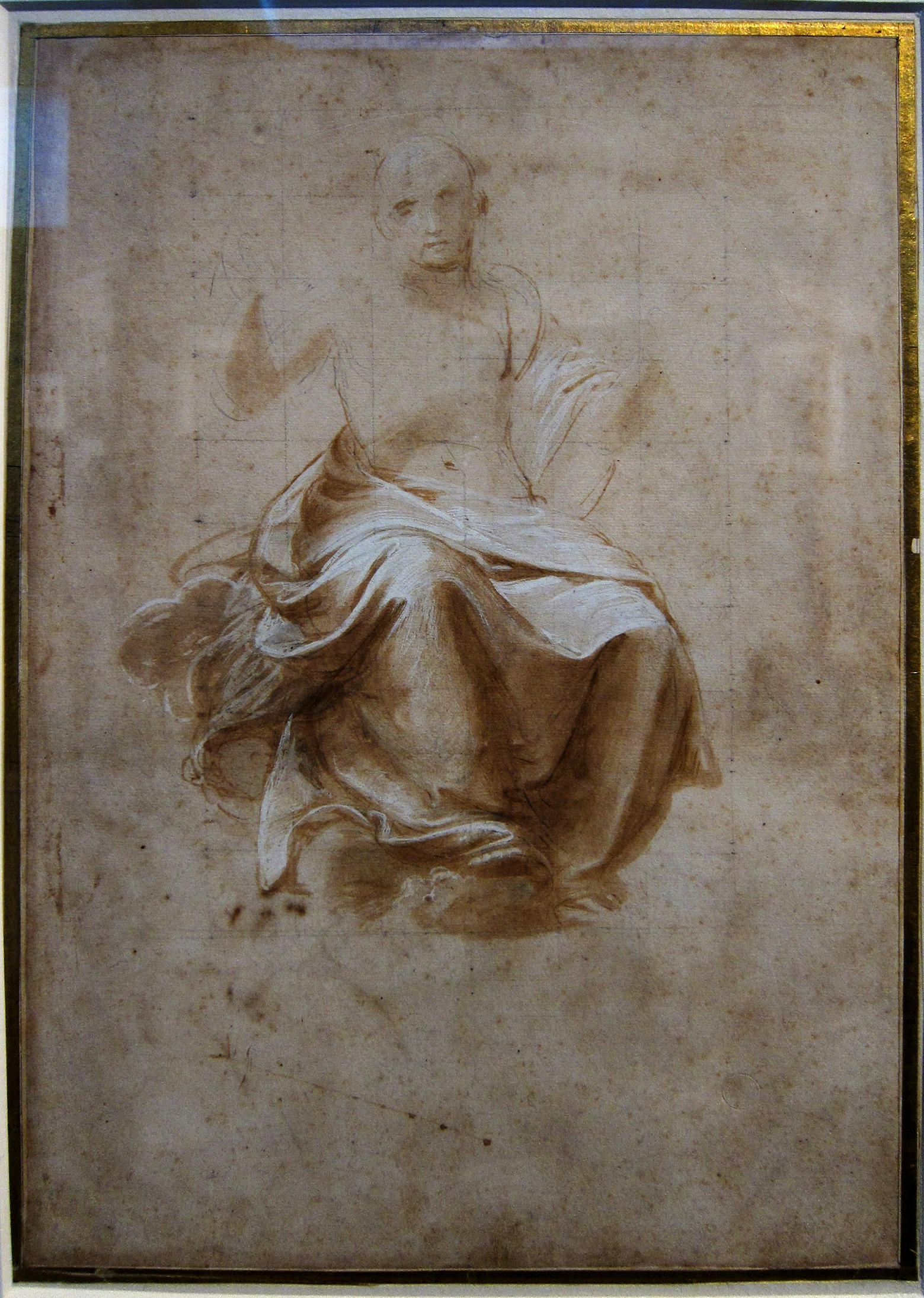
Raffael: Christusstudie
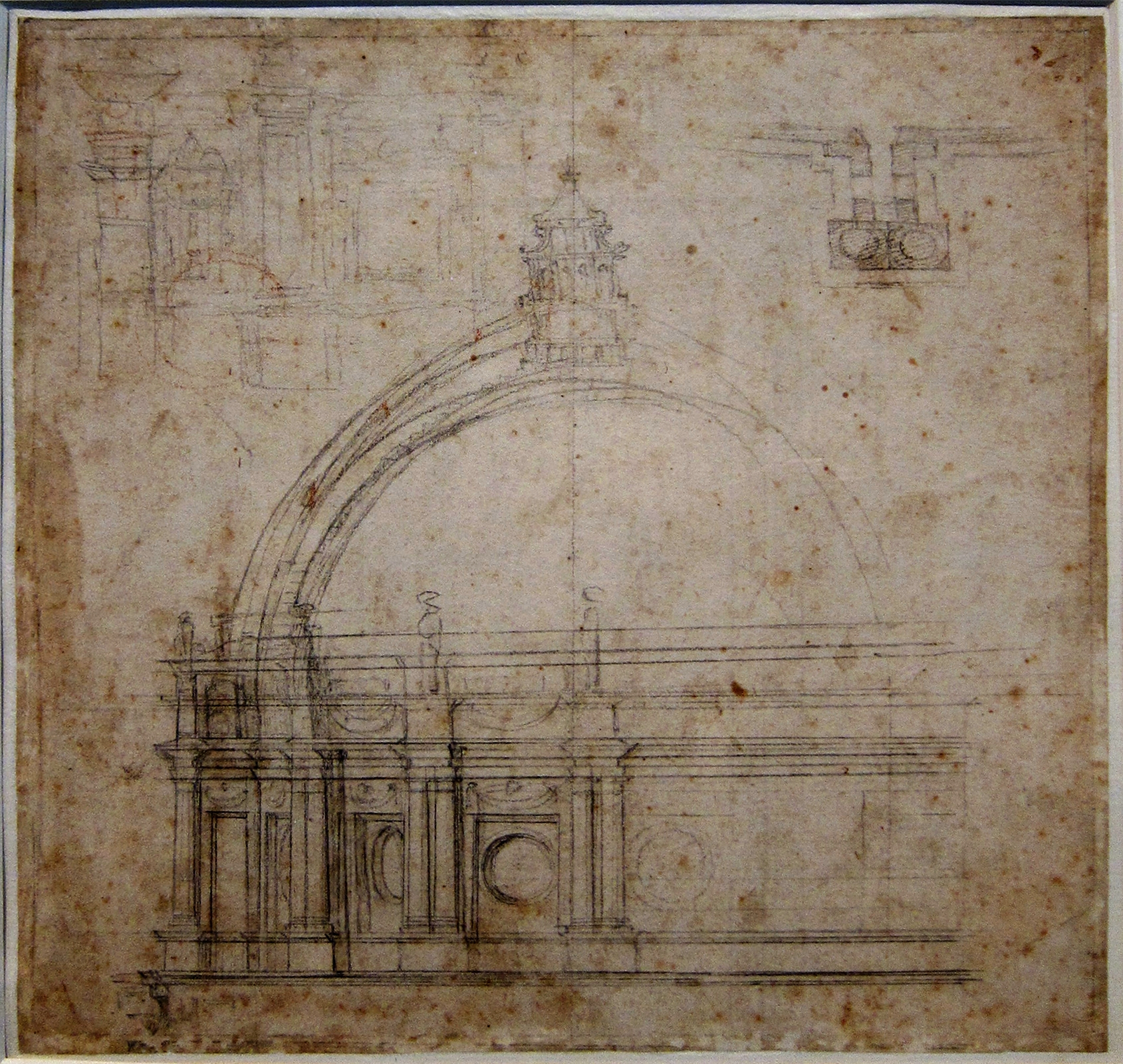
Michelangelo: Studie zur Kuppel des Petersdomes
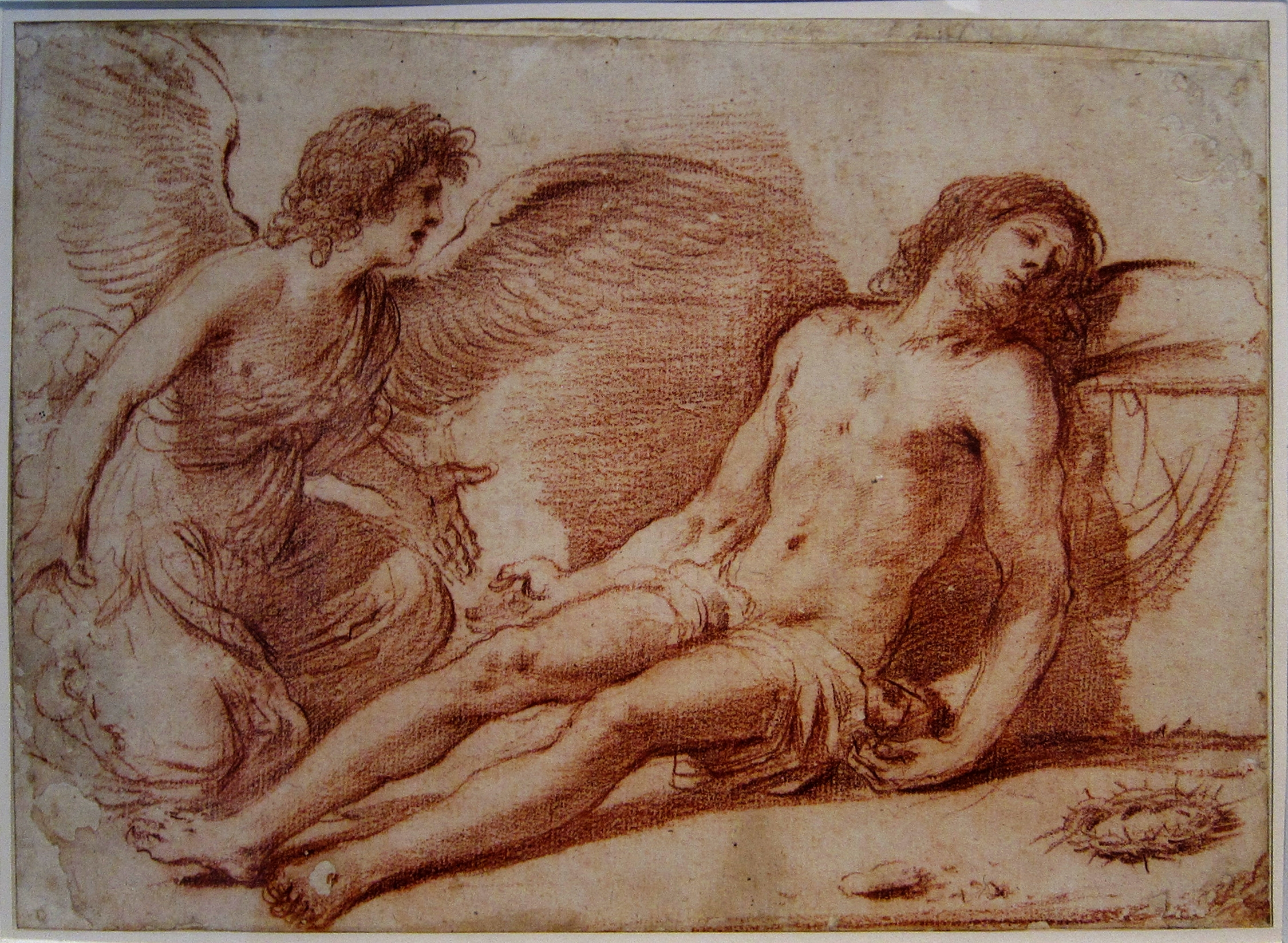
Giovanni Francesco Barbieri: Der tote Christus mit einem Engel
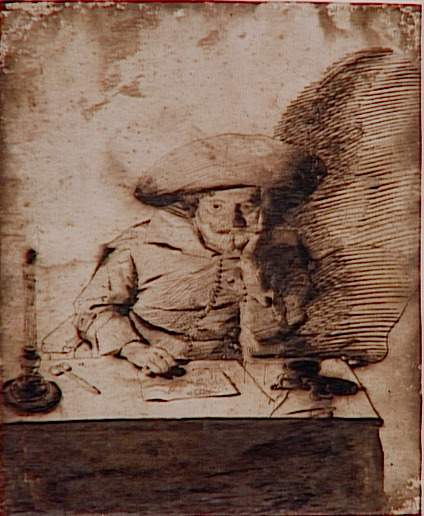
Gerrit van Honthorst: Selbstporträt
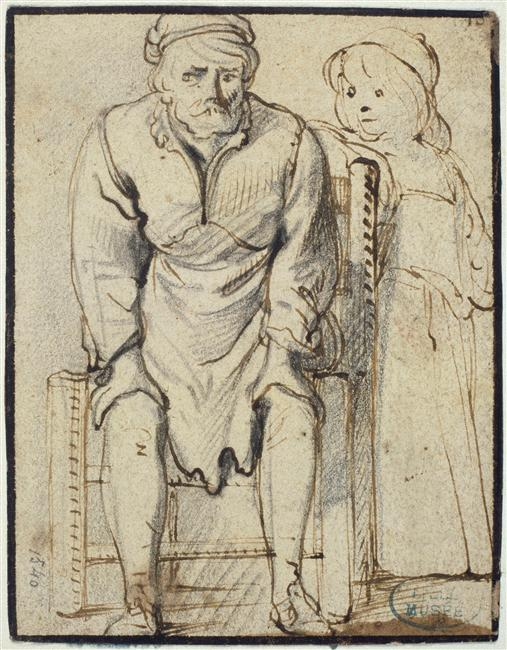
Peter Paul Rubens: Mann und Kind
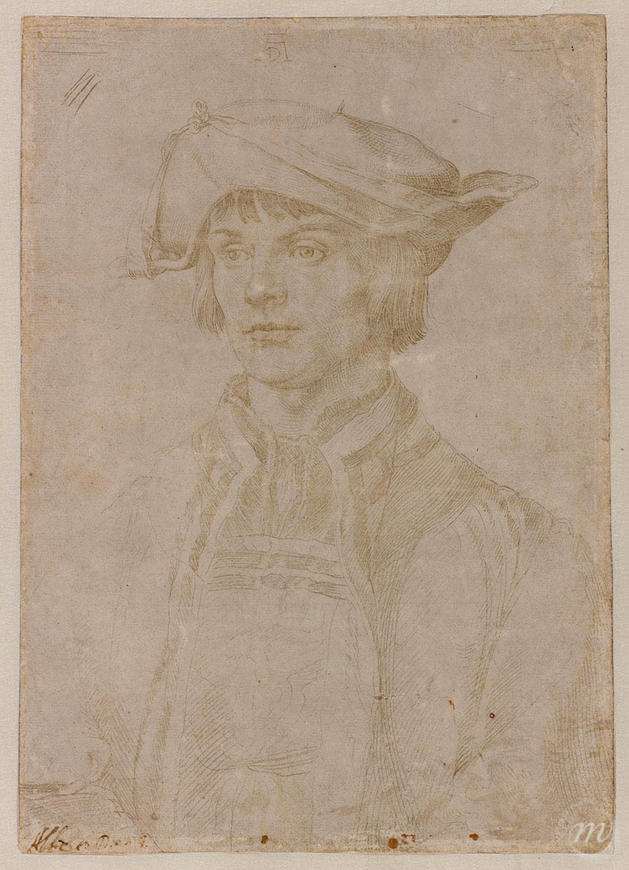
Albrecht Dürer: Bildnis des Lucas van Leyden
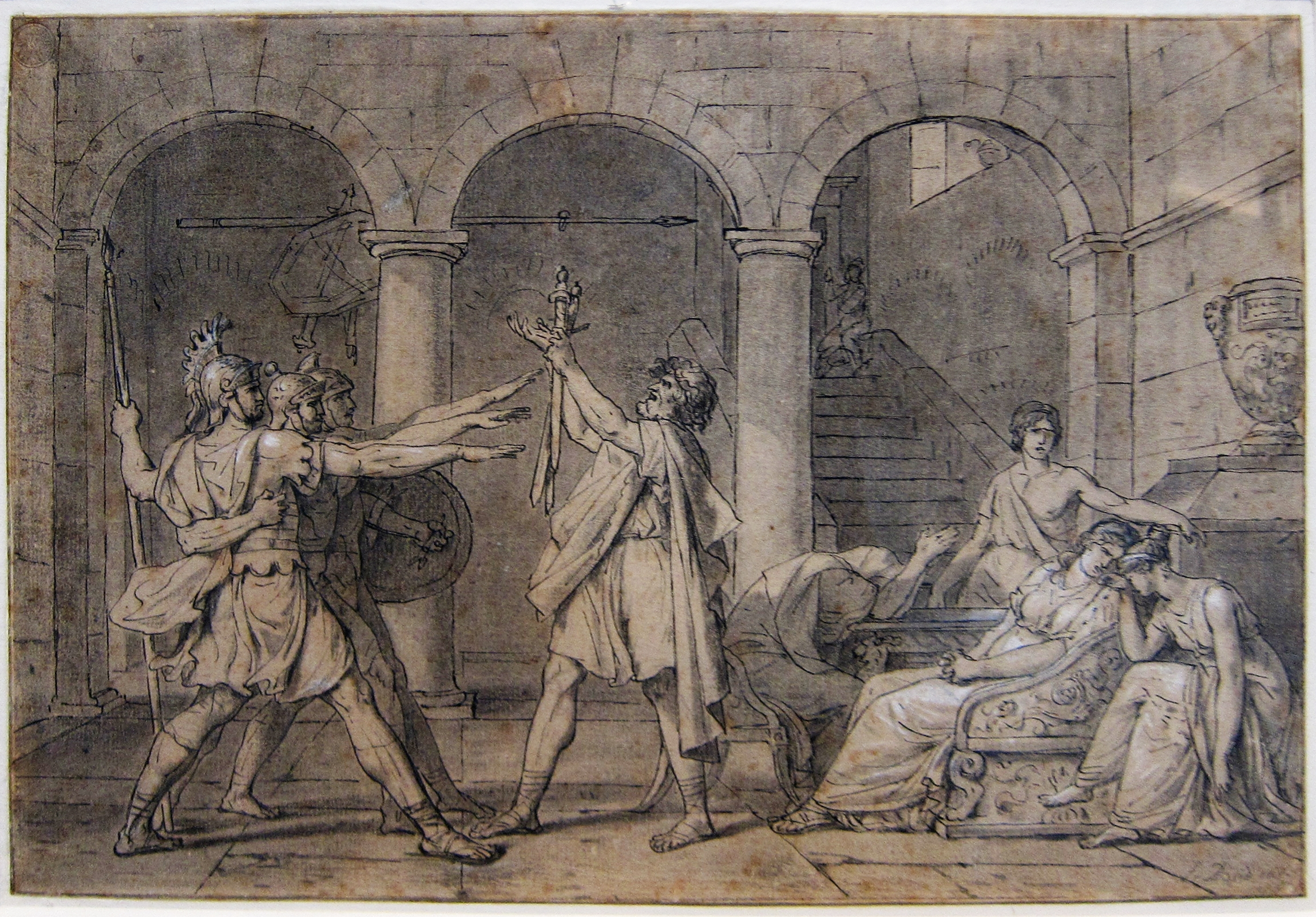
Jacques-Louis David: Der Schwur der Horatier
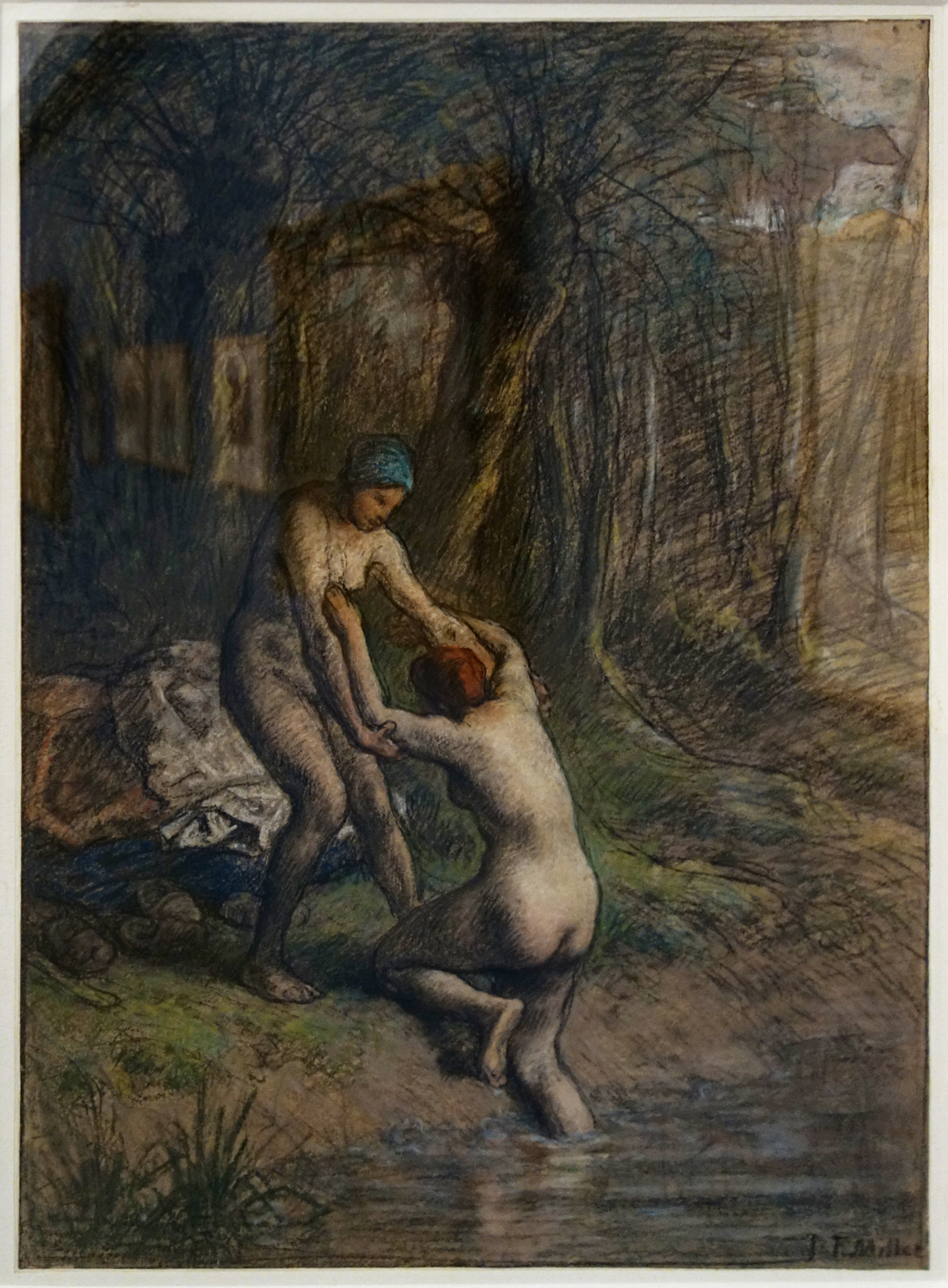
Jean-François Millet: Badende

### Sammlung europäischer Skulpturen
Zu den frühen Beispielen der skulpturalen Kunst im Museum gehören vor allem religiöse Objekte. So findet sich in der Sammlung eine byzantinische Elfenbeinschnitzerei vom Ende des 10. oder Anfang des 11. Jahrhunderts. Sie zeigt die reliefartige Darstellung des gekreuzigten Christus unter einem Baldachin mit der Jungfrau Maria und dem Apostel Johannes zu seinen Seiten. Aus dem 12. Jahrhundert gibt es ein spätromanisches Taufbecken aus der ehemaligen Kirche Notre-Dame de Cousolre mit Darstellung eines Löwen und dem heiligen Walbert und der heiligen Bertille. Um 1160–1165 entstanden ist ein Weihrauchgefäß aus Messing mit einem figurativen Aufsatz, der drei junge Hebräer zeigt, die sich weigern den König Nebukadnezar zu ehren. Aus dem zweiten Viertel des 14. Jahrhunderts stammt aus einer Pariser Werkstatt eine teilvergoldete Elfenbeinschnitzerei, die als Diptychon die wichtigsten Episoden im Leben Christi und der Jungfrau Maria zeigt. Ein Aquamanile aus Bronze in der Form eines Löwen stammt aus Nürnberg und wird auf die Zeit um 1400 datiert. Donatello ist der Schöpfer des um 1435 in Florenz entstandenen Marmorreliefs mit einer Szene aus dem Leben des Heiligen Johannes des Täufers. In der als Herodes Fest betitelten Arbeit ist zu sehen, wie Salome für die Gäste eines Banketts bei Herodes Antipas tanzt. In der Folge wird ihre Mutter Herodias den Kopf von Johannes der Täufer als Entlohnung fordern. Aus dem Raum Lüttich stammt die Marmorskulptur Jungfrau, das Jesuskind stillend. Sie wird dem Meister der Mosan-Madonnen zugeschrieben und auf 1330–1350 datiert. Einige Jahrzehnte später, um 1480–1490, ist das Altarbild des heiligen Georg entstanden, das aus der Alten Pfarrkirche Hl. Georg in Bruneck stammt. Die farbig gefasste Arbeit aus Kiefernholz zeigt als zentrale Figur den heiligen Georg mit dem Drachen, als Nebenfiguren werden der heilige Andreas und ein namentlich nicht bekannter weiterer Heiliger gezeigt. Die im 19. Jahrhundert angefügte Predella stammt aus dem 11. Jahrhundert und zeigt Christus in der Mitte und seitlich die gemalten Porträts von Kaiser Heinrich II. und seiner Frau Kunigunde. Um 1520 schuf der Meister von Elsloo die Eichenholzfigur Der Henker von Heinsberg. Die Figur stammt vermutlich aus der Stiftskirche St. Gangolf in Heinsberg und war Teil einer Kreuzigungsgruppe. Zwei Steinfiguren aus dem 16. Jahrhundert sind im Museum als Les Belles du Nord (Die Schönen des Nordens) bekannt und stellen die heilige Agnes und Maria Magdalena dar. Die Skulpturen wurden erst 2013 bei Ausgrabungen im 30 Kilometer von Lille entfernten Ort Orchies entdeckt. Weiterhin gibt es in der Sammlung die Büste des Antoine-Louis Lefebvre de Caumartin von Jean-Antoine Houdon, die bereits im Stil des Klassizismus gehalten ist.

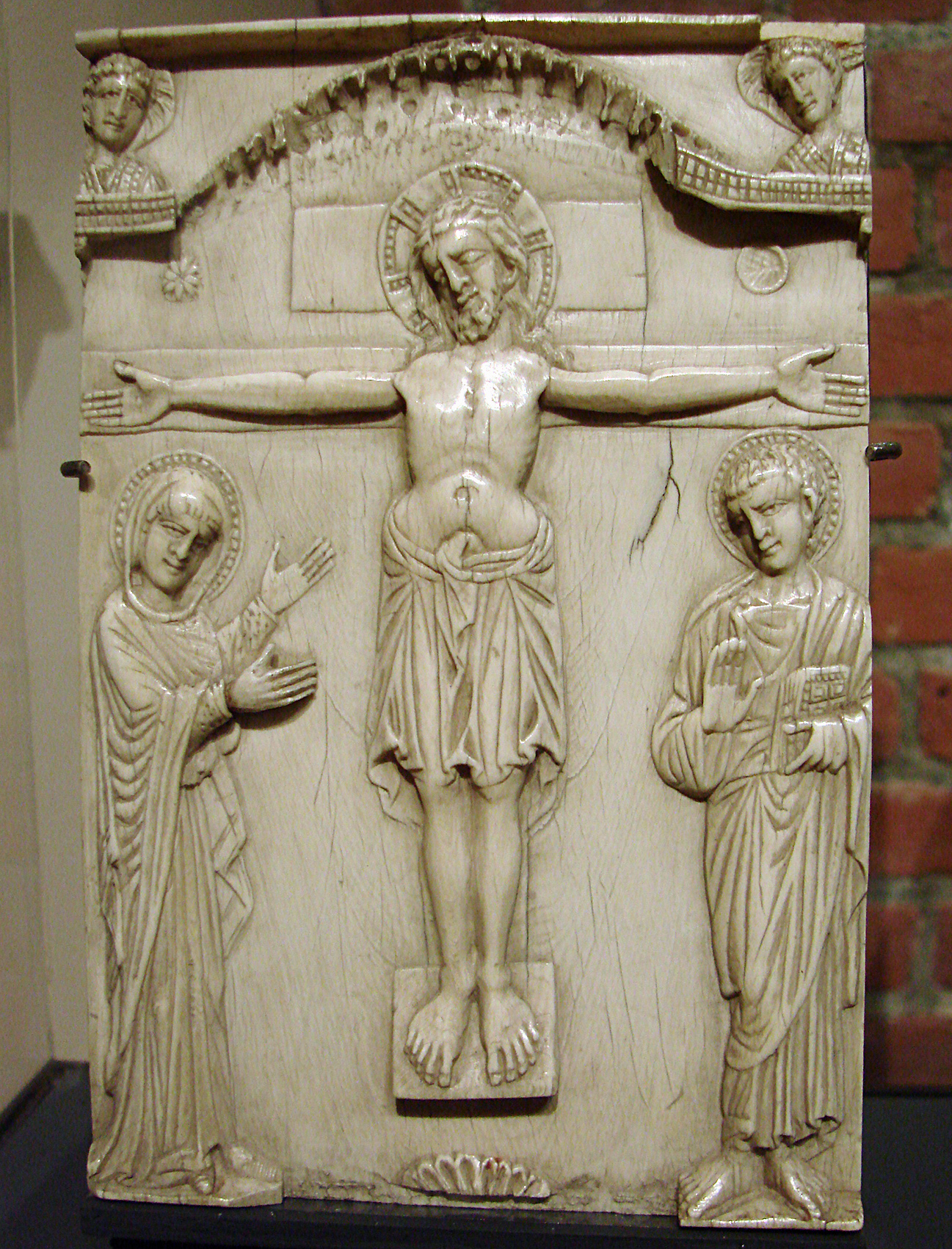
Byzantinisch um 1100: Christus, die Jungfrau Maria und der Apostel Johannes unter einem Baldachin
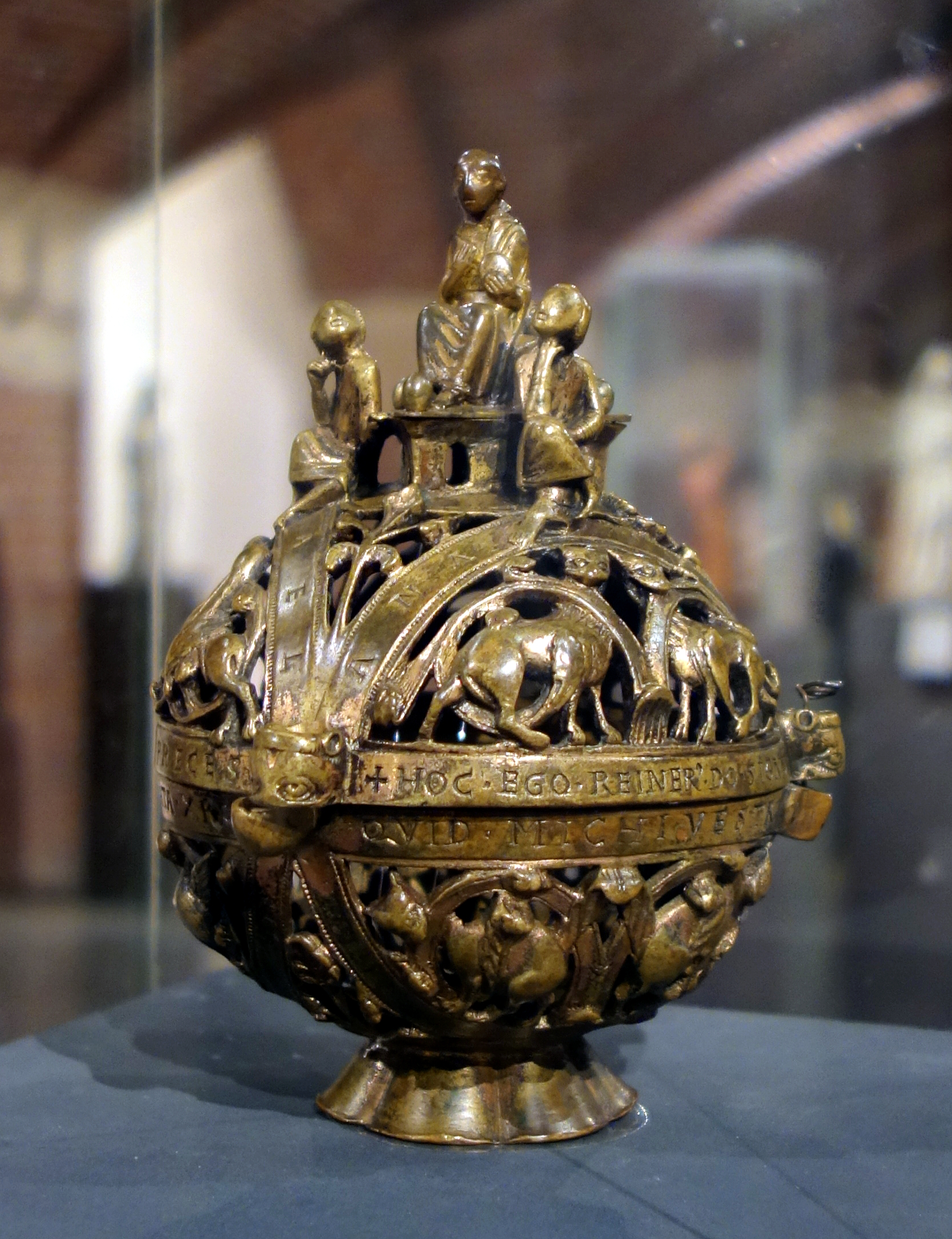
Um 1160–1165: Aquamanile in Löwenform
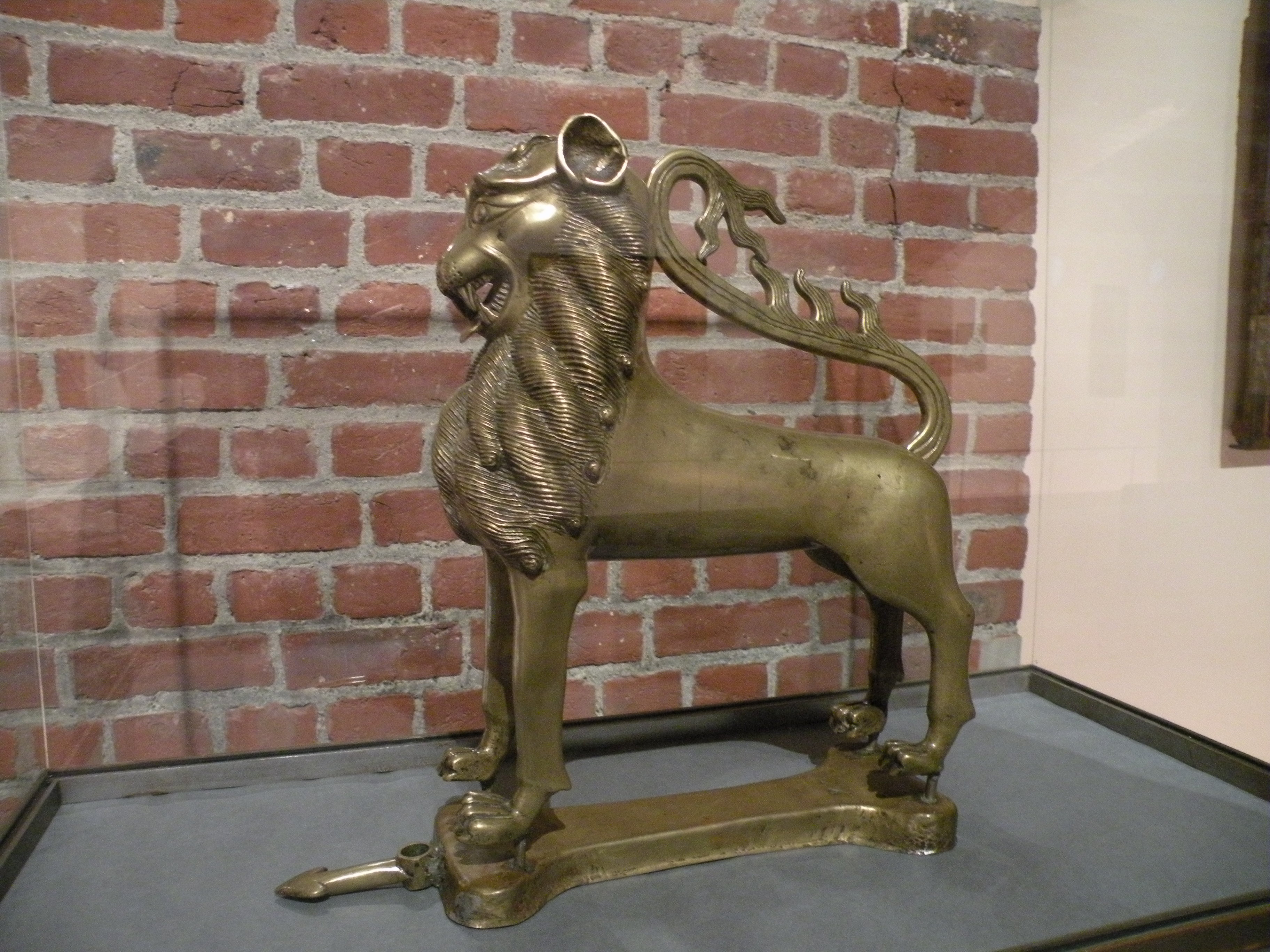
Nürnberg um 1400: Wasserspeier aus der Église des Cordeliers im Kreuzgang des Museums.
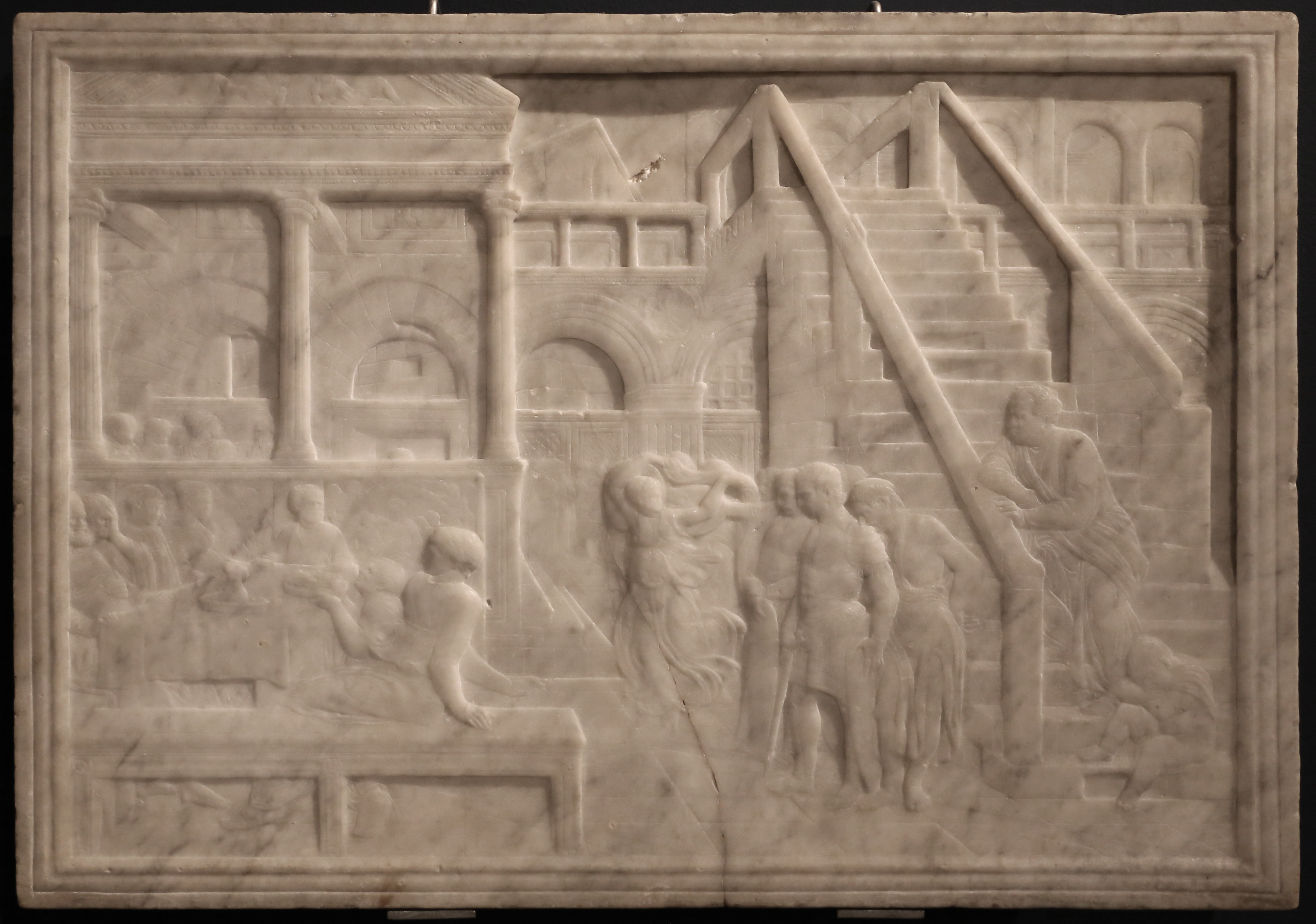
Donatello: Herodes Fest
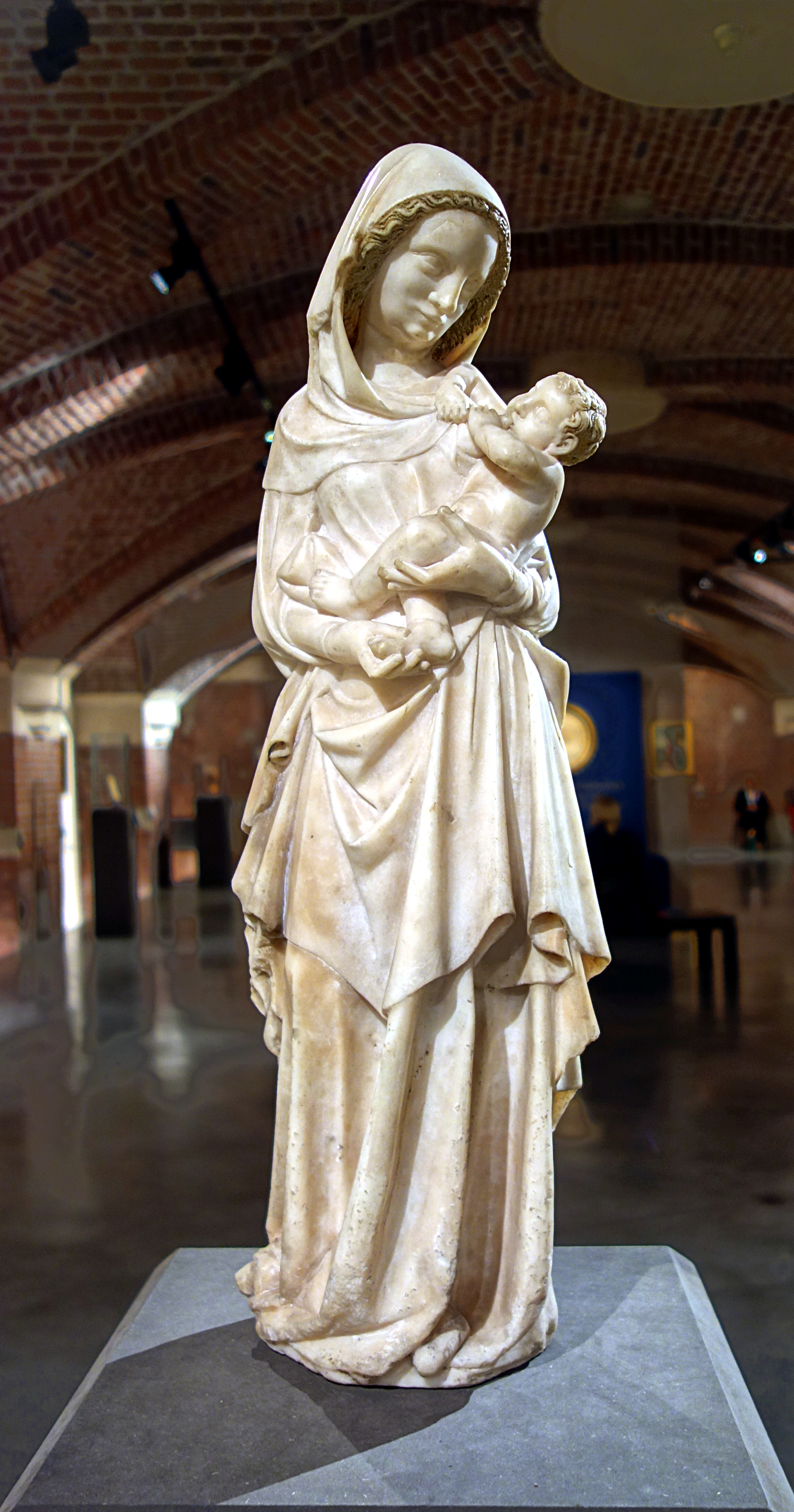
Meister der Mosan-Madonnen: Jungfrau, das Jesuskind stillend
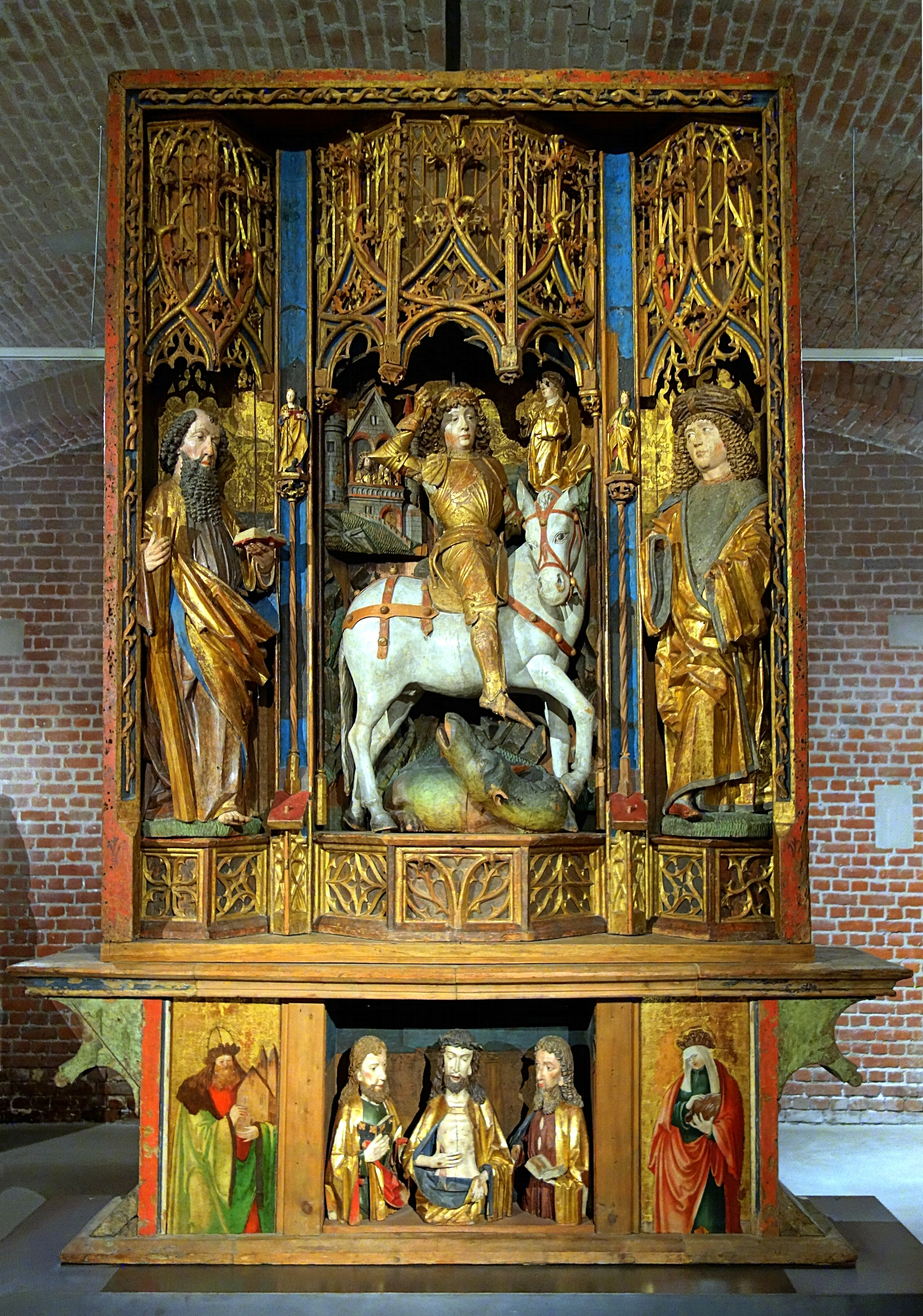
Bruneck um 1480–1490: Altarbild des heiligen Georg
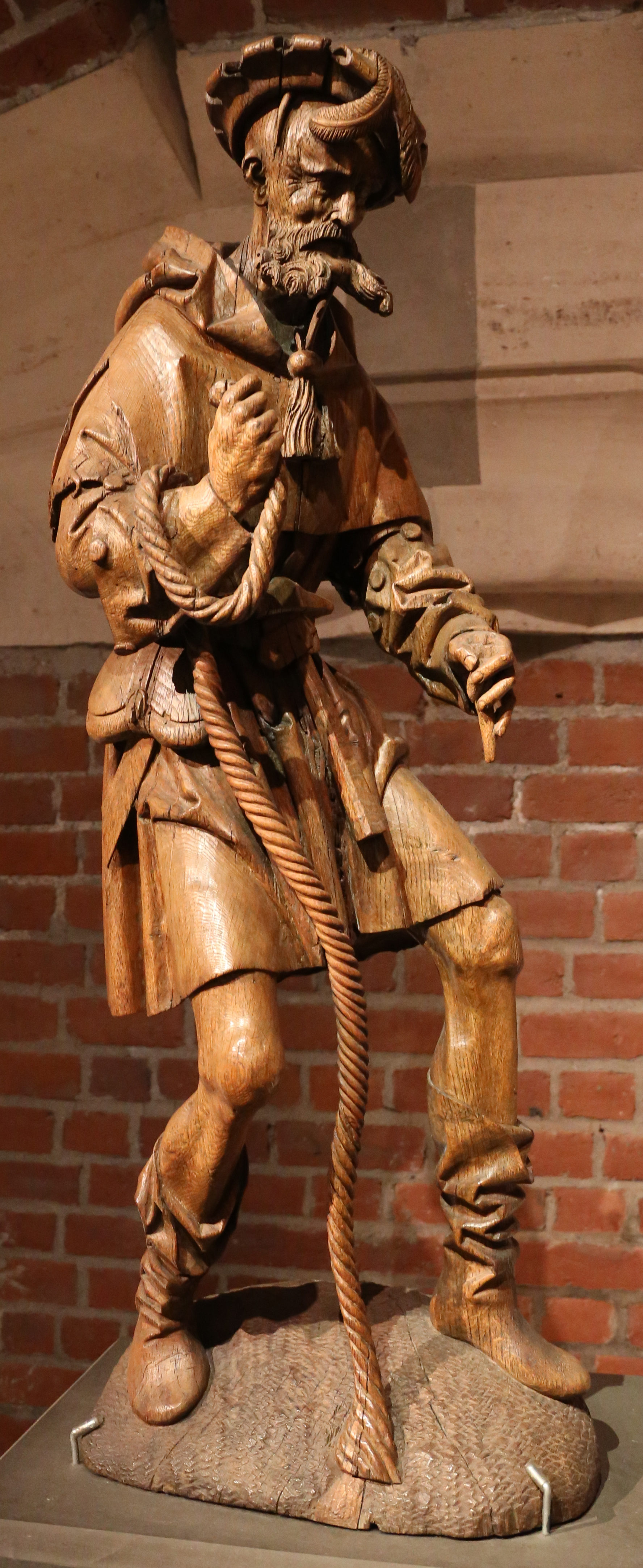
Meister von Elsloo: Der Henker von Heinsberg
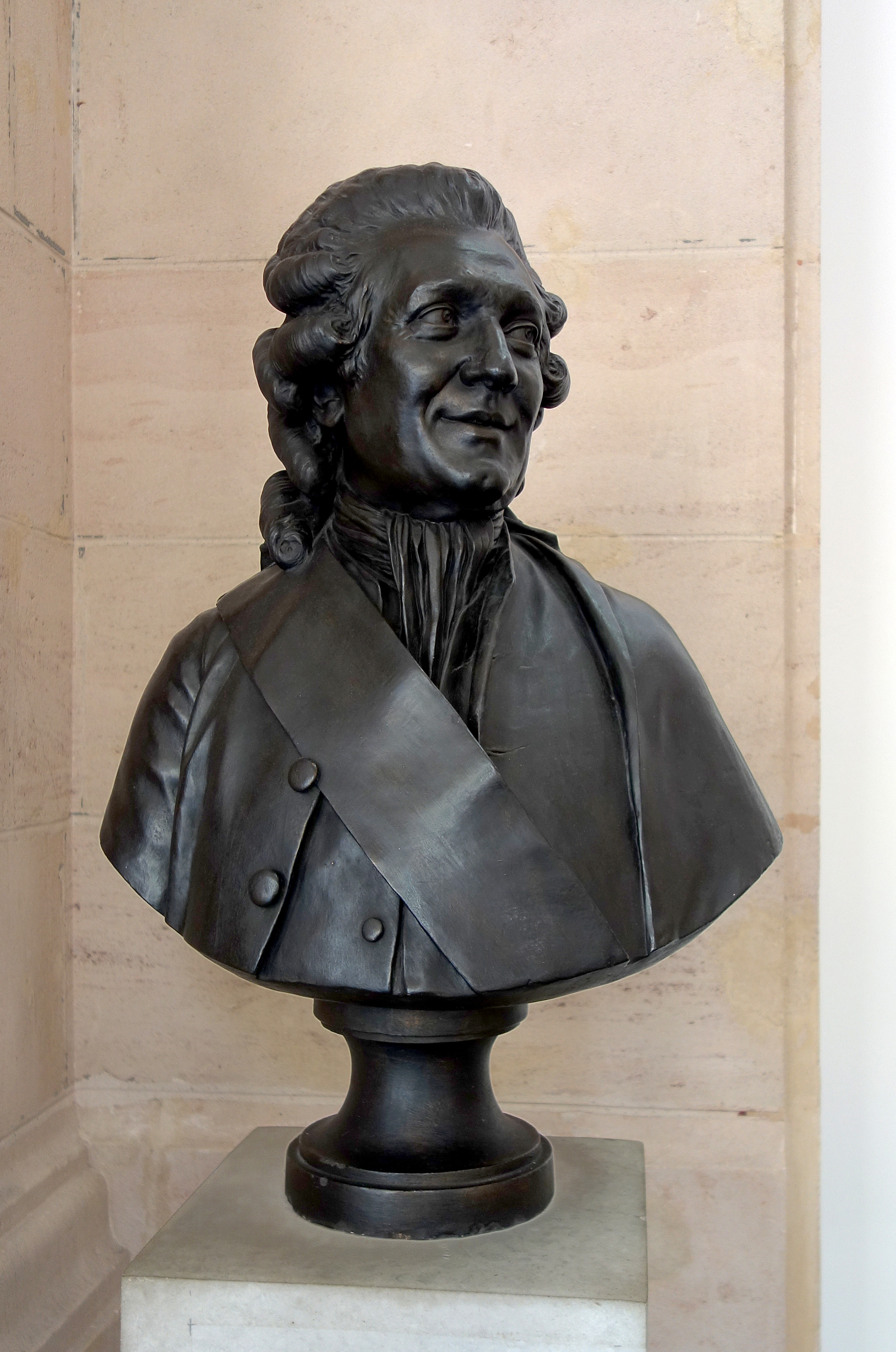
Jean-Antoine Houdon: Büste des Antoine-Louis Lefebvre de Caumartin

Ebenfalls dem Klassizismus zugerechnet wird die aus dem Revolutionsjahr 1789 stammende Gipsbüste mit dem Porträt von Charles De Wailly von Augustin Pajou. Eine Hinwendung zur Antike findet sich bei vielen Bildhauern in der ersten Hälfte des 19. Jahrhunderts auch bei der Themenwahl. So gibt es in der Sammlung von Denis Foyatier eine Bronzeskulptur des Spartacus und eine Gipsfigur des Politikers Lucius Quinctius Cincinnatus. Im Stil daran anknüpfend erscheint die 1854 geschaffene Skulptur des Napoleon Bonaparte von Henri Lemaire. Seine überlebensgroße teilvergoldete Bronze Napoleon I. als Beschützer der Industrie wendet sich jedoch inhaltlich der Gegenwart zu. Als Zeugnis einer Künstlerfreundschaft kann das von Jean-Baptiste Carpeaux 1867 als Bronzemedaillon ausgeführte Porträt des Malers und Museumskurators Édouard Reynart gelten. Von Frédéric-Auguste Bartholdi gibt es ein 1875 geschaffenes Gipsmodell vom Denkmal des Löwen von Belfort. Heroisch erscheint zudem die 1894 als Bronze ausgeführte Reiterfigur Der Reisende von Ernest Meissonier. Weitere Arbeiten des ausgehenden 19. Jahrhunderts sind eine Kniende Maria Magdalena aus Mahagoni von Georges Lacombe, die glasierte Terrakotta-Maske Kopf einer lachenden Frau von Antoine Bourdelle und die Kopffiguren Louise  de Massary und Gigante von Camille Claudel. Von Auguste Rodin besitzt das Museum eine Reihe von Skulpturen, darunter Figuren aus der Gruppe der Bürger von Calais in Bronze, aber auch verschiedene Marmorarbeiten wie etwa Der gefallene Engel. Zu den Beispielen der Kunst des 20. Jahrhunderts gehört eine 1909 geschaffene Bronze Penelope von Antoine Bourdelle, mit der er eine Figur aus Homers Odyssee porträtierte. Aus dem Jahr 1948 stammt die kubistische Figurengruppe Menschlicher Wald von Ossip Zadkine.

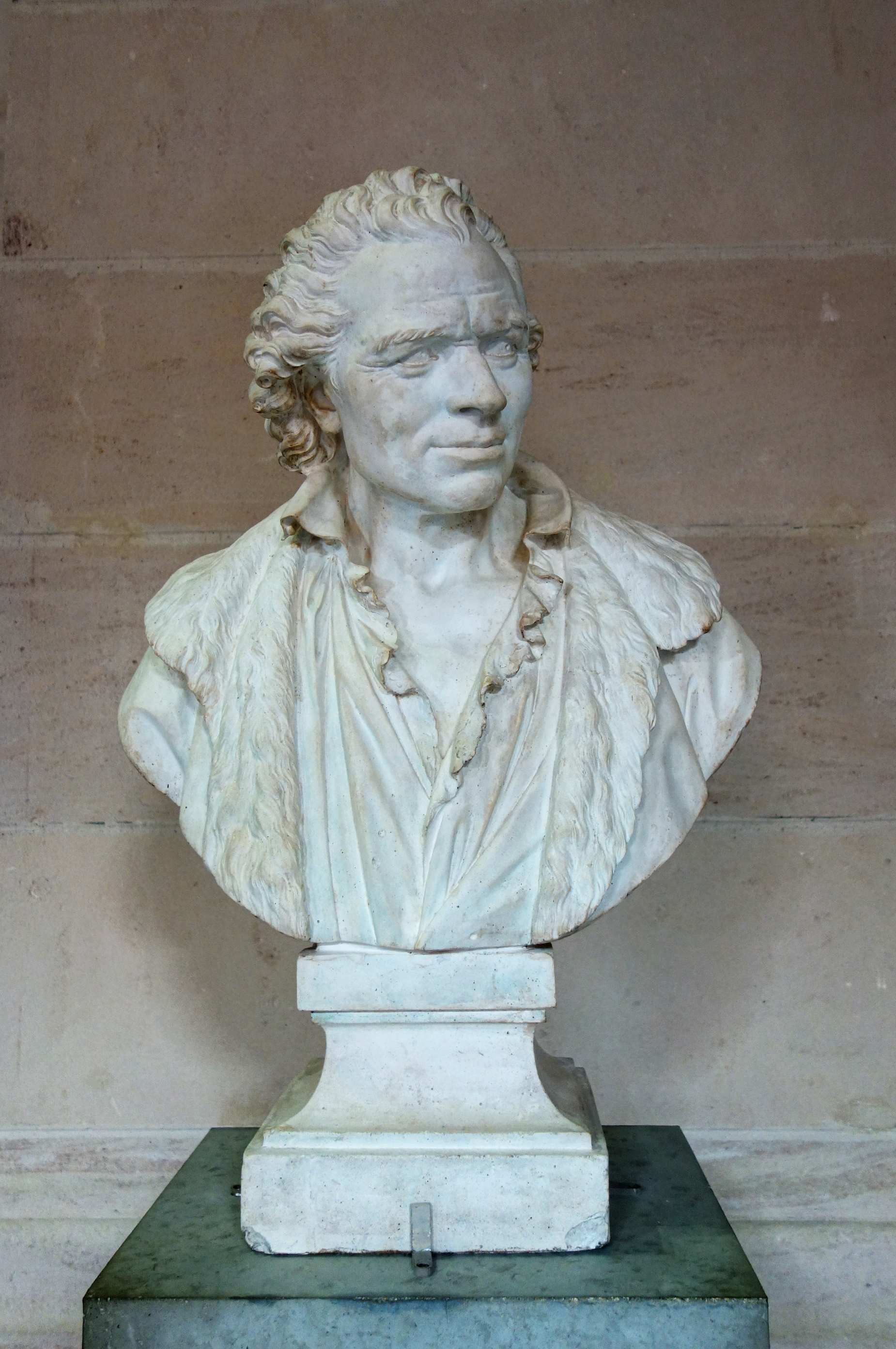
Augustin Pajou: Büste des Charles de Wailly
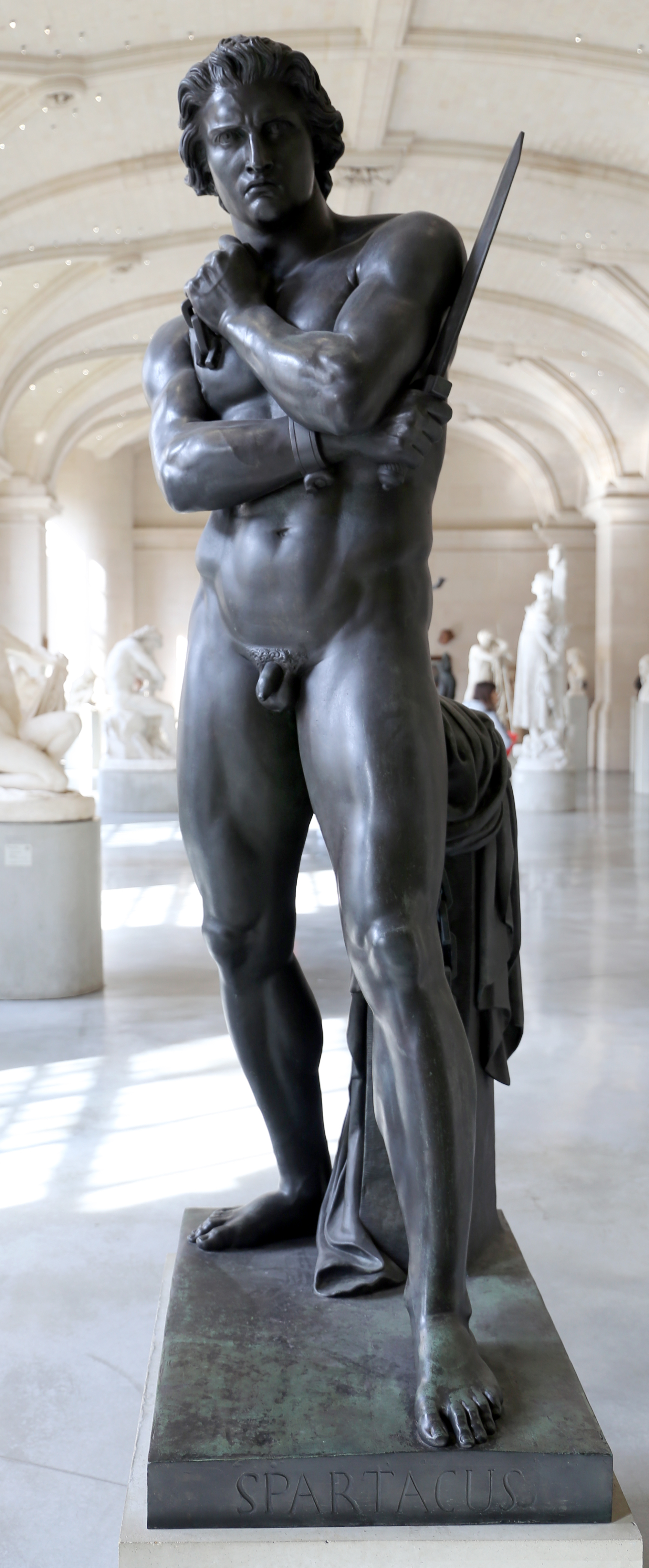
Denis Foyatier: Spartacus
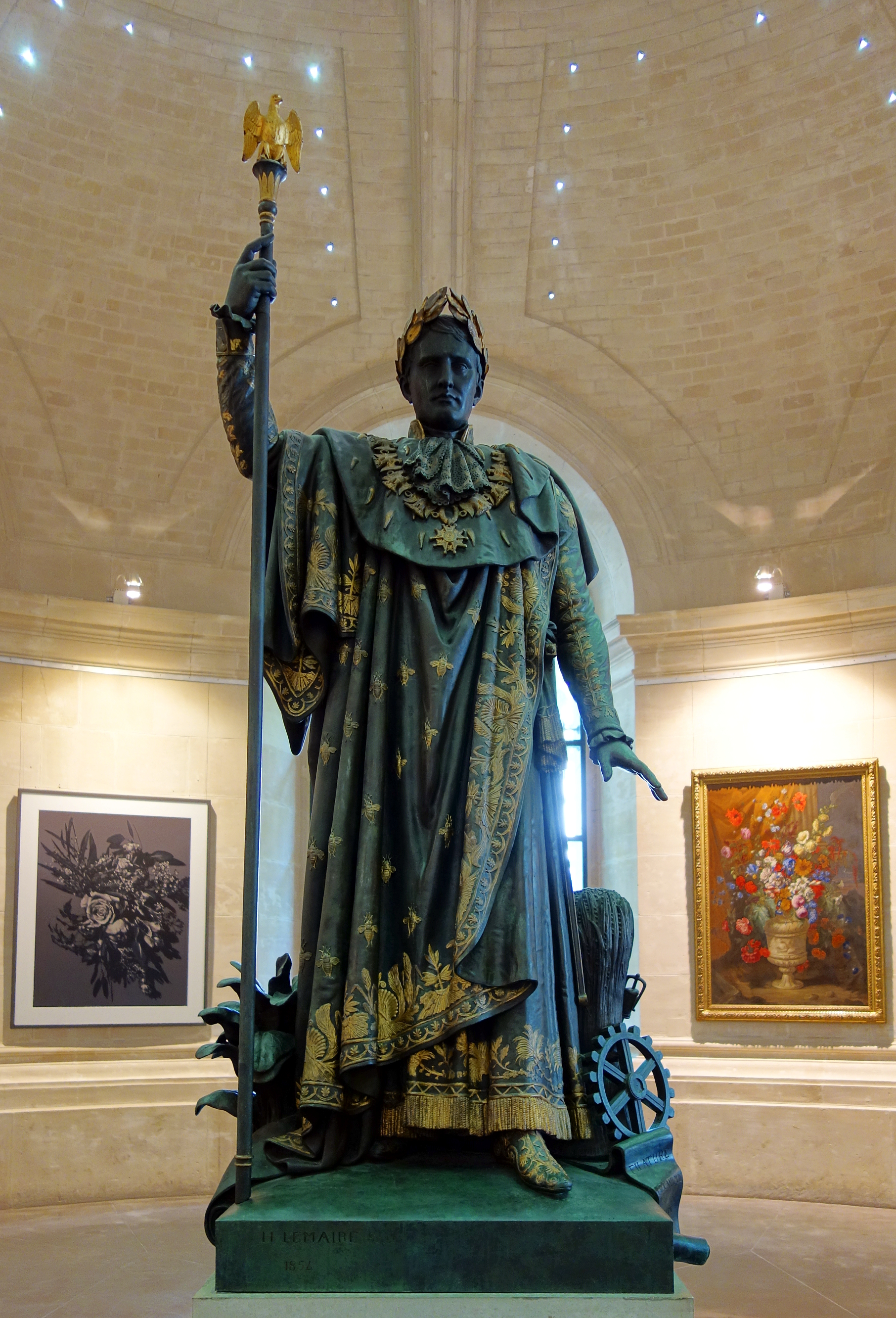
Henri Lemaire: Napoleon I. als Beschützer der Industrie
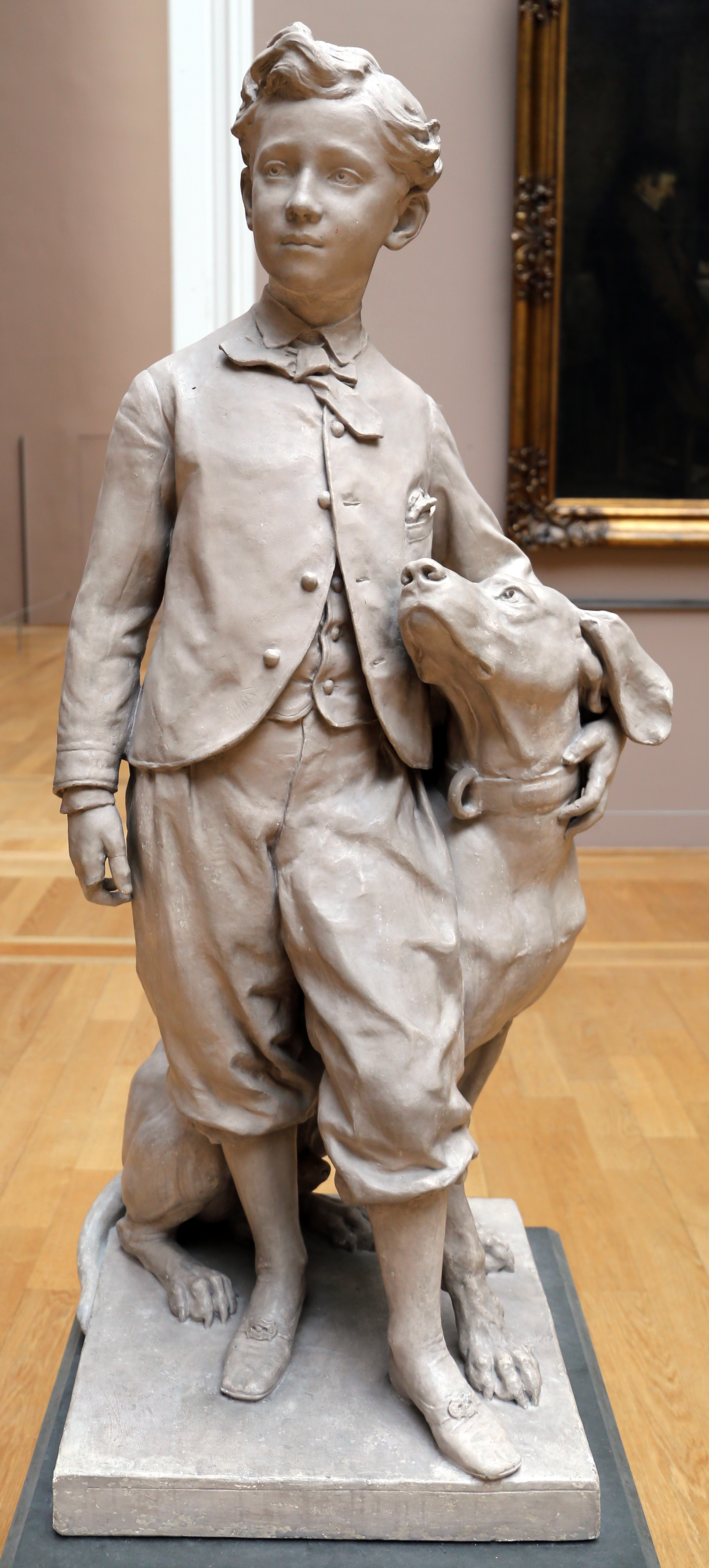
Jean-Baptiste Carpeaux Der kaiserliche Prinz und sein Hund Nero
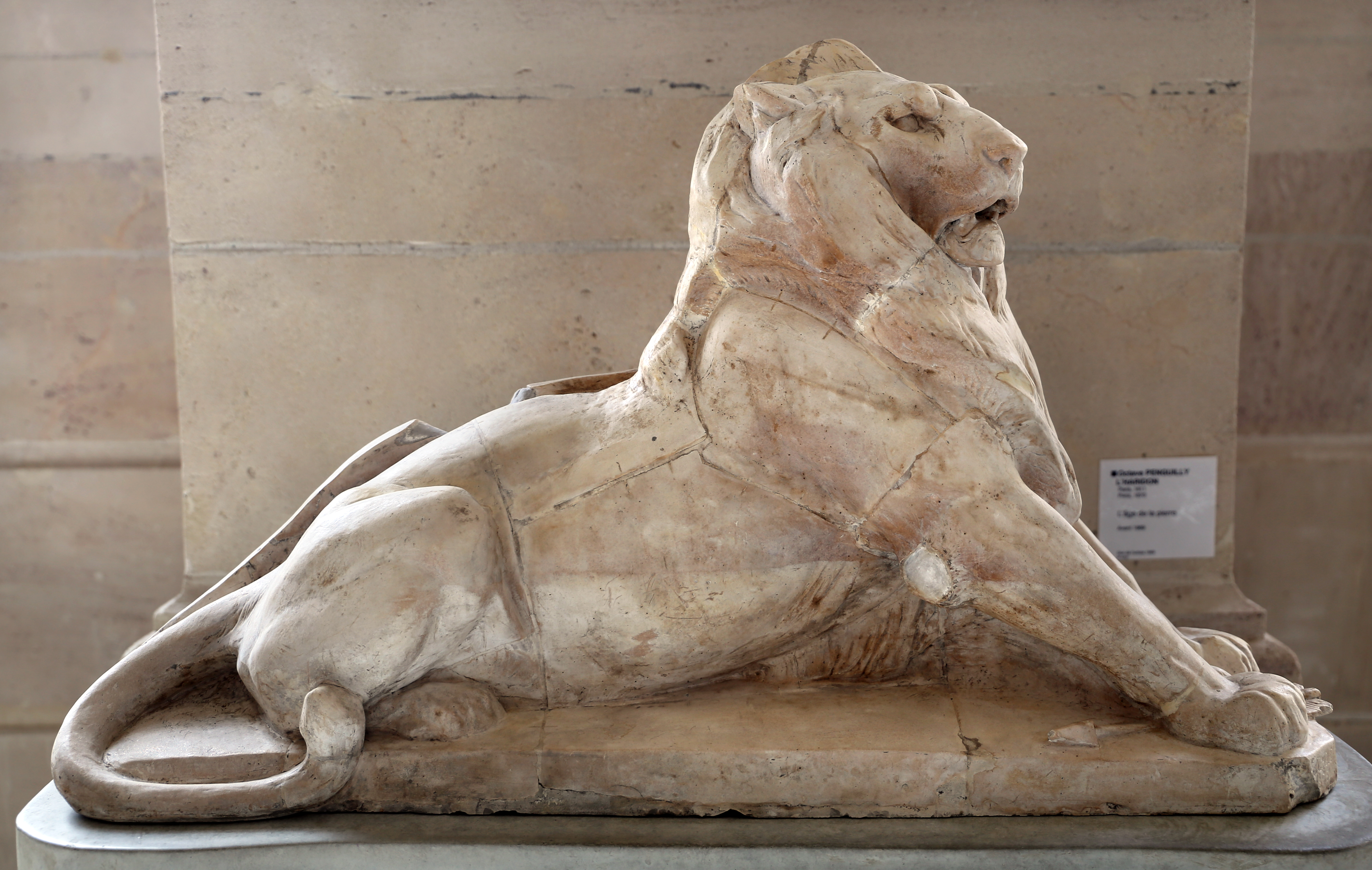
Auguste Bartholdi: Der Löwe von Belfort
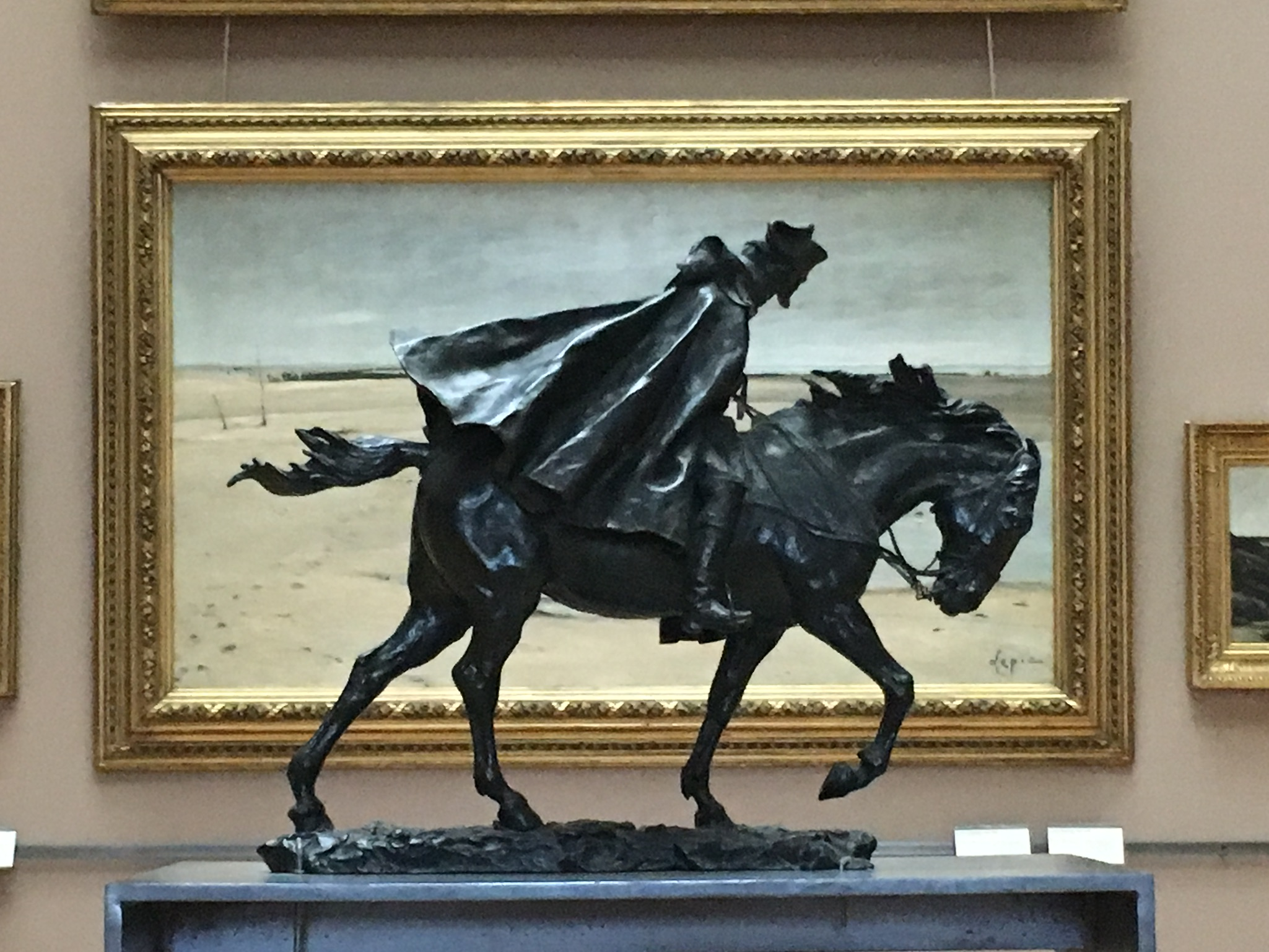
Jean-Louis Ernest Meissonier: Der Reisende
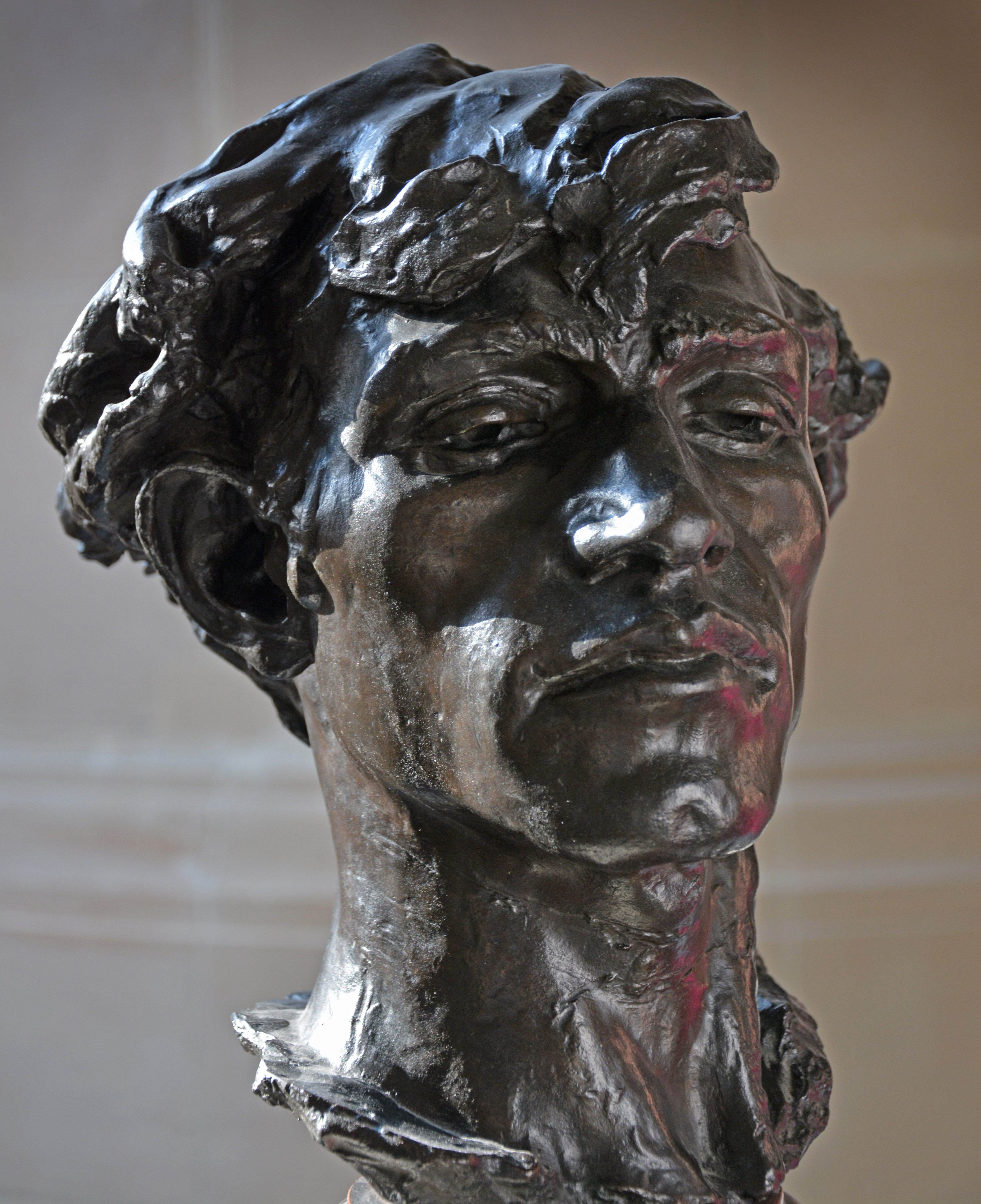
Camille Claudel: Gigante
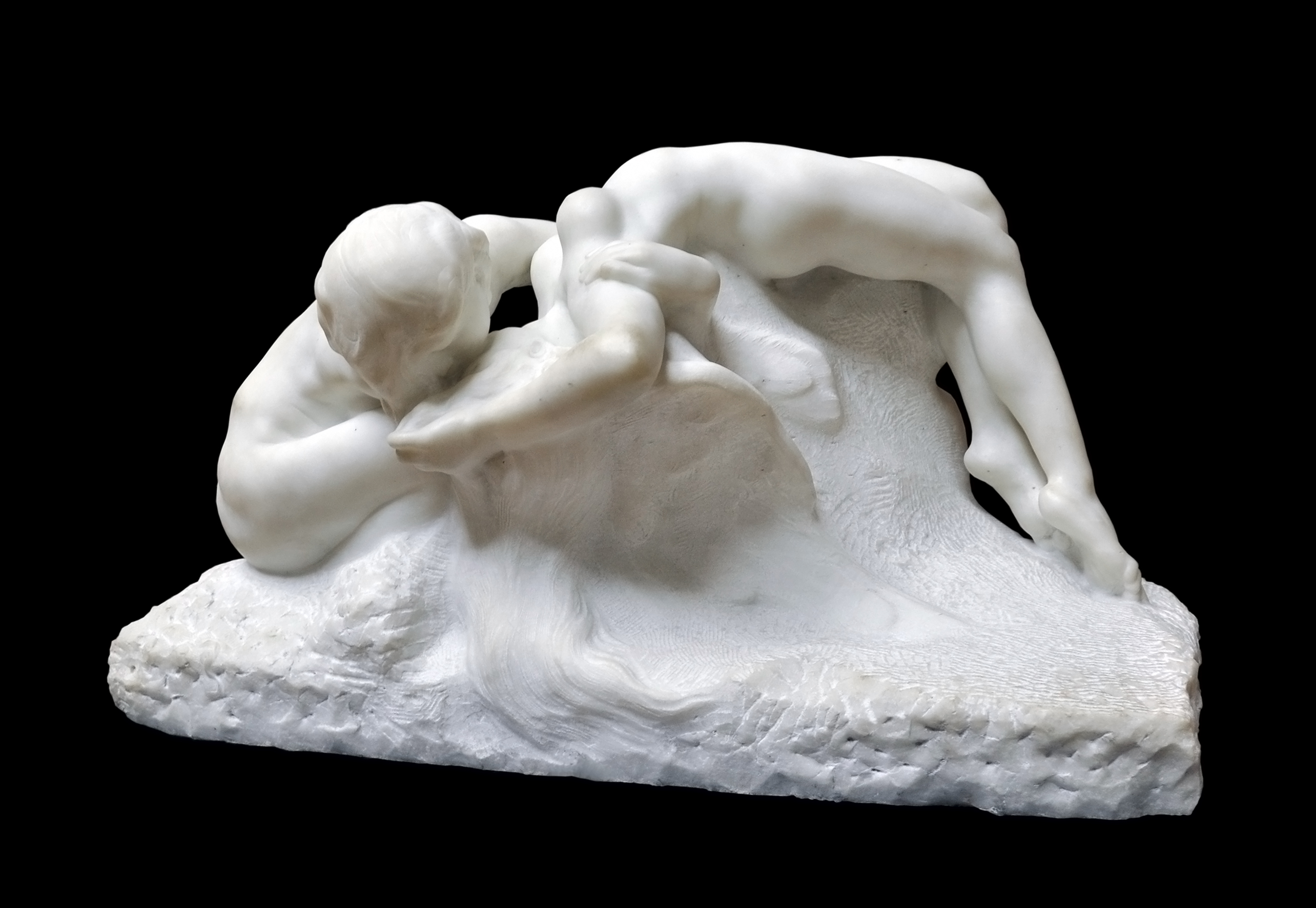
Auguste Rodin: Der gefallene Engel

### Keramiken und weiteres Kunstgewerbe
Die Keramiksammlung des Palais des Beaux-Arts geht auf Jules Houdoy zurück, der bereits 1869 ein erstes Keramikmuseum in Lille begründet hatte. Zusammen mit weiteren Stiftungen umfasst diese Sammlung im Museum heute mehr als 2500 Objekte. Zu den Exponaten gehören beispielsweise ein um 1550 im italienischen Faenza entstandenes Fayence-Apothekengefäß mit einer Darstellung des Apollon, ein ebenfalls im 16. Jahrhundert gefertigter Bartmannskrug aus Frechen und ein in dieser Zeit in Pays d’Auge geschaffener Dachaufsatz aus glasierter Keramik mit reichem Dekorationsschmuck in Form einer Blumenvase und eines Vogels. Weiterhin gibt es in der Sammlung verschiedene Stücke aus Limoges-Email aus dem 16. Jahrhundert. So zeigen zwei Teller Szenen mit dem alttestamentarischen Josef, eine andere Email-Tafel stellt bildnerisch das Urteil des Paris dar. Aus dem 17. Jahrhundert befindet sich sowohl Chinesisches Porzellan als auch nach chinesischen Motiven gefertigte Delfter Keramiken in der Sammlung. Zu den schmuckreichen Objekten gehört ein um 1660–1670 in Moustiers aus Fayence gefertigter dekorativer Wandbrunnen. Aus Rotterdam kommt eine Gruppe von Bildern auf Keramikfliesen, die nach Entwürfen von Cornelis Boumeester entstanden. Aus der Zeit um 1720–1760 stammen zwei Tulpenvasen aus Delft mit Griffen in Entenform und Verzierungen mit Vögeln und farbigen Blüten. Eine im 18. Jahrhundert gefertigte Fayence-Zuckerdose aus der Manufaktur in Sinceny ist in Pagodenform gestaltet und zeigt ebenso wie ein aus Lille stammender Uhrenhalter deutlich den anhaltenden Einfluss einer Chinamode in Europa. Beispiele für die spätbarocke Keramik in Frankreich sind ein blumenverzierter Teller aus Straßburg, Teller mit Spielkartenmotiven sowie ein helmförmiger Krug aus Lille. Aus Brüssel stammt eine aus glasiertem Steingut geschaffene Büste der Ceres mit einer Krone aus Weizen.

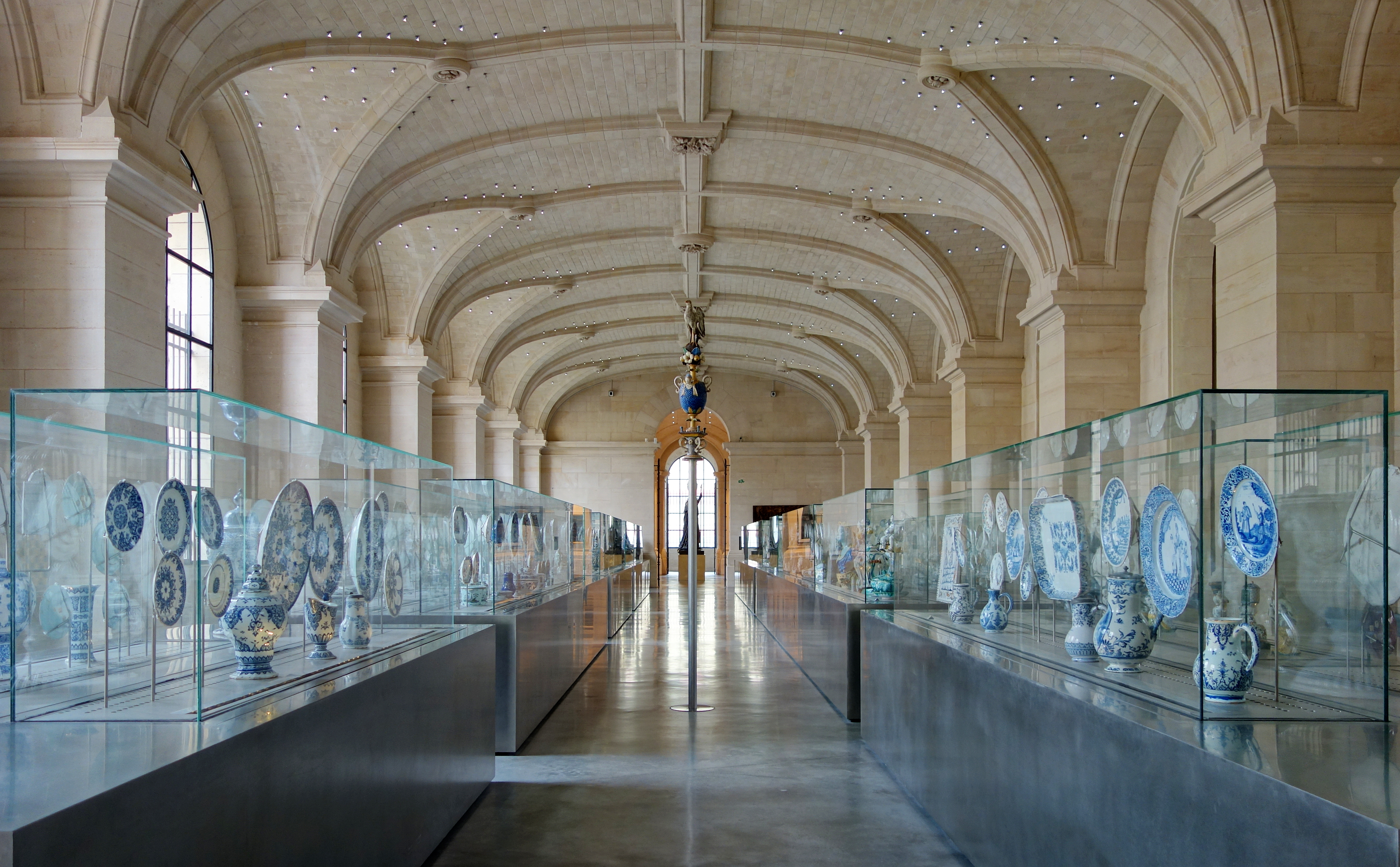
Galerie ceramique: Ausstellung mit Porzellanen und weiterer Keramik
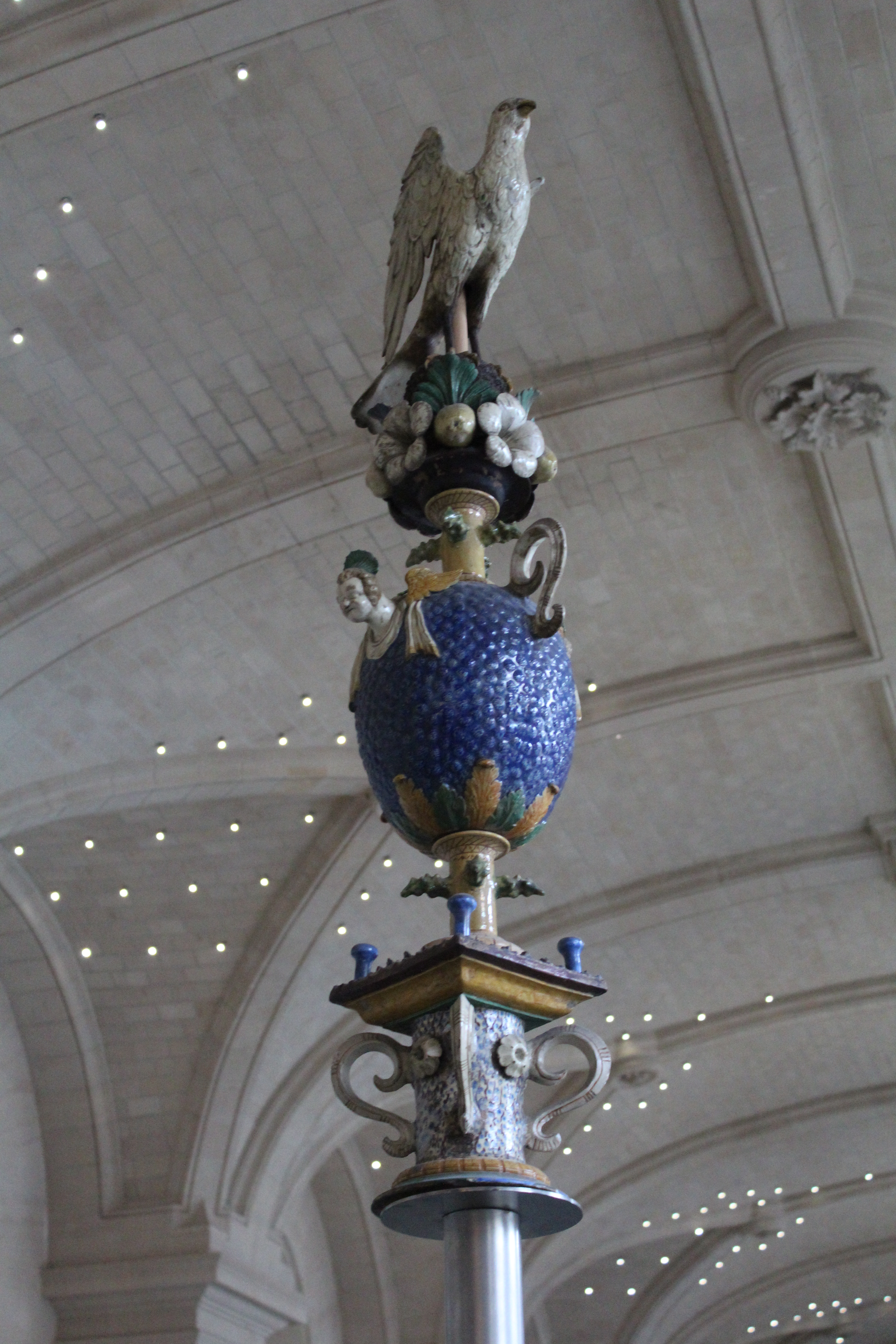
Keramik Dachaufsatz aus Pays d’Auge
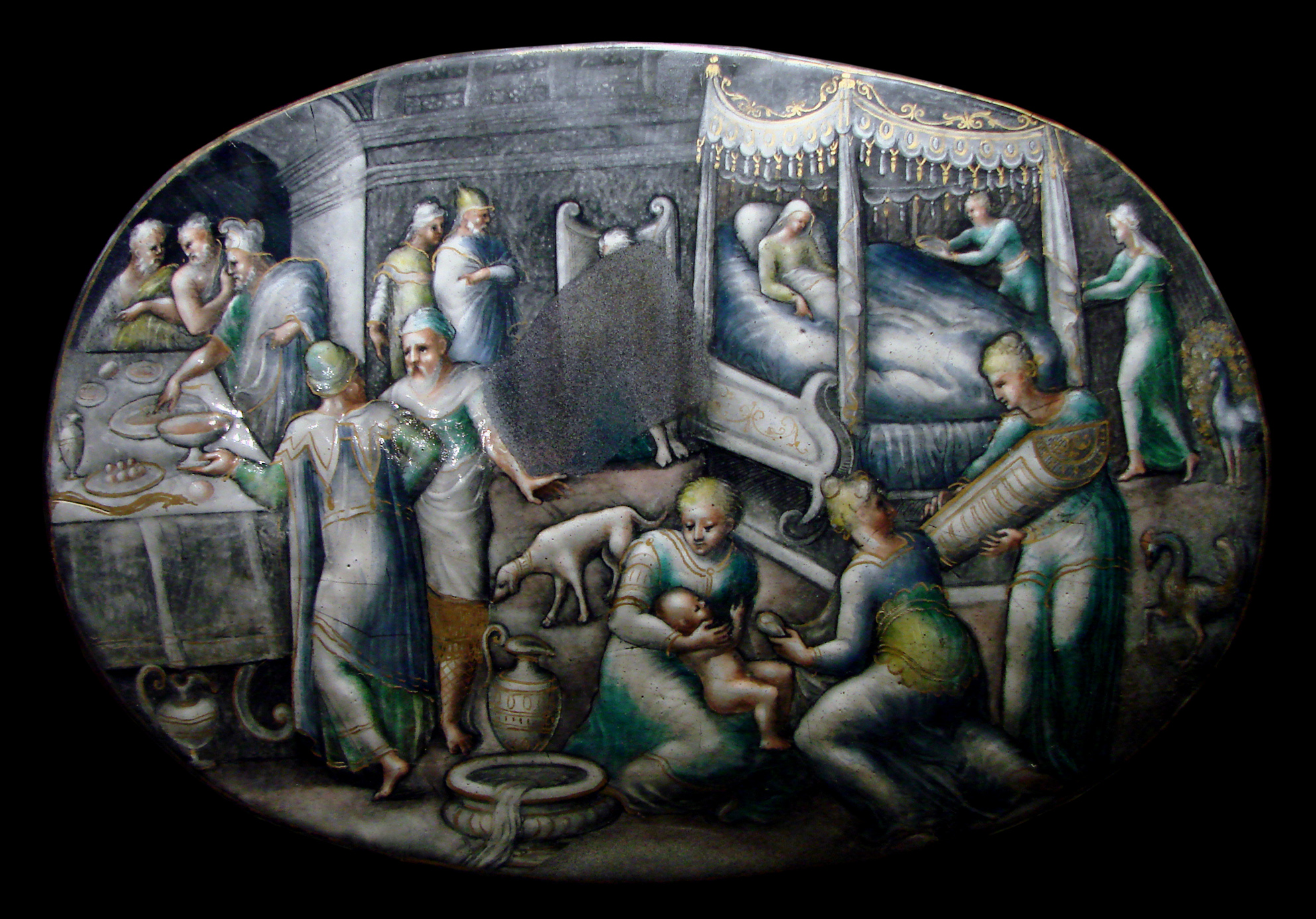
Limoges-Email: Geburtsszene
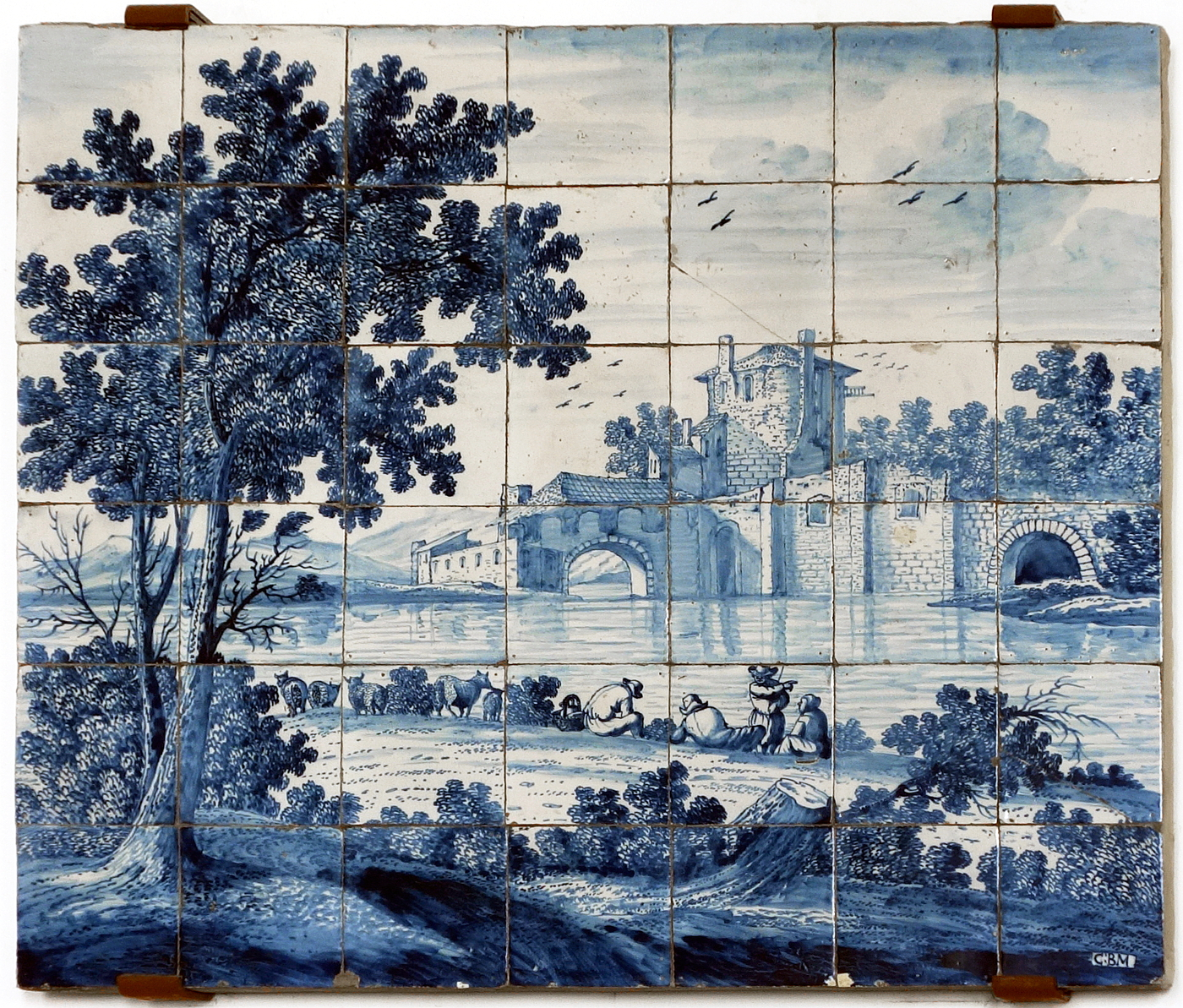
Kachelbild mit Flusslandschaft nach Cornelis Boumeester
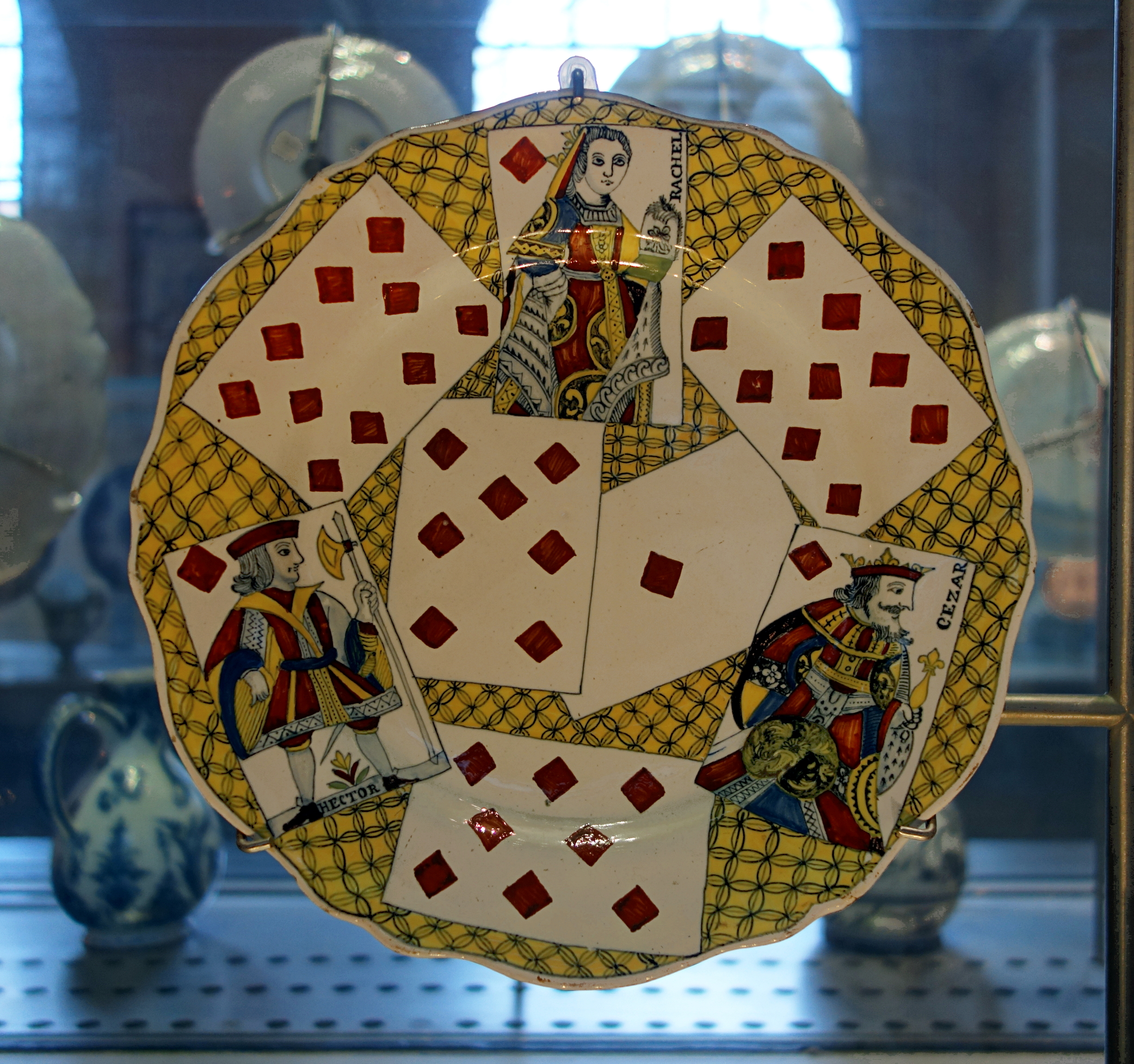
Keramik aus Lille: Teller mit Spielkartenmotiven
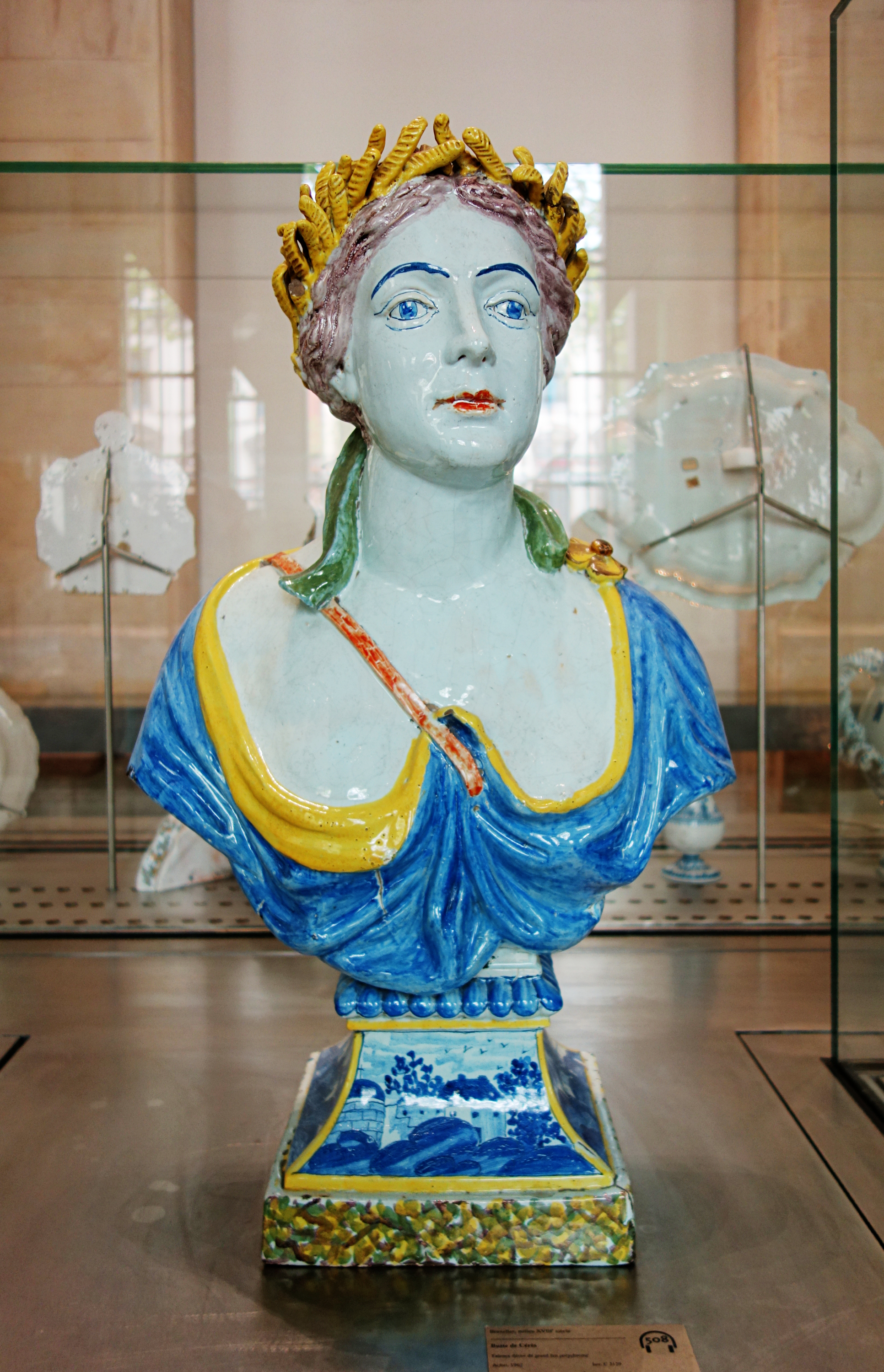
Keramik aus Brüssel: Büste der Ceres
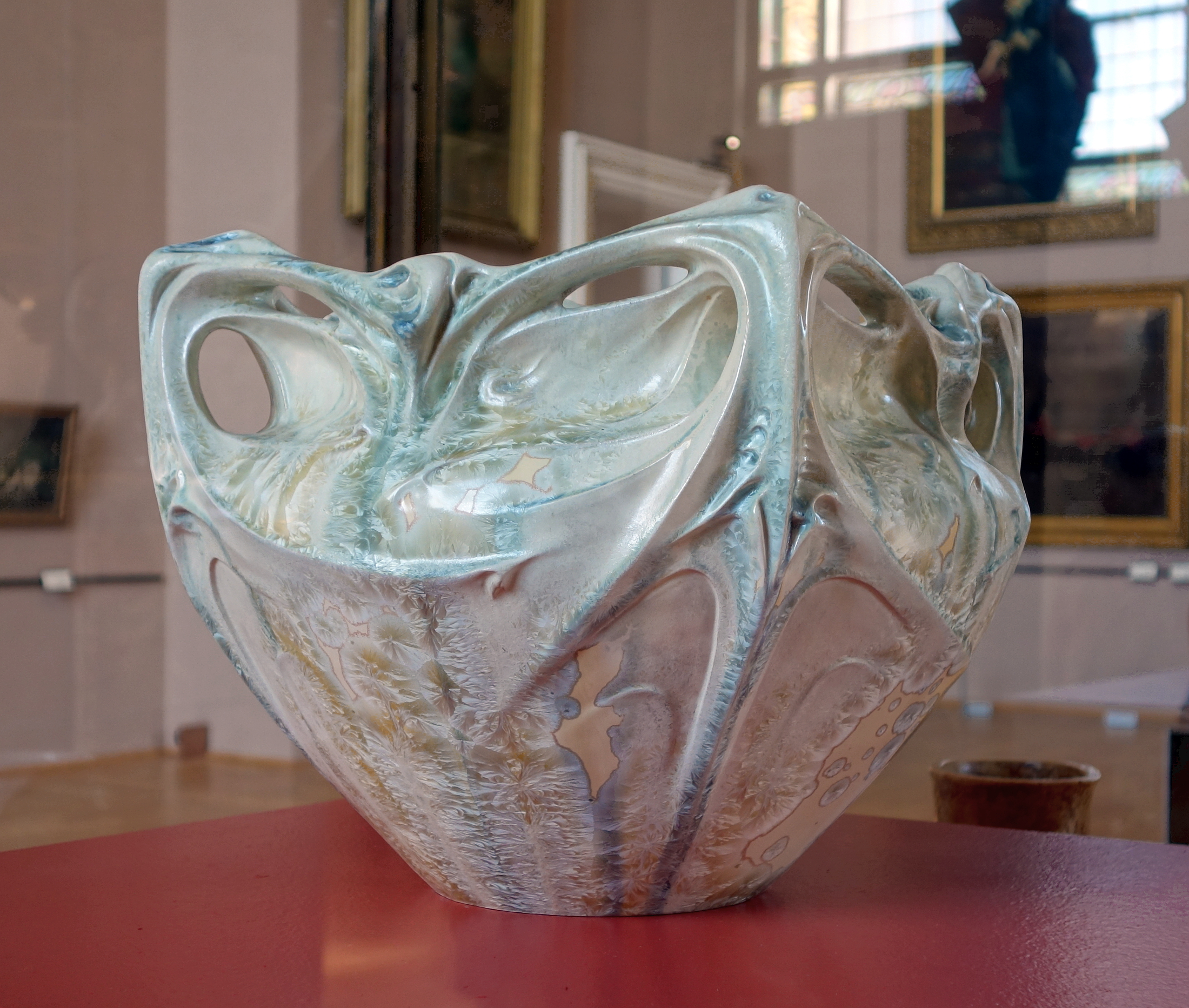
Hector Guimard: Chalmont-Vase
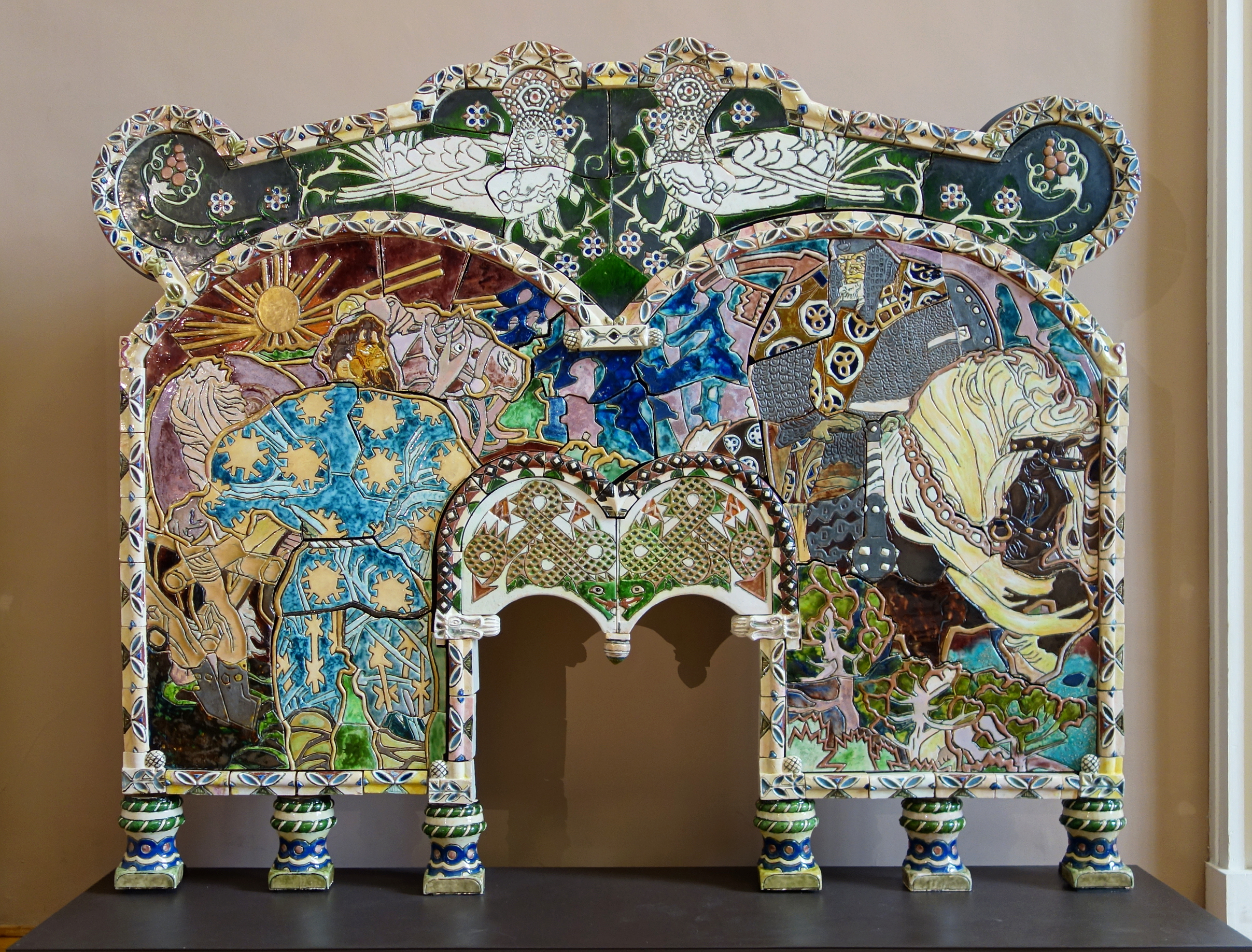
Michail Wrubel: Legende von Mikula und Wolga

Neueren Datums sind einige Objekte aus der Zeit des Fin de Siècle. Hierzu gehört unter anderen eine um 1900 geschaffene Jugendstil-Vase von Hector Guimard. Der vor allem als Bildhauer bekannte Künstler Auguste Rodin schuf den Entwurf für eine Vase der Porzellan-Manufaktur in Sèvres. Diese so genannte Saigon-Vase aus den 1890er Jahren zeigt als Schmuckelement eine Kentauren-Darstellung. Zu den herausragenden Exponaten gehört eine Kamineinfassung aus glasierte Keramik nach dem Entwurf des Künstlers Michail Wrubel. Er schuf das aus 155 Einzelteilen bestehende Werk im russischen Jugendstil zur Weltausstellung 1900 in Paris, wo es mit einer Goldmedaille ausgezeichnet wurde. Dargestellt ist die bekannte russische Legende von Mikula und Wolga. Im Museum gibt es darüber hinaus eine Reihe von weiteren Objekten des Kunsthandwerks. Hierzu gehört eine Brüsseler Tapisserie aus dem ersten Viertel des 16. Jahrhunderts mit der Darstellung von Ester vor Ahasveros. Der Wandteppich gehörte zur ehemaligen Ausstattung des Palais Rihour und ist eines der wenigen Stücke der Inneneinrichtung aus der Zeit vor dem Brand des Gebäudes 1916.

### Stadtmodelle

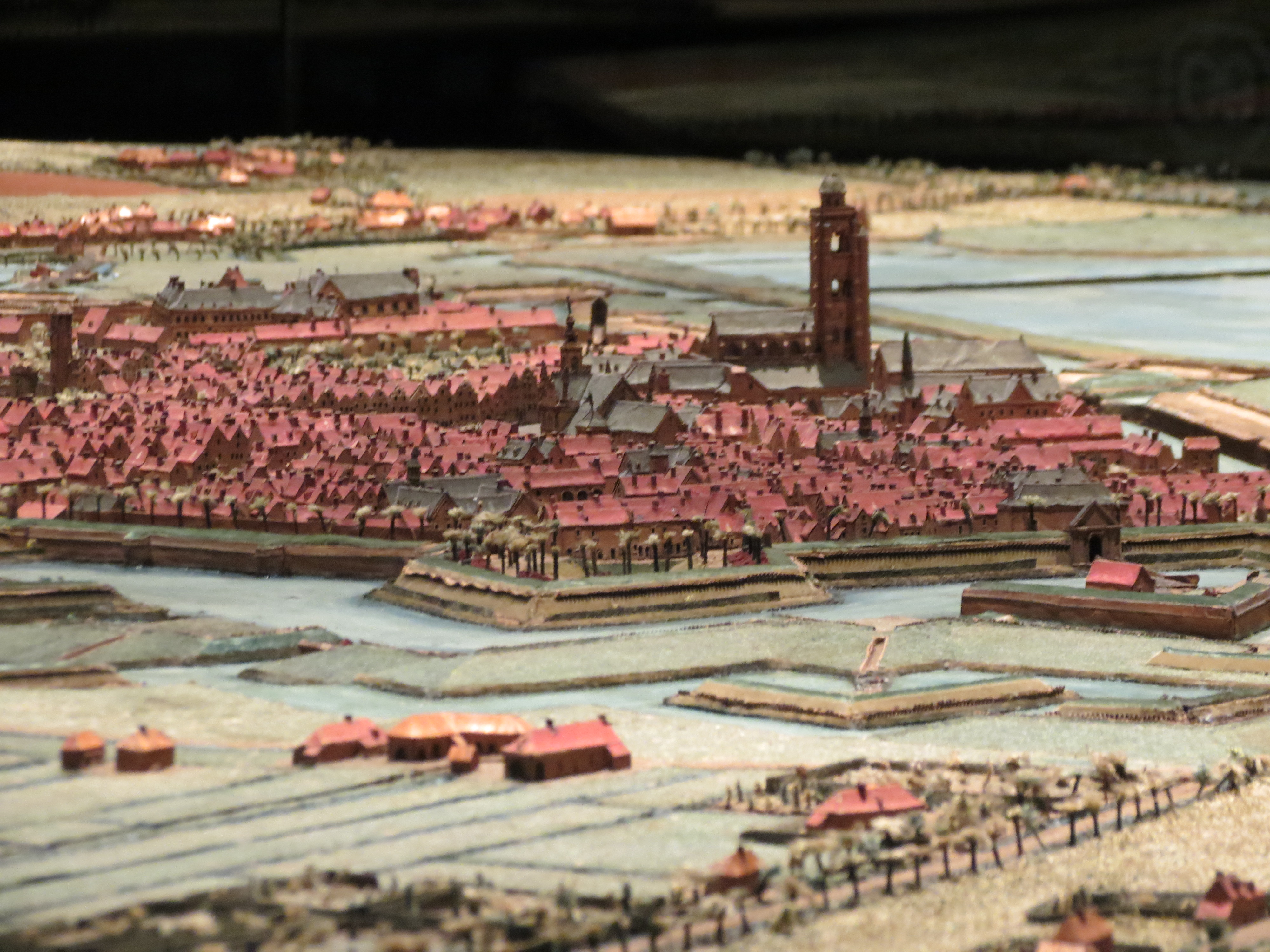
Stadtmodell von Oudenarde

Das Palais des Beaux-Arts de Lille zeigt seit 1997 in einem 700 m² großen Saal unter dem Atrium eine Sammlung von historischen Stadtmodellen im Maßstab 1:600, die in der Zeit zwischen dem Ende des 17. Jahrhunderts und dem 19. Jahrhundert entstanden sind. Dargestellt sind Städte und ihre Befestigungsanlagen, die teilweise aus der Zeit des Festungsbaumeisters Sébastien Le Prestre de Vauban stammen. Die Modelle gehören zur Sammlung des heutigen Musée des Plans-reliefs im Pariser Hôtel des Invalides und waren dort überwiegend seit 1777 eingelagert. 1983 regte der aus Nordfrankreich stammende Premierminister Pierre Mauroy an, das Stadtmodell von Lille vor Ort auszustellen. Kulturminister Jack Lang griff die Idee auf und verband sie mit seiner Strategie der Dezentralisierung der staatlichen Museumsbestände. Er schlug vor, von den über 100 in Paris vorhandenen Modellen 40 Ansichten von Städten aus Nordfrankreich, dem heutigen Belgien und den Niederlanden dauerhaft in Lille zu zeigen. Die ersten Modelle trafen 1985–1986 im Hospice général de Lille ein. Für die dauerhafte Ausstellung im Palais des Beaux-Arts de Lille einigte sich das Museum mit den Pariser Verantwortlichen auf die Präsentation von 15 Modellen. Dargestellt sind im Palais des Beaux-Arts seither Modelle der französischen Städte Calais, Bergues, Bouchain, Lille, Aire-sur-la-Lys, Gravelines, Avesnes-sur-Helpe, der belgischen Städte Charleroi, Ath, Ypern, Tournai, Menen, Oudenaarde, Namur und vom niederländischen Maastricht. Von diesen Stadtansichten ist die 1691 geschaffene Darstellung von Calais das älteste und die 1824–1826 erbaute Variante von Avesnes-sur-Helpe das jüngste Modell. Eine Besonderheit ist das Stadtmodell von Lille, da es im Zusammenhang mit den Befreiungskriegen 1815 zusammen mit anderen Modellen als Beute nach Berlin verbracht wurde. Es konnte erst 1948 schwerbeschädigt als einziges der aus Frankreich stammenden Modelle im Berliner Zeughaus geborgen werden. Anschließend gelangte es zurück nach Paris und wurde danach restauriert.